# Delft
Pour les articles homonymes, voir Delft (homonymie).
 (novembre 2023).
La mise en forme du texte ne suit pas les recommandations de Wikipédia : il faut le « wikifier ».
Les points d'amélioration suivants sont les cas les plus fréquents. Le détail des points à revoir est peut-être précisé sur la page de discussion.
- Les titres sont pré-formatés par le logiciel. Ils ne sont ni en capitales, ni en gras.
- Le texte ne doit pas être écrit en capitales (les noms de famille non plus), ni en gras, ni en italique, ni en « petit »…
- Le gras n'est utilisé que pour surligner le titre de l'article dans l'introduction, une seule fois.
- L'italique est rarement utilisé : mots en langue étrangère, titres d'œuvres, noms de bateaux, etc.
- Les citations ne sont pas en italique mais en corps de texte normal. Elles sont entourées par des guillemets français : « et ».
- Les listes à puces sont à éviter, des paragraphes rédigés étant largement préférés. Les tableaux sont à réserver à la présentation de données structurées (résultats, etc.).
- Les appels de note de bas de page (petits chiffres en exposant, introduits par l'outil «  Source ») sont à placer entre la fin de phrase et le point final[comme ça].
- Les liens internes (vers d'autres articles de Wikipédia) sont à choisir avec parcimonie. Créez des liens vers des articles approfondissant le sujet. Les termes génériques sans rapport avec le sujet sont à éviter, ainsi que les répétitions de liens vers un même terme.
- Les liens externes sont à placer uniquement dans une section « Liens externes », à la fin de l'article. Ces liens sont à choisir avec parcimonie suivant les règles définies. Si un lien sert de source à l'article, son insertion dans le texte est à faire par les notes de bas de page.
- La présentation des références doit suivre les conventions bibliographiques. Il est recommandé d'utiliser les modèles {{Ouvrage}}, {{Chapitre}}, {{Article}}, {{Lien web}} et/ou {{Bibliographie}}. Le mode d'édition visuel peut mettre en forme automatiquement les références.
- Insérer une infobox (cadre d'informations à droite) n'est pas obligatoire pour parachever la mise en page.

Pour une aide détaillée, merci de consulter Aide:Wikification.
Si vous pensez que ces points ont été résolus, vous pouvez retirer ce bandeau et améliorer la mise en forme d'un autre article.
Delft (/dɛlft/ ) est une ville et commune de la province néerlandaise de Hollande-Méridionale. Comptant 110 174 habitants au 1er janvier 2025, elle est située entre La Haye et Rotterdam, le long du canal du Rhin à la Schie, dans la conurbation de la Randstad.
Delft possède un centre historique depuis le XIIIe siècle, et s'est développée en une ville industrielle au XIXe siècle jusqu'à aujourd'hui, avec la présence de la plus grande université technique des Pays-Bas (la Technische Universiteit ou TU Delft) et les instituts de recherche TNO et Deltares. La ville communique au sujet de cette dynamique de recherche et de sciences sous le nom de (nl) Delft Kennisstad (traduit par « Delft, ville de connaissances ») avec pour slogan (en) Creating History (littéralement « créer l'histoire ») en revendiquant notamment la paternité de quelques grands scientifiques tels qu'Anthoni van Leeuwenhoek, l'inventeur du microscope, ou Martinus Beijerinck, botaniste et microbiologiste et considéré comme l'un des fondateurs de la virologie.
Dans l'histoire des Pays-Bas, Delft est surtout connue grâce à Guillaume d'Orange qui y a résidé à partir de 1572 et y a été assassiné en 1584. Depuis lors, les Orange, c'est-à-dire les membres de la maison d'Orange-Nassau ont été traditionnellement enterrés à Delft. Le surnom de Delft est notamment la « ville des Princes ». Le saint patron de la ville est Hippolyte de Rome.
Ville d'histoire, Delft est une destination touristique aux Pays-Bas, et est notamment connue pour sa faïence bleue ou bleu de Delft (en (nl) Delfts blauw) pour laquelle la ville était mondialement connue aux XVIIe et XVIIIe siècles. Delft a ainsi participé à la renommée des Pays-Bas durant le siècle d'or néerlandais.
Delft est le siège de l'Office des eaux du Delfland. La municipalité fait partie de la région de Haaglanden et de la région métropolitaine de Rotterdam-Den Haag.

## Géographie

### Localisation
- Plans et vues satellite :

52° 00′ 42″ N, 4° 21′ 25″ E
Delft se situe en Hollande-Méridionale, dans l'ouest des Pays-Bas, entre les deuxième et troisième villes les plus peuplées des Pays-Bas: Rotterdam à 17 km au sud-est et La Haye ([la ˈ(ʔ)ɛ] ; (nl) Den Haag) à environ 10 km au nord. Delft se situe ainsi dans la conurbation de la Randstad qui concentre un peu plus de 7 millions d'habitants, soit environ 40 % de la population du pays. Delft se situe en outre à un peu plus de 12 km de la mer du Nord, qui jouxte La Haye.

### Communes limitrophes
La ville de Delft se situant dans une aire urbaine de forte densité, elle est entourée de nombreuses communes limitrophes:
| Ryswick 4 km         | La Haye 9 km   | Pijnacker-Nootdorp 6 km |
| Midden-Delfland 8 km | Delft          | Pijnacker-Nootdorp 6 km |
| Midden-Delfland 8 km | Schiedam 15 km | Rotterdam 14 km         |

### Topographie

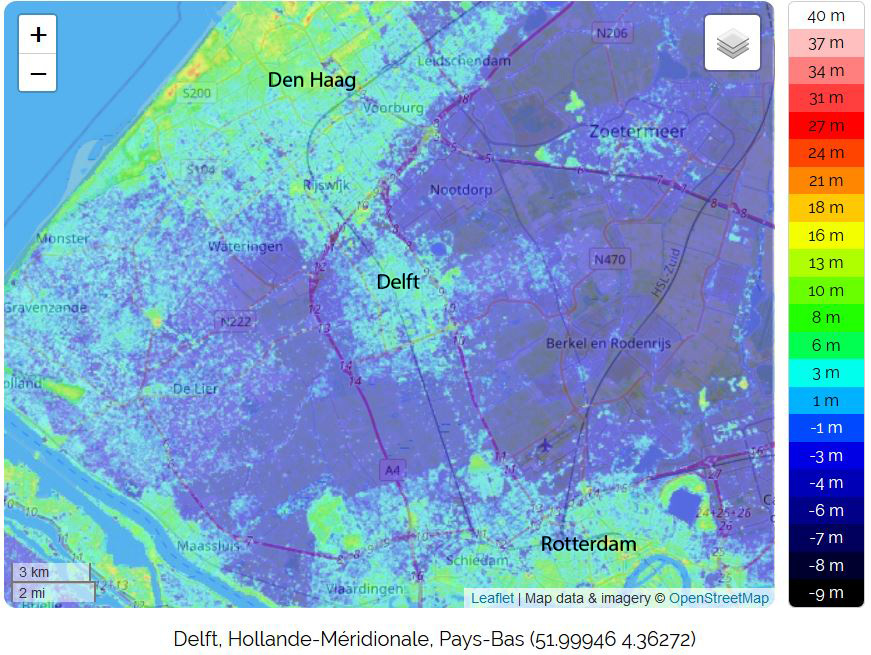
Carte topographique d'altitude et de relief centrée sur Delft (Pays-Bas).

Delft se situe au niveau de la mer (entre 0 et 1 m d'altitude en son centre-ville) mais se situe sur un plateau en comparaison avec les communes limitrophes qui se trouvent pour la plupart sous le niveau de la mer (carte topographique ci-contre). La ville est encastrée dans un paysage de polders sillonné par de nombreux fossés et canaux de drainage, dont le canal du Rhin à la Schie et le (nl) Delftsche Vliet qui la traversent.
Les polders peu profonds autour de Delft sont des zones remblayées, anciennement inondées, qui ont été vidées par pompage et drainées, et où le niveau des eaux souterraines est régulé artificiellement. Depuis la fin du XIVe siècle, les moulins à vent sont utilisés à cette fin comme moulins de drainage pour pomper l'eau.

### Géologie

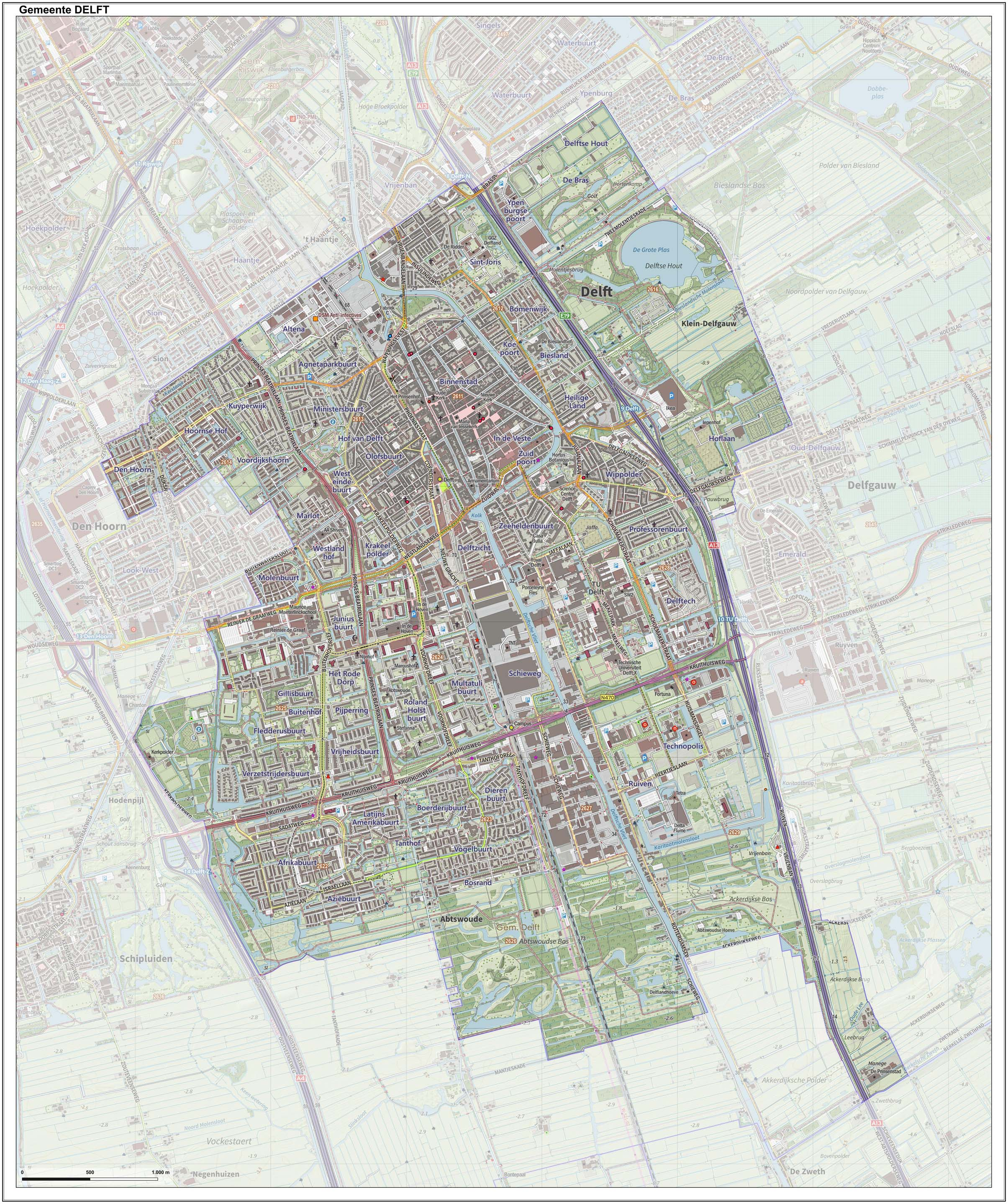
Carte topographique de Delft.

La géologie des zones côtières de la Hollande méridionale est déterminée par le Rhin et la Meuse, qui se jettent dans la mer du Nord, à une vingtaine de kilomètres au sud de Delft et qui, en charriant de grandes quantités de sédiment, ont formé le delta Rhin-Meuse. Dans le soussol, les roches les plus anciennes se sont enfoncées dans des couches plus profondes, de sorte que la situation géologique est similaire à celle de nombreuses autres zones d'affaissement géologiquement jeunes.
Le long de la côte de la Hollande méridionale, les couches superficielles du sol de la bande côtière sont principalement constituées de dépôts d'argiles et de marnes (roche intermédiaire entre les calcaires et les argiles), qui sont souvent recouverts par des tourbières dans les zones plus élevées de l'intérieur. Les argiles ont été déposées quand le niveau de la mer a commencé à monter pendant la période post-glaciaire (transgression). Les zones les plus élevées ont été déformées par l'action des glaciers durant cette période.
La zone autour de Delft présente des sédiments clastiques tels que l'argile et le sable, ce dernier se trouvant en particulier dans les dunes voisines.

### Superficie
La zone urbaine de Delft s'étend sur une superficie totale de 24,06 kilomètres carrés, dont 22,65 kilomètres carrés de surfaces émergées pour 1,41 kilomètre carré de canaux et autres surfaces immergées soit environ 6 % de la surface totale de la ville (chiffres de 2019). En 2003, avant que la frontière entre Delft et le Midden-Delfland ne soit modifiée, le Bureau central de la statistique néerlandais a réalisé une enquête détaillée sur l'utilisation des terres. À l'époque, Delft avait une superficie de 26,31 kilomètres carrés, dont 7,40 kilomètres carrés, soit environ 28 %, de zones résidentielles, et 6,63 kilomètres carrés, soit 25 %, utilisés à des fins agricoles, y compris pour la culture intensive maraichère et horticole en serre.

### Structure de la ville - Quartiers - Codes postaux

Carte administrative de Delft avec les codes postaux des différents quartiers.

Delft est structurée en quartiers (wijk/wijken) correspondant aux codes postaux suivants :
- 2611 – Binnenstad (« ville intérieure » ; centre-ville)
- 2612 – Vrijenban
- 2613 – Hof van Delft
- 2614 – Voordijkshoorn
- 2616 – Delftse Hout
- 2622 – Tanthof-West
- 2623 – Tanthof-Oost
- 2624 – Voorhof
- 2625 – Buitenhof
- 2626 – Abtswoude
- 2627 – Schieweg
- 2628 – Wippolder
- 2629 – Ruiven

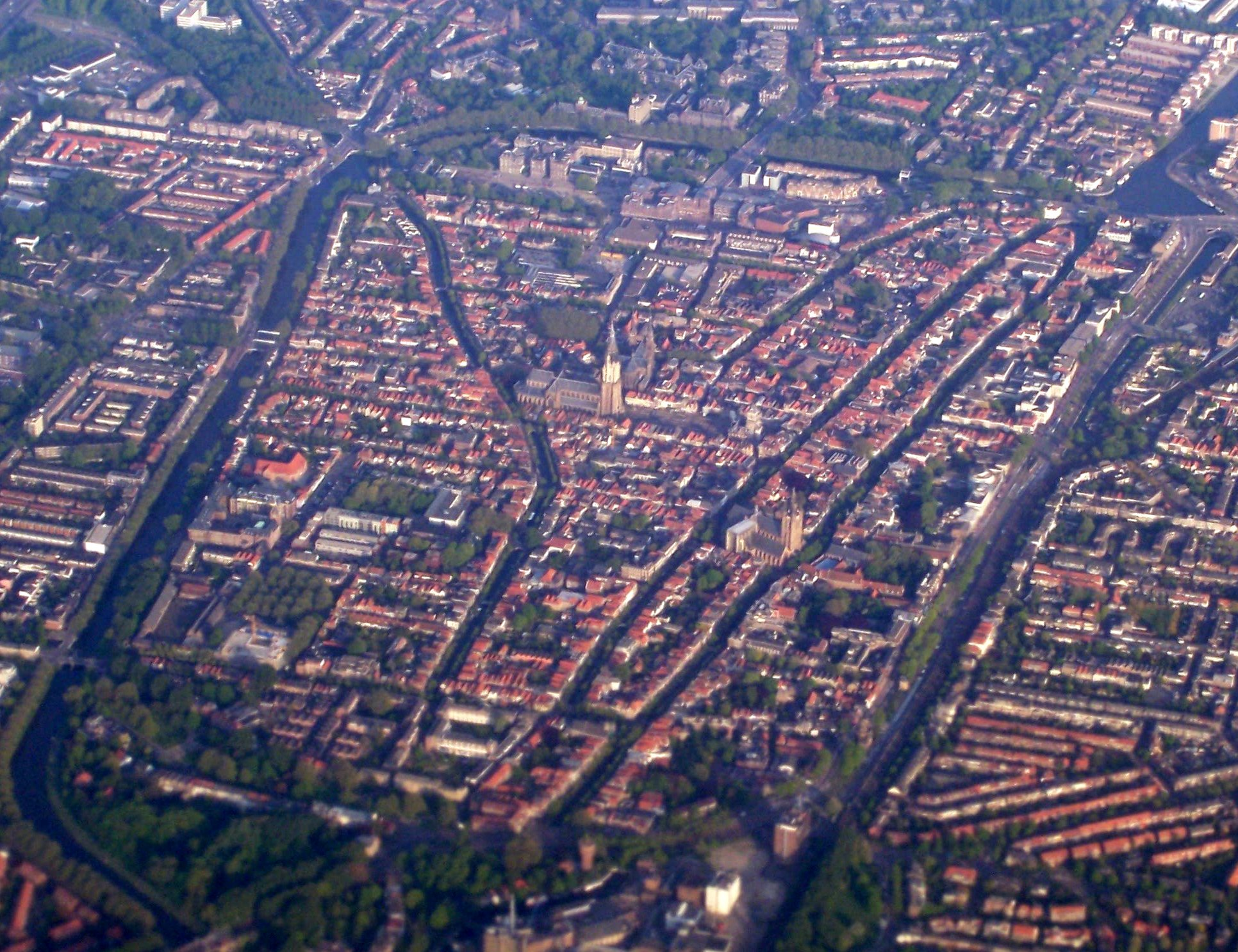
Photo aérienne de Delft depuis le Nord.

Delft est principalement connue pour son centre-ville historique, le quartier nommé (nl) Binnenstad. Parallèles, et à peu près dans la direction nord-sud, coulent les canaux (nl) Oude Delft et Nieuwe Delft. Ce dernier est mieux connu sous les noms successifs de (nl) Lange Geer, Koornmarkt, Wijnhaven, Hippolytusbuurt et Voorstraat, qui correspondent aux différentes sections des rues qui longe le canal (nl) Nieuwe Delft.
Entre ces deux canaux, sur ce qui est probablement le plus ancien site bâti de la ville, se situe la vieille église (nl) Oude Kerk bâtie à partir de 1246 avec sa tour penchée caractéristique. Cette tour est aussi appelée le (nl) Oude Jan ou (nl) Scheve Jan (le vieux Jean ou Jean le penché). Le long du vieux canal ((nl) Oude Delft) se trouvent aussi l'ancienne mairie de Delft et le Prinsenhof, originellement un couvent et actuellement un musée consacré à la peinture néerlandaise de l'âge d'or.
À l'est des deux canaux, la ville s'est développée au fil des siècles. Sur la grande place du marché (en (nl) Grote Markt), se trouve l'autre grande église de Delft: la nouvelle église ou (nl) Nieuwe Kerk qui contient le mausolée de Guillaume d'Orange et la crypte royale. Le clocher de l'église est le deuxième plus haut clocher des Pays-Bas, culminant à presque 109 m. Toujours sur la place du marché, en face de l'église, se trouve l'hôtel de ville de Delft, qui a été construit par Hendrick de Keyser vers 1618-1620 autour d'un des plus anciens bâtiments de Delft : une tour appelée la Vieille Pierre (en (nl) de Oude Steen). Sur la place du marché se trouve une statue de Hugo de Groot, le juriste né en 1583 à Delft.
La place Beestenmarkt (nl) est l'endroit qui rassemble la vie nocturne à Delft avec de nombreux bars et restaurants, surtout en été, mais de nombreux autres endroits plus près de Grote Markt propose ces mêmes services - surtout les rues: (nl) Burgwal, Brabantse Turfmarkt, Kromstraat et Nieuwstraat.

### Climat
La proximité de la mer et les vents dominants en provenance de la mer du Nord, qui est réchauffée par le Gulf Stream, déterminent le climat océanique doux et relativement humide des zones côtières des Pays-Bas et donc aussi de Delft.
Avec une température annuelle moyenne d'environ 9 °C, la température moyenne la plus basse se rencontre aux mois de décembre et janvier avec environ 4 °C et la température moyenne la plus haute durant les mois de juillet et août avec environ 18 °C. Les précipitations moyennes, d'environ 856 millimètres, sont réparties de manière relativement uniforme tout au long de l'année (~80-90 % d'humidité), les mois de février à avril étant les plus secs. Les tempêtes sont fréquentes en automne, et peuvent s'accompagner de fortes pluies. En hiver, il fait froid et humide ; les chutes de neige sont rares. La principale caractéristique du climat dans la région de Delft, comme dans l'ensemble des Pays-Bas, est sa variabilité.
Dès le début du XVIIIe siècle, Nicolaus Samuelis Cruquius, un ingénieur hydraulique, géomètre et cartographe néerlandais, enregistrait régulièrement la pression atmosphérique, les précipitations et l'humidité à Delft, à partir desquelles la température, la direction et la force du vent ont pu être reconstituées par la suite. Les observations météorologiques originales et les conversions ultérieures sont conservées à l'Institut royal météorologique des Pays-Bas (KNMI).
Le tableau climatique ci-dessous (moyenne à long terme de 1981 à 2010), compile les données enregistrées par la station météorologique Rotterdam/Delft, située près de l'aéroport de Rotterdam-La Haye, à environ 10 km au sud-est des limites de la ville de Delft, et donne un aperçu du climat de Delft :
| Mois                              | jan. | fév. | mars | avril | mai   | juin  | jui.  | août  | sep.  | oct.  | nov. | déc. | année   |
| --------------------------------- | ---- | ---- | ---- | ----- | ----- | ----- | ----- | ----- | ----- | ----- | ---- | ---- | ------- |
| Température minimale moyenne (°C) | 0,8  | 0,5  | 2,6  | 4,3   | 7,8   | 10,6  | 13,1  | 12,8  | 10,6  | 7,5   | 4,2  | 1,4  | 6,4     |
| Température moyenne (°C)          | 3,6  | 3,7  | 6,4  | 9,1   | 12,9  | 15,5  | 17,8  | 17,6  | 14,8  | 11,2  | 7,3  | 4,2  | 10,4    |
| Température maximale moyenne (°C) | 6    | 6,6  | 9,9  | 13,5  | 17,5  | 19,9  | 22,2  | 22,1  | 18,9  | 14,7  | 9,9  | 6,6  | 14      |
| Ensoleillement (h)                | 62,5 | 83,8 | 124  | 174,9 | 213,9 | 203,6 | 213,1 | 196,6 | 137,6 | 106,9 | 60,4 | 46,7 | 1 623,8 |
| Précipitations (mm)               | 69,1 | 57,9 | 64,9 | 42,6  | 58,3  | 65,2  | 74    | 81    | 87,1  | 90,1  | 87,1 | 78,3 | 855,6   |
| Humidité relative (%)             | 88   | 85   | 83   | 78    | 77    | 79    | 79    | 80    | 84    | 86    | 89   | 89   | 83      |

| Diagramme climatique                                  |            |            |             |             |              |            |            |              |             |            |            |
| J                                                     | F          | M          | A           | M           | J            | J          | A          | S            | O           | N          | D          |
| 60,869,1                                              | 6,60,557,9 | 9,92,664,9 | 13,54,342,6 | 17,57,858,3 | 19,910,665,2 | 22,213,174 | 22,112,881 | 18,910,687,1 | 14,77,590,1 | 9,94,287,1 | 6,61,478,3 |
| Moyennes : • Temp. maxi et mini °C • Précipitation mm |            |            |             |             |              |            |            |              |             |            |            |

## Démographie

Graphique de l'évolution de la population de Delft entre 1900 et 2019.

### Population et densités au sein des quartiers de Delft
La population de Delft a plus que triplé au XXe siècle. Depuis la fin des années 1990, la stagnation est cependant évidente, ce qui a conduit à un premier déclin de la population en 2003, qui s'est intensifié les années suivantes, mais a été marqué par de légères reprises en 2004 et 2007. Depuis la population croit de façon stable.
| Année | Hommes | Femmes | Total   |
| ----- | ------ | ------ | ------- |
| 1900  | 15.296 | 16.293 | 31.589  |
| 1920  | 19.547 | 18.886 | 38.433  |
| 1940  | 27.541 | 27.416 | 54.957  |
| 1960  | 37.947 | 35.349 | 73.323  |
| 1980  | 42.940 | 40.971 | 83.911  |
| 2000  | 50.299 | 45.802 | 96.101  |
| 2001  | 50.420 | 46.021 | 96.441  |
| 2002  | 50.636 | 46.325 | 96.961  |
| 2003  | 50.531 | 46.075 | 96.606  |
| 2004  | 50.084 | 45.707 | 96.791  |
| 2005  | 49.655 | 45.381 | 95.036  |
| 2006  | 49.710 | 45.380 | 95.090  |
| 2007  | 49.867 | 45.512 | 95.379  |
| 2008  | 50.416 | 45.752 | 96.168  |
| 2009  | 50.618 | 45.899 | 96.517  |
| 2010  | 50.848 | 45.912 | 96.760  |
| 2011  | 51.652 | 46.038 | 97.690  |
| 2012  | 52.303 | 46.370 | 98.673  |
| 2013  | 52.646 | 46.462 | 99.108  |
| 2014  | 53.405 | 46.656 | 100.061 |
| 2015  | 54.044 | 47.000 | 101.044 |
| 2016  | 53.933 | 47.100 | 101.033 |
| 2017  | 53.998 | 47.388 | 101.386 |
| 2018  | 54.451 | 47.809 | 102.260 |
| 2019  | 54.838 | 48.331 | 103.169 |

Carte du nombre d'habitants [en bordeaux, ] et densité [en rose, /km] par quartiers à Delft (2018).

Delft comptent 110 174 habitants au 1er janvier 2025 pour une densité de population de 4579 hab./km2 (soit 10 fois la moyenne nationale aux Pays-Bas; 433 hab./km2). Delft fait partie de la conurbation de la Randstad, zone la plus peuplée des Pays-Bas, qui concentre 40 % de la population du pays. En comparaison, à La Haye, à 9 kilomètres au nord-ouest, cette densité de population est nettement dépassée avec 5 738 habitants/km2, tandis que Rotterdam, à 14 kilomètres au sud de Delft, a une densité de population comparativement faible de 2 824 habitants/km2.
Les Delftois sont répartis dans les treize quartiers de la ville comme présenté sur la carte ci-contre (chiffres de 2018 – pop. tot. 102 000 hab.).
Les quartiers du sud-est de la ville concentrent d'une part le parc universitaire de Delft ainsi que les zones industrielles de la ville, d'où une densité plus faible que dans les autres quartiers. Les quartiers au sud-ouest sont les quartiers populaires de Delft et concentrent des densités de populations assez élevées, notamment Voorhof, avec ses 13 394 habitants (soit une densité de 10 600 hab./km2). Le centre-ville de Delft concentre la deuxième zone la plus densément peuplée avec presque 10 300 hab./km2 et 12 460 habitants.

Pyramide des âges par sexe dans la commune de Delft pour les années 2019 et 2020.

Dans la démographie de Delft, la proportion d'hommes âgés de 20 à 30 ans est particulièrement frappante; elle représente en effet 15,3 % de la population masculine. En 2002, cette proportion était environ 100 % plus élevée que la moyenne néerlandaise. La proportion d'hommes entre 20 et 24 ans était même presque trois fois supérieure à la moyenne nationale en 2014. La raison de ces différences est sans doute la présence de l'Université technique de Delft, qui propose principalement des études techniques et traditionnellement populaires auprès des hommes. La population féminine à la TU Delft était d'ailleurs de 28 % en 2018 sur 24 700 étudiants au total, un chiffre en progression puisqu'il n'était que de 21 % en 2009.

### Ménages et familles à Delft
En 2007, le nombre de ménages était de 52 885, avec une taille moyenne de 1,8 personne. 54 % des ménages étaient célibataires. En 2019, Delft compte 60 655 ménages d'une taille moyenne d'1,7 personne. 59 % des ménages étaient alors célibataires. Au total, en 2007, 2 370 familles vivaient à Delft, dont 13 % étaient des familles monoparentales. Ce chiffre s'est accrue pour atteindre 3 595 familles (soit +51 % en 12 ans). La diminution constante des familles avec enfants est frappante ; en 2007, elle était de 8995 - une baisse de 11 % par rapport à 2002. Ce chiffre s'est ensuite relativement stabilisé les dix dernières années puisqu'en 2019 le nombre de familles avec enfants (dont les parents sont mariés ou en concubinage) baisse plus lentement et atteint 8 705 (-3,2 % par rapport à 2007). Ces chiffres ne comptent pas les familles monoparentales.

### Population d'origine étrangère à Delft
Les néerlandais ont une approche moins empreinte de tabous avec les statistiques ethniques qu'en France par exemple. De telles statistiques démographiques sont d'ailleurs publiques et massivement utilisées par la population dans le choix d'un bien immobilier puisqu'il est possible de connaitre quartier par quartier le revenu moyen, les tranches d'âge, le nombre de personnes et d'enfants par foyer, etc.
Les statistiques des Pays-Bas, cependant, ne traitent que grossièrement les différentes nationalités et ethnies, mais considèrent principalement des groupes ethniques. Les personnes sont considérées comme appartenant à un groupe ethnique différent – et donc comme des étrangers – s'ils sont nés à l'étranger, ou même si un parent ou un grand-parent est né à l'étranger.
Comme partout ailleurs aux Pays-Bas, les statistiques de population à Delft font une distinction entre les citoyens des pays occidentaux, (nl) westerse landen, qui comprennent la plupart des pays de l'UE et les États-Unis, et ceux des pays non-occidentaux, (nl) niet westerse landen, provenant de tous les autres pays du monde.
Les anciens citoyens des anciennes colonies néerlandaises d'Indonésie et de Nouvelle-Guinée sont également répertoriés sous le libellé pays occidentaux, (nl) westerse landen, mais séparément et ce bien qu'ils vivent aux Pays-Bas depuis plus de deux générations en tant que citoyens néerlandais. En revanche, les personnes originaires d'Aruba sont répertoriées sous « allochtones non-occidentaux », (nl) niet westerse landen, même si Aruba est une partie autonome du royaume des Pays-Bas,.
À Delft au 1er janvier 2025, il y avait donc 58 % de Néerlandais (63 901 hab.), 17 % d'immigrés de pays occidentaux (18 730 hab.) et 24 % d'immigrés hors pays occidentaux (26 443 hab.).
La part d'étrangers à Delft s'est accrue au cours des vingt dernières années puisqu'en l'an 2000 , à titre de comparaison, la part des citoyens néerlandais à Delft était de 76,5 %, 10,8 % d'immigrés d'Europe de l'Ouest et des États-Unis (catégorisés comme originaires de pays occidentaux) et 12,7 % de pays non-occidentaux.

### Cultes

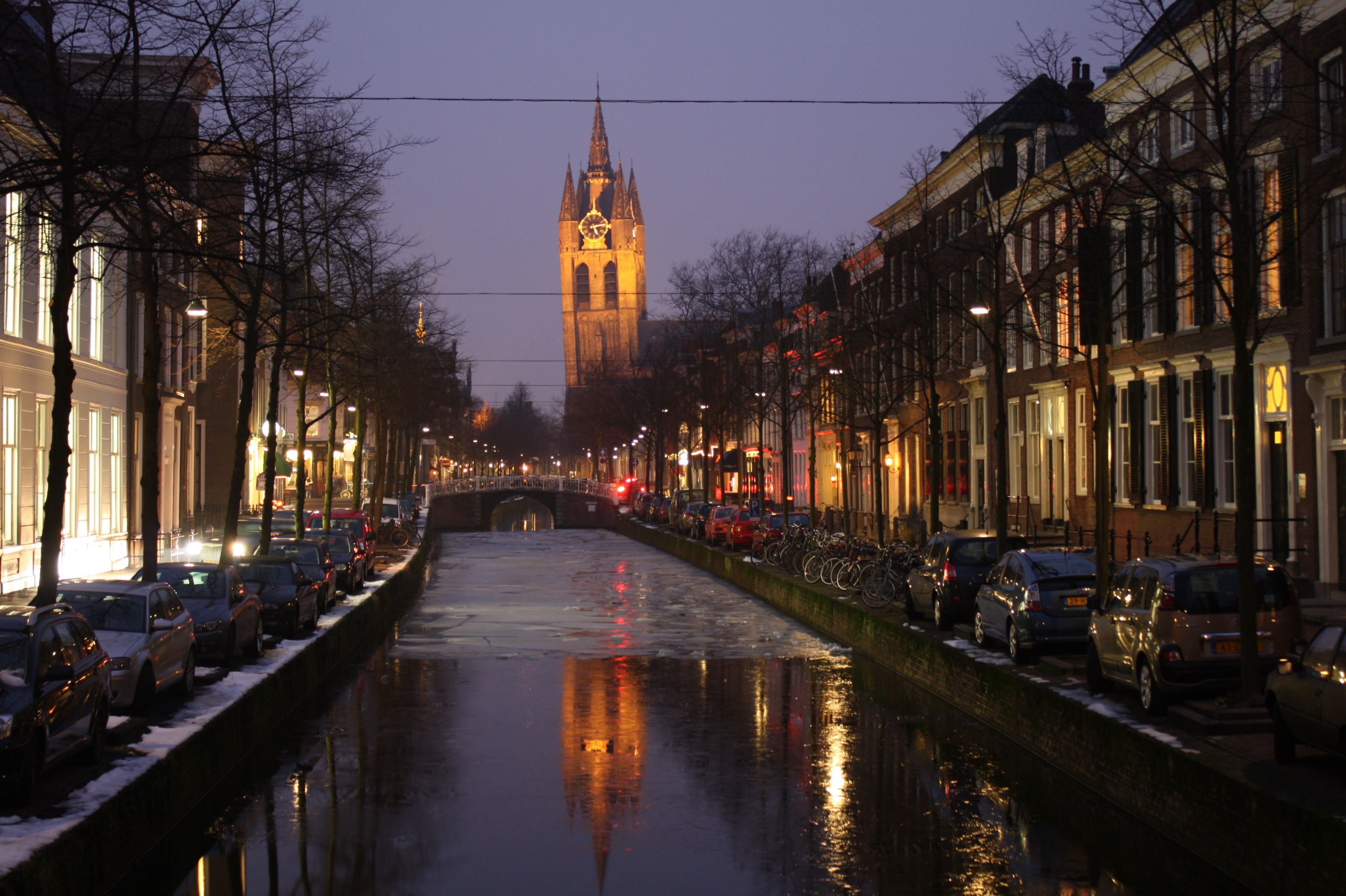
La vieille église de Delft ou Oude Kerk.
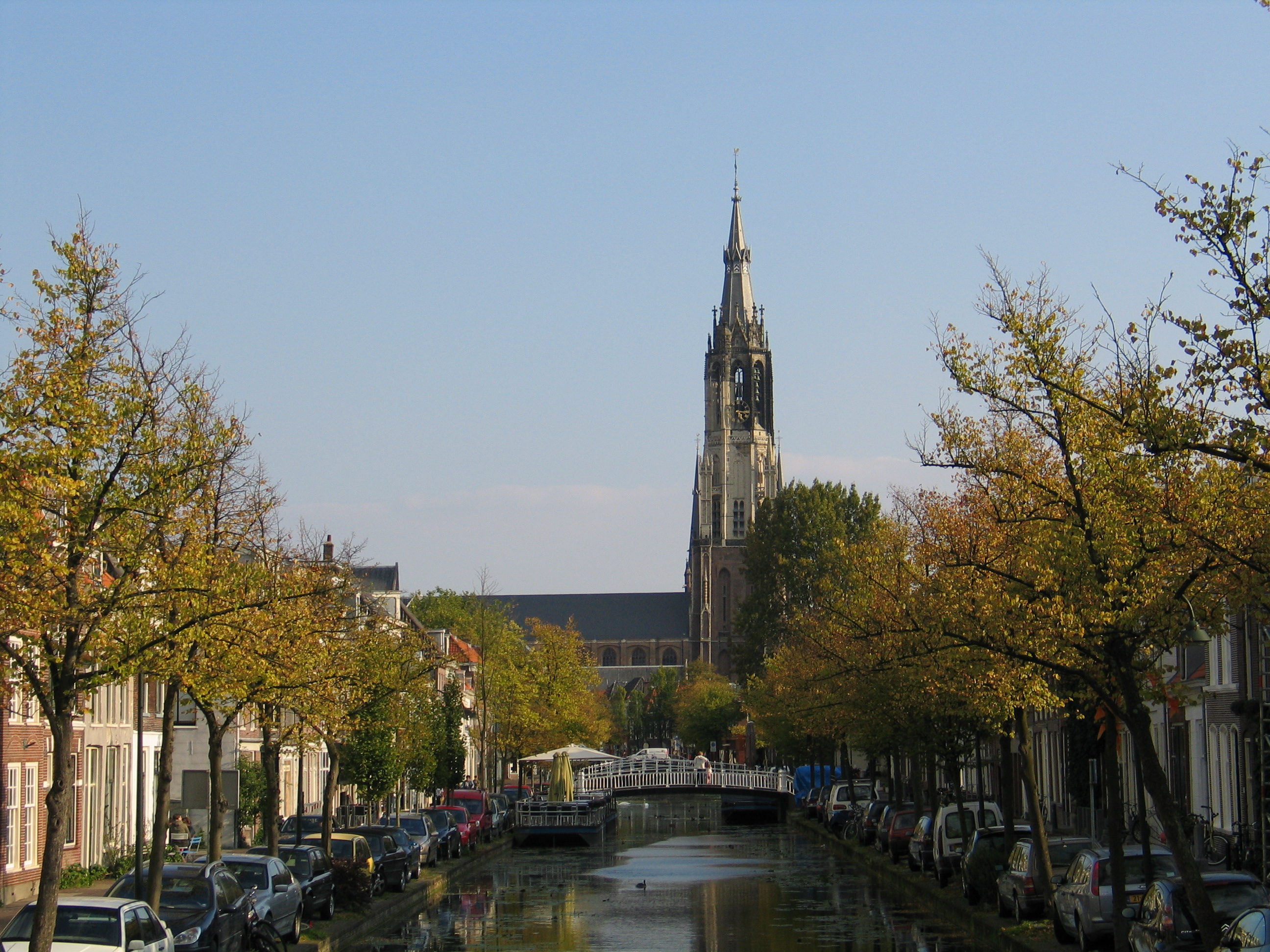
La nouvelle église de Delft ou Nieuwe Kerk sur la Marktplatz
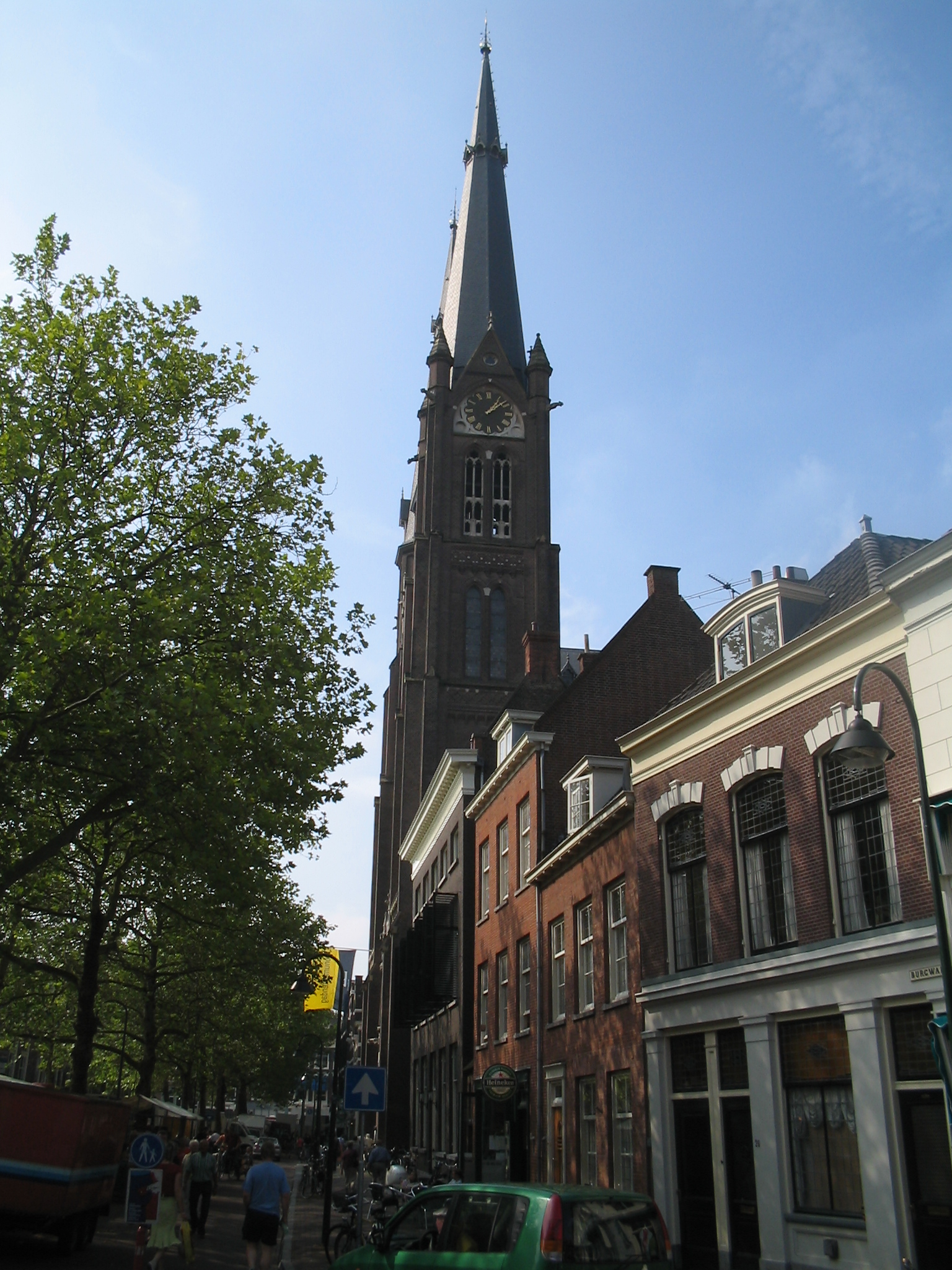
L'église catholique romaine Maria van Jessekerk
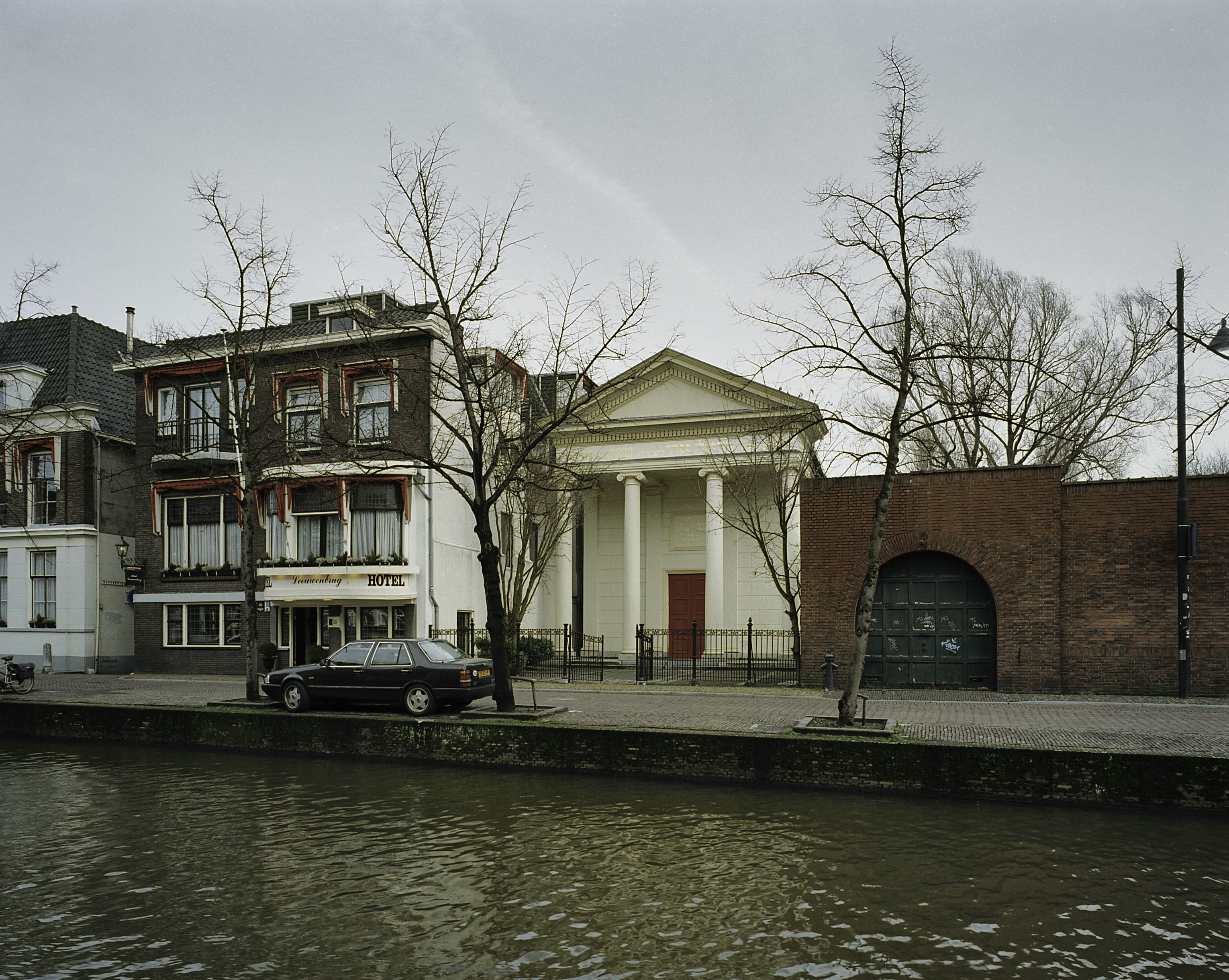
La synagogue à Koornmarkt[19].
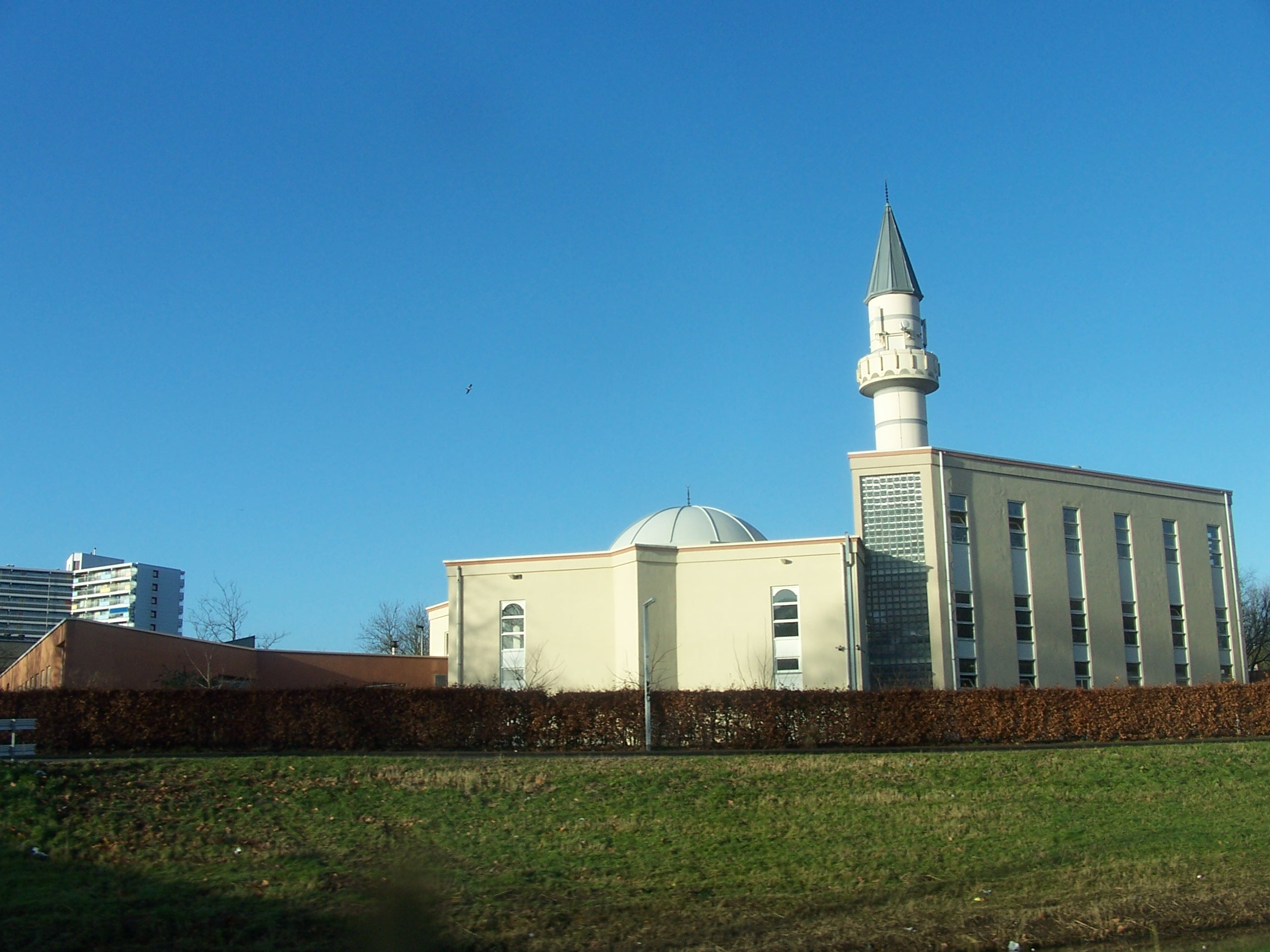
La mosquée Sultan Ahmed dans la Martinus Nijhofflaan
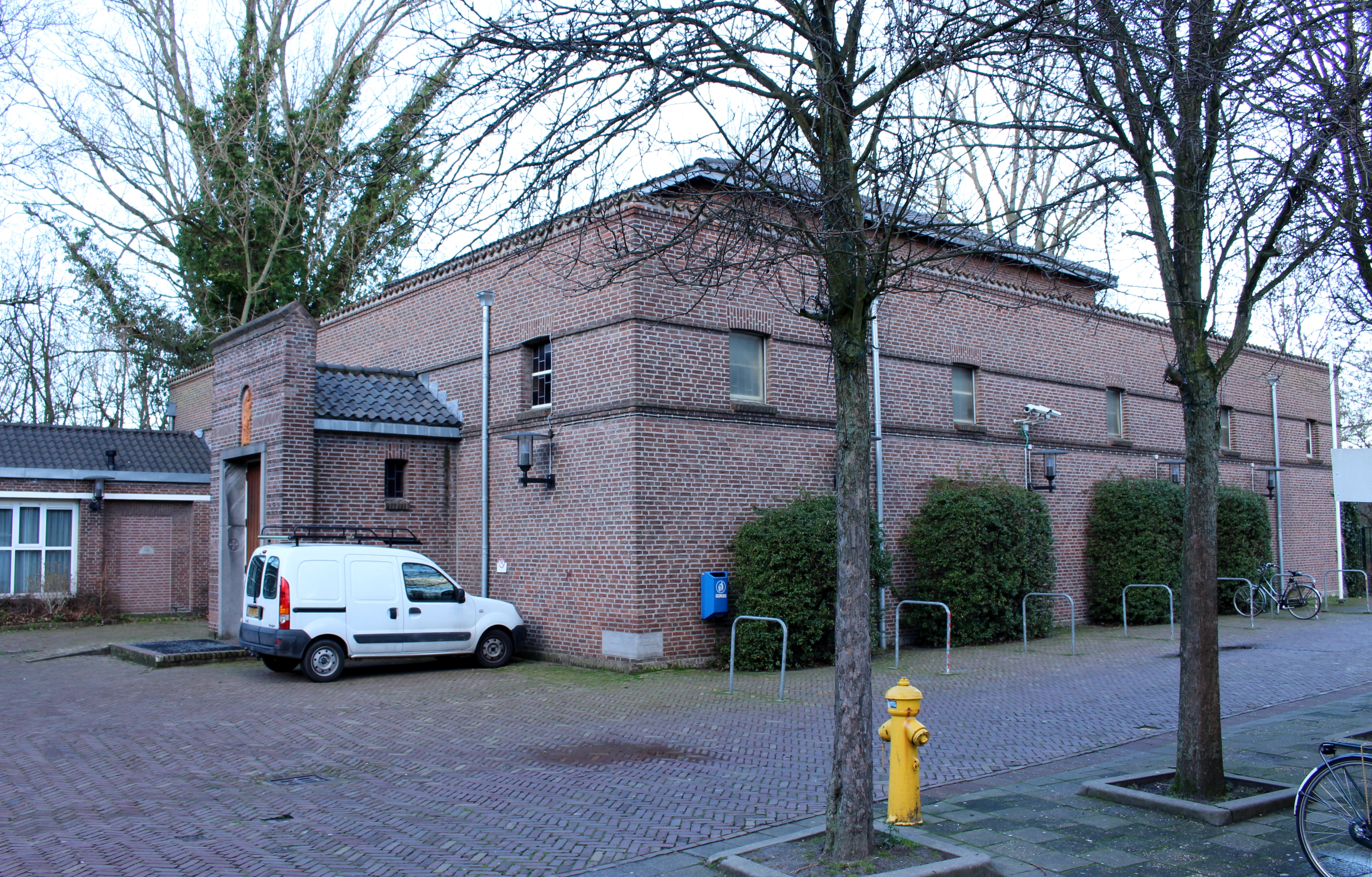
La chapelle Saint-Stanislas.

Selon l'enquête Permanent Onderzoek Leefsituatie (POLS) (pouvant se traduire par Recherche permanente sur la qualité de vie) menée par le Centraal Bureau voor de Statistiek (CBS) de 2001 à 2003, 29,7 % de la population de Delft étaient catholiques romains et 24,8 % appartenaient à l'une des églises protestantes; 5,2 % étaient musulmans et 37,6 % ont déclaré n'appartenir à aucune communauté religieuse.
Hippolyte de Rome est le saint patron de la ville. Jusqu'à la Réforme en 1583, la vieille église Oude Kerk lui était dédiée. En 1804, la paroisse catholique nouvellement fondée dans la vieille ville de Delft a été nommée en son honneur, et en 1972 l'ancienne chapelle des Sœurs du Saint-Esprit de Delft a été renommée chapelle Saint-Hippolyte en son honneur. Depuis 1971, l'église néo-gothique Maria van Jessékerk est l'église paroissiale de la communauté catholique romaine de Delft, qui comprend également quatre autres églises et est consacrée à Sainte-Ursule de Cologne.
En 1821, une communauté juive a été fondée à Delft, mais elle n'a jamais réuni plus de 200 personnes. En 1840, une petite école juive et un cimetière ont été construits près des actuelles rues Vondelstraat et Geertruyt van Oostenstraat, et en 1862, une synagogue a été construite au Koornmarkt 12. Pendant la Seconde Guerre mondiale, la plupart des résidents juifs ont été déportés et assassinés. Après la guerre, la communauté juive de Delft a été fusionnée avec celle de La Haye. La synagogue de Delft a été préservée comme monument national, rénovée et est disponible pour des événements religieux et culturels.
La communauté musulmane de Delft compte environ 2 300 personnes. La mosquée du Sultan Ahmed fut construit au numéro 80 de la rue Martinus Nijhofflaan en 1995.

### Jumelage
La ville de Delft est jumelée avec les villes suivantes,, :
- Estelí (Nicaragua)
- Freiberg (Allemagne)
- Kfar Saba (Israël)

## Histoire

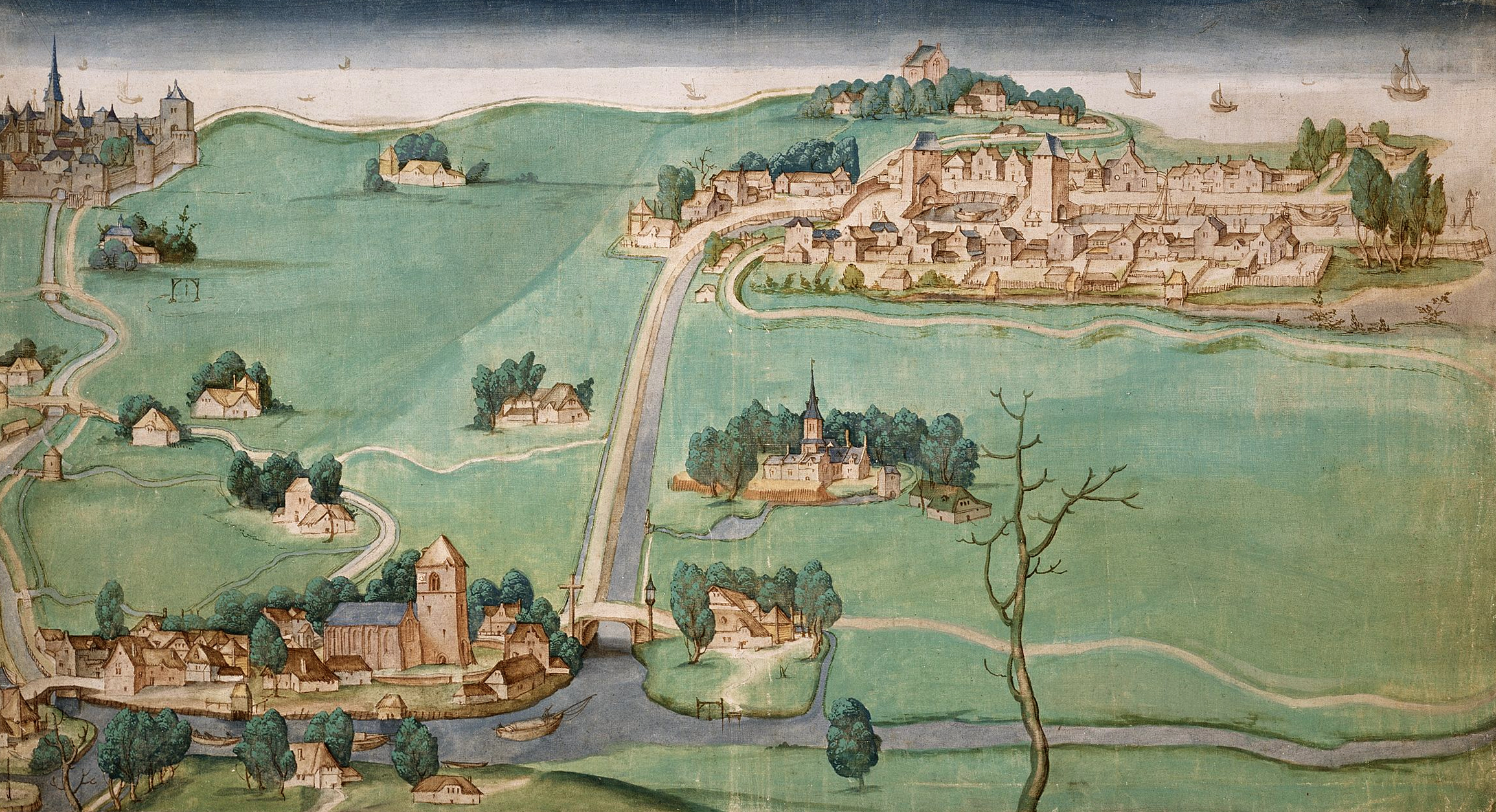
Peinture de 1512, illustrant Overschie (au premier plan), Rotterdam (en haut à gauche), et Delfshaven (en haut à droite). Le bras d'eau dans le coin inférieur gauche relie Delft.

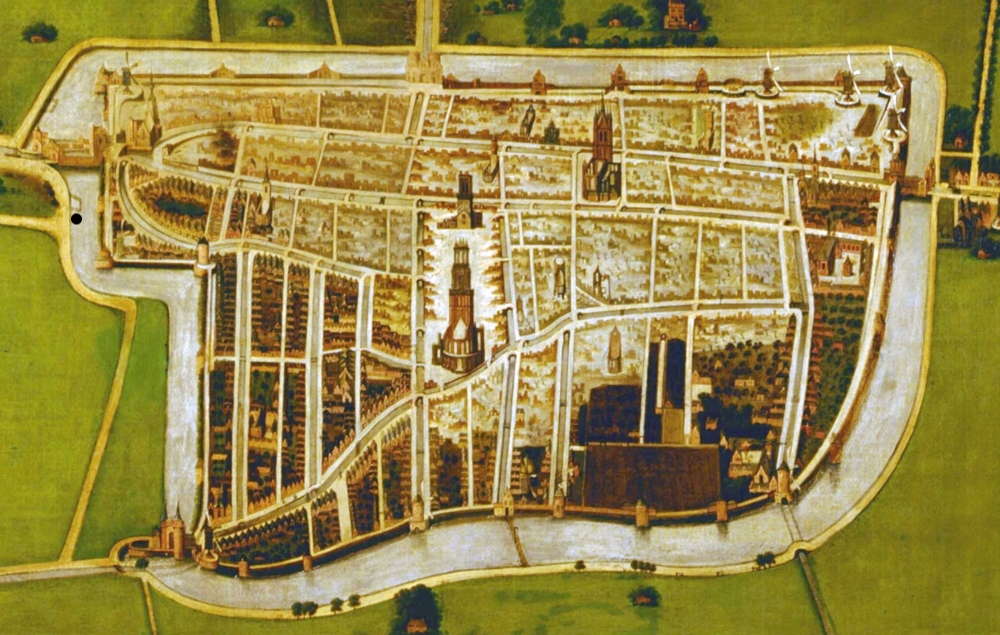
Carte de Delft après l'incendie de 1536.

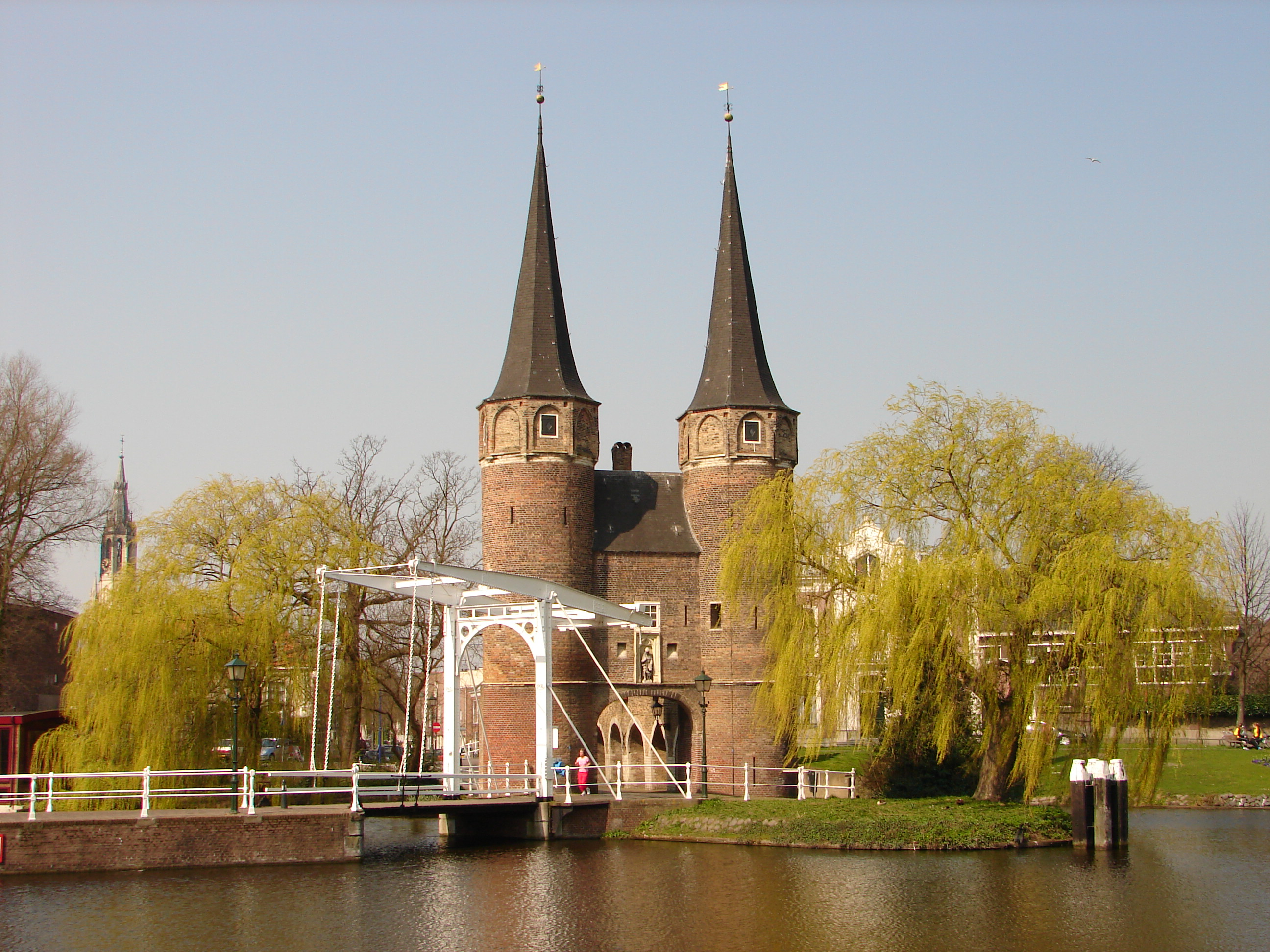
La porte Est (Oostport).

### 1071, la fondation de Delft
La fondation de Delft remonte à Godefroid III de Basse-Lotharingie qui, en 1071, a construit une manse seigneuriale sur un site surélevé près du ruisseau (nl) de Schie et de la rivière (nl) Gantel.
La Schie était à l'origine un ruisseau marécageux qui se jetait dans l'ancienne Merwede au niveau de l'ancienne ville d'Overschie, aujourd'hui un arrondissement de Rotterdam. Afin d'empêcher l'envasement menaçant de la rivière Gantel, Godefroid III de Basse-Lotharingie a fait creuser un cours d'eau artificiel. La ville de Delft s'est implantée le long de la Schie, au nord, et cette portion a pris le nom de (nl) Delf, du moyen néerlandais (nl) delven qui signifie « creuser ».
L'ancienne Schie, puisqu'à ce jour elle est beaucoup plus large, a donc été au moins partiellement creusé au niveau de son cours supérieur. Il est possible que les premiers travaux de canalisation dans la région datent même de l'époque romaine, période pendant laquelle a également été creusé le canal de Corbulon au nord-est de Delft. Sur les hauteurs où se croisaient les berges boueuses de la rivière Gantel, il y avait, probablement depuis le XIe siècle, un cimetière.

### De la naissance de la cité en 1246 au grand incendie de 1536
Delft a obtenu ses droits de cité par le comte Guillaume II de Hollande le 15 avril 1246. La construction de la vieille église de Delft (Oude Kerk) a été entreprise la même année bien qu'il existait vraisemblablement une église en bois au même endroit dont l'existence remonterait à 1050 environ. Vers cette époque, plusieurs monastères et couvents ont été également fondés dans la région de la ville. Des extensions de Delft ont été réalisées en 1268 et en 1355, portant la superficie de la ville, aujourd'hui le quartier (nl) Binnenstad, (le « centre-ville »), à sa taille actuelle d'environ 100 hectares. L'hôpital de Koornmarkt (« marché aux grains », dans la rue qui porte ce même nom) a été construit au XIIIe siècle et a été mentionné pour la première fois dans les écrits en 1252. En 1271, le béguinage de Delft a été construit,.
En raison de sa situation privilégiée, entre La Haye et Rotterdam, le commerce et l'industrie s'est développé dans la zone. Delft est devenu un important centre marchand et cela se voit encore à la taille de la place principale de la ville : la Grote Markt, « le grand marché ». Cependant, puisque la ville n'avait pas accès direct à la Merwede, elle est soumise aux droits douaniers imposés par la ville voisine de Schiedam, qui collecte alors une taxe élevée lors des passages de navires sur les eaux de la Schie. À la même époque, vers 1343, Rotterdam souhaite également un accès moins onéreux vers Delft, et entreprend de creuser un autre canal reliant Rotterdam et Delft, en passant par la ville de Overschie plutôt que par Schiedam, et en empruntant certains des lits naturels de la Schie. Les bateaux en provenance de Delft devaient alors passer obligatoirement soit par la Rotterdamse Schie ou la Schiedamse Schie. La construction de sa propre liaison par voie navigable vers la Merwede était nécessaire à son essor.
En 1389, le duc Albert Ier, comte de Hollande et de Zélande, a octroyé le droit à la ville de Delft de faire creuser son propre canal d'accès à la Merwede. Pour créer la première partie de ce canal, le Delf ou Schie déjà existant fut élargi pour donner le (nl) Delftse Schie. Pour la deuxième partie, le conseil de Delft a fait creuser un nouveau canal entre Overschie et la Merwede. À l'embouchure de ce canal, Delft créa son propre port, Delfshaven. Ce dernier n'était donc pas à Delft même mais était administrativement sous la tutelle de la ville. En 1795, il devint une commune indépendante, jusqu'à son annexion par Rotterdam le 30 janvier 1886. Le canal entre Overschie et Delfshaven fut nommé Delfshavense Schie.
Avec l'essor du transport par voie fluviale, le développement de la ville s'intensifia. En été 1381, la construction d'une nouvelle église en bois au toit de chaume, en lieu et place d'un gibet de potence, fut entamée ; ce nouveau lieu de culte allait devenir la nouvelle église de Delft (Nieuwe Kerk). Trois ans plus tard, les travaux de construction d'une basilique en pierre autour de l'église en bois ont commencé.
Les fortifications de la ville se développèrent. Un vestige en est toujours visible aujourd'hui : la porte Est, (nl) Oostpoort, qui fut construite vers 1400. Les tours seront élevées par la suite et aux alentours de 1510, elles seront pourvues d'un étage supplémentaire octogonal et dotées chacune de leur flèche.

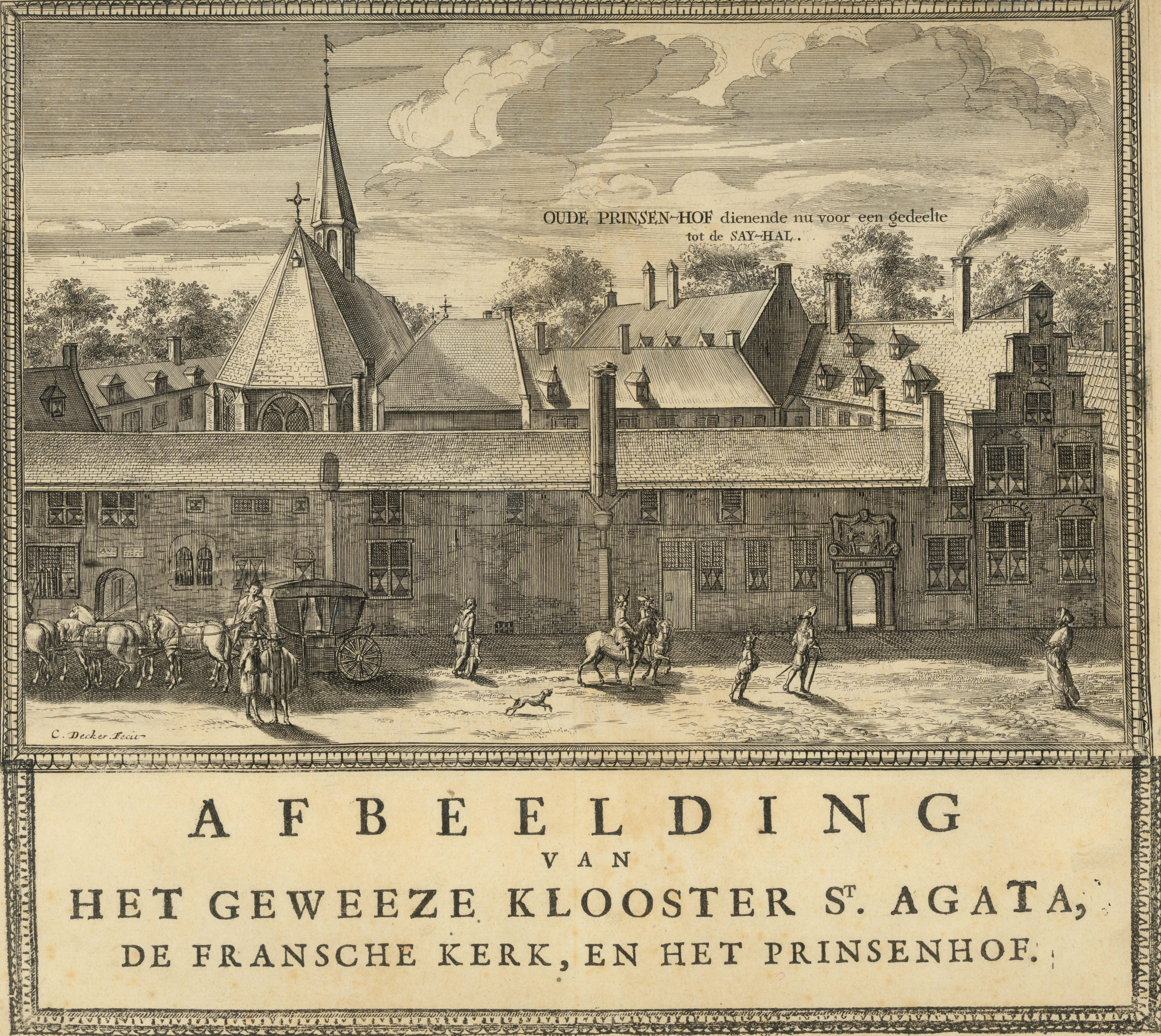
L'ancien couvent de Sainte-Agathe (aujourd'hui le Prinsenhof), vu depuis la rue Oude Delft (gravure de 1729).

En 1403, un groupe de religieuses a acquis une maison dans le long du canal Oude Delft en face de la Oude Kerk pour en faire un couvent dédié à sainte Agathe. Ce couvent deviendra plus tard le Prinsenhof.

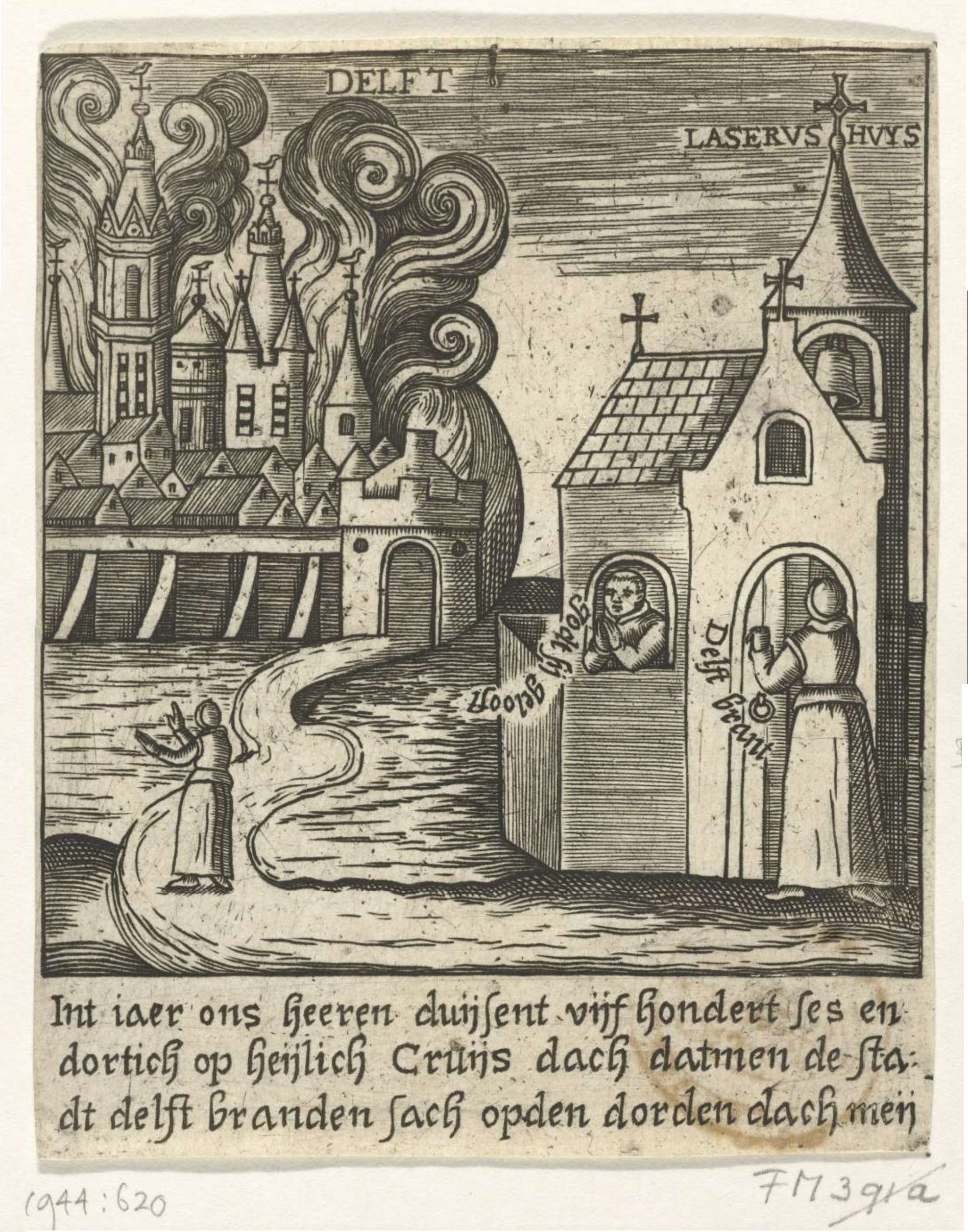
Gravure de l'incendie de Delft du 3 mai 1536.

Le 3 mai 1536, un incendie, probablement causé par la foudre frappant la flèche en bois de la nouvelle église Nieuwe Kerk, a détruit de vastes zones de Delft. Une partie de la flèche de la tour de la Nieuwe Kerk a brûlé et l'orgue, les cloches et les vitraux ont été détruits. Les braises ont été dispersées par un fort vent d'est vers l'ouest de la ville. 2 300 maisons auraient pris feu. La carte de Delft après l'incendie, conservée au Prinsenhof, fut peinte vraisemblablement bien après l'incendie puisqu'elle a pour support un canevas et non un panneau de bois comme l'était la pratique de l'époque. Sur cette carte sont représentées en marron clair et gris les zones qui furent brulées. En foncé apparaissent les habitations qui ont survécu à l'incendie. En bas de ce détail (au milieu) figure la maison des ancêtres du peintre du XVIIe siècle, Johannes Vermeer, rescapée des flammes. Sur le cadre de la peinture (non illustré), une inscription détaille les dommages de l'incendie: « Quatorze églises de nombreuses personnes et d'innombrables maisons ont été brulées la mairie le marché à viande 1536 ». Dans l'incendie, les archives communales de la ville ont été détruites. Un tiers de la ville aurait été détruit.
L'incendie a néanmoins poussé les Delftois à délaisser les maisons de bois pour des maisons de briques. Selon John Micheal Montias et son ouvrage, la catastrophe mit un coup d'arrêt à l'économie alors florissante à Delft. Ainsi, « au cours des quarante années suivantes, la reconstruction de la Nieuwe Kerk et de dizaines de maisons en brique et en mortier a absorbé l'énergie des citoyens de Delft et a épuisé leurs ressources. Dans les années 1540 et 1550, des maisons seigneuriales ont été construites autour du Grote Markt (la Grande Place du Marché) près de la Nieuwe Kerk, le long du canal Oude Delft, et dans d'autres quartiers où de nombreuses habitations avaient été brûlées. Il s'agissait de nouvelles maisons, construites le long de canaux bordés d'arbres, où vivaient de riches citoyens, dont les gens du commun disaient qu'ils s'asseyaient sur des coussins et dirigeaient la ville ».

### L'essor de Delft jusqu'à devenir ville princière à partir duXVIesiècle
(voir aussi Histoire des Provinces-Unies)

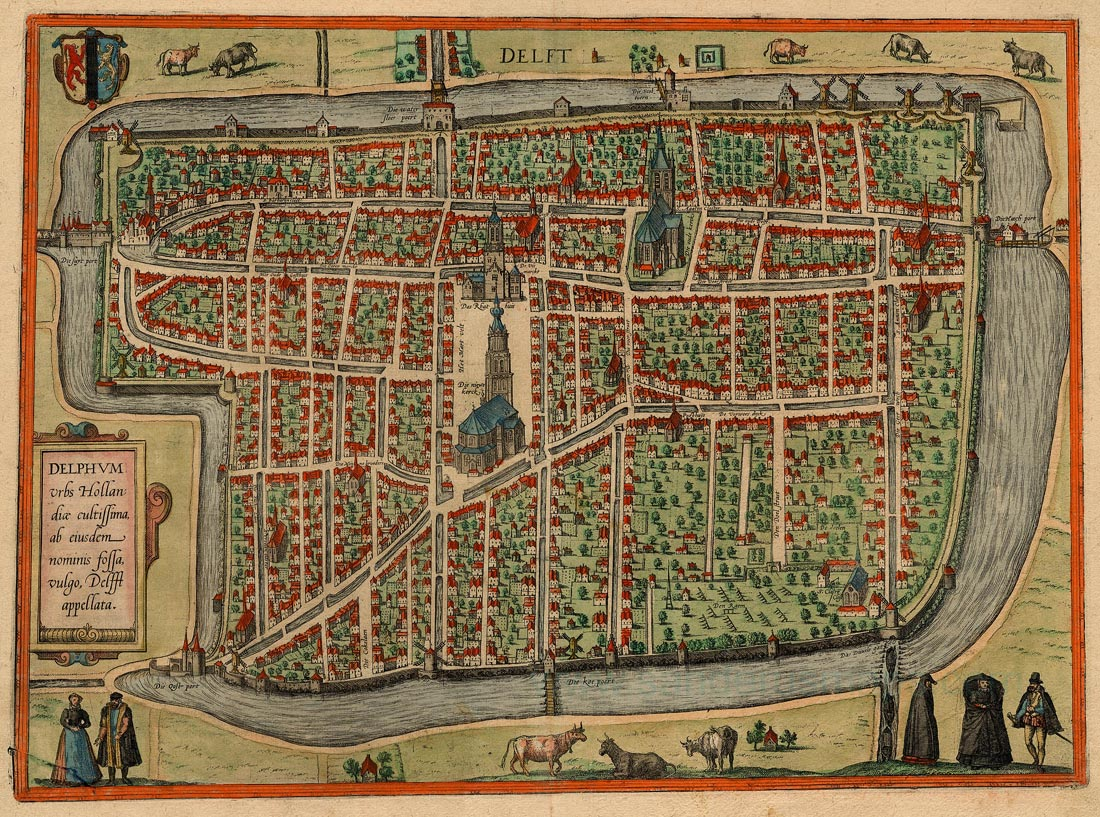
Carte de Delft de 1580 par Braun et Hogenberg.

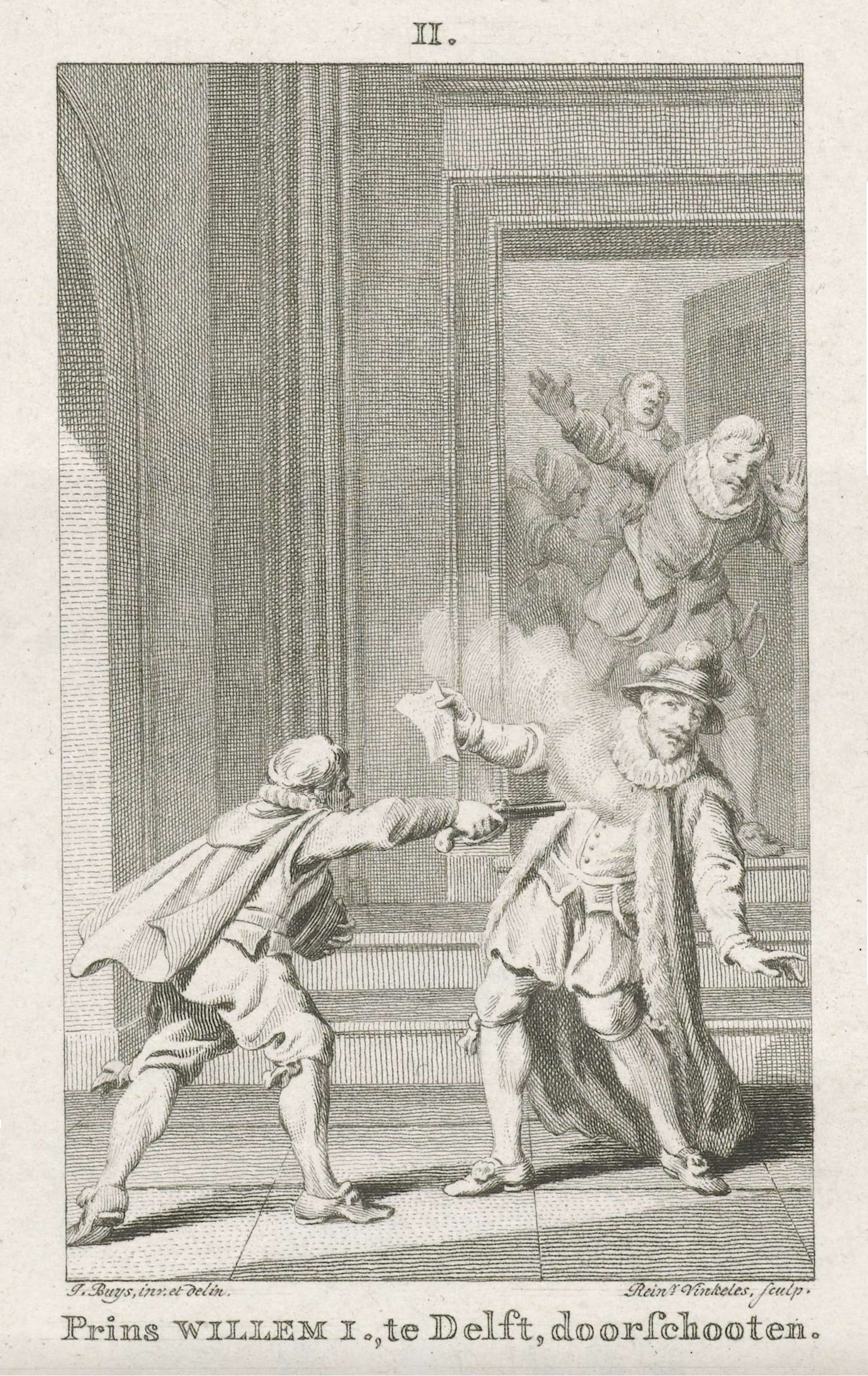
Gravure représentant l'assassinat de Guillaume d'Orange par Balthasar Gerards le 10 juillet 1584.

Du XIVe siècle au XVIIe siècle, Delft est devenue l'une des villes les plus importantes du comté de Hollande. Elle fut gouvernée sous différentes formes. Depuis la reconnaissance de Delft comme ville en 1246, le gouvernement local était composé d'un maire (un juge), de sept échevins et de deux jurés ou conseillers. Puis, après 1400, quatre maires étaient désignés et vers 1450 un comité de quarante notables dirigeait la ville. Delft était l'une des six villes qui avaient un siège et un droit de vote dans les "Staten", la représentation des domaines de la Hollande, alors comté du Saint-Empire romain germanique depuis 925. Vers 1400, la ville comptait environ 6 500 habitants et était la troisième plus grande ville du comté après Dordrecht (8 000 hab.) et Haarlem (7 000 hab.). Vers 1560, Amsterdam était devenue le leader incontesté avec 28 000 habitants, mais Delft avait également atteint environ 14 000 habitants et partageait la deuxième place avec Leyde et Haarlem,.
L'hôtel de ville a été construit dans le deuxième quart du XVe siècle, mais il a dû être reconstruit entre 1618 et 1620 après un incendie.

### Les Sept Provinces-Unies quittent les Pays-Bas espagnols - Guerre de Quatre-Vingts Ans
Lors de la guerre de Quatre-Vingts Ans qui commence en 1568, les sécessionnistes entrent en rébellion contre le roi d'Espagne, à la tête des Pays-Bas espagnols. La ville de Delft est en détresse économique. En effet, les révoltes et les répressions qui s'ensuivirent ont rendu le commerce de plus en plus difficile pour les villes comme Delft, et il devenait presque impossible commercer en dehors de la province de Hollande. La crise fut telle que sur les 140 brasseries originales dans la région de la ville, 98 existaient encore en 1514 et seulement 25 en 1645. Une autre raison du déclin des brasseries était que l'eau de la Schie, qui était utilisée pour la production de bière, s'était détériorée en raison de l'augmentation rapide de la navigation marchande et ne pouvait plus être utilisée. L'industrie du drap fut bouleversée également, après avoir connu un essor aux XVIe et XVIIe siècles. Près de deux tiers de toutes les familles de Delft ont perdu leurs moyens de subsistance à la suite de ces bouleversements.
Pendant la guerre de Quatre-Vingts Ans, Delft devient un centre de résistance contre le roi Philippe II, après que plusieurs villes et régions ont déjà réussi à échapper à la puissance espagnole vers 1570. En 1572, Guillaume d'Orange (Willem van Oranje), s'installe à Delft dans l'ancien couvent Sainte Agathe, connu aujourd'hui sous le nom de Prinsenhof, dont une partie fut aménagée pour lui et sa cour. Dans la chapelle du monastère, sa fille Louise Juliana a été baptisée en 1576, et c'est au Prinsenhof que Frédéric-Henri est né. Le prince avait ses chambres privées au premier étage de l'angle nord-est du bâtiment. En mars 1584, un escalier a été construit à partir de ces pièces vers la salle à manger située en dessous.
Après l'Acte de La Haye en 1581, Delft devient la capitale de facto des Provinces-Unies, en tant que siège du prince d'Orange. La ville et ses fortifications furent développées en conséquence pour défendre ce nouveau lieu de pouvoir. Guillaume d'Orange est assassiné le 10 juillet 1584 de trois balles par Balthazar Gérard à la suite d'une promesse de récompense faite par Phillippe II. Des marques d'impacts de l'assassinat sont encore visibles dans le mur attenant. L'assassin sera arrêté dans sa fuite, puis torturé pendant dix-huit jours et exécuté selon les supplices réservés aux régicides .
Guillaume d'Orange est surnommé «père de la patrie» (vader des vaderlands) et enterré dans la Nieuwe Kerk (la nouvelle église de Delft) car le précédent caveau de famille à Breda est occupé par les Espagnols. Depuis lors, l'église a été utilisée comme lieu de sépulture des Orange.
En octobre 1573 a eu lieu la bataille de Delft en dehors des murs de la ville. La bataille a été menée entre un groupe restreint de forces anglo-néerlandaises placées sous le commandement de Thomas Morgan et les attaquants espagnols menés par Francisco de Valdez. Les Espagnols furent repoussés et forcés de battre en retraite.

### L'avènement du Siècle d'or et de la Compagnie néerlandaise des Indes orientales
(voir aussi Siècle d'or néerlandais)

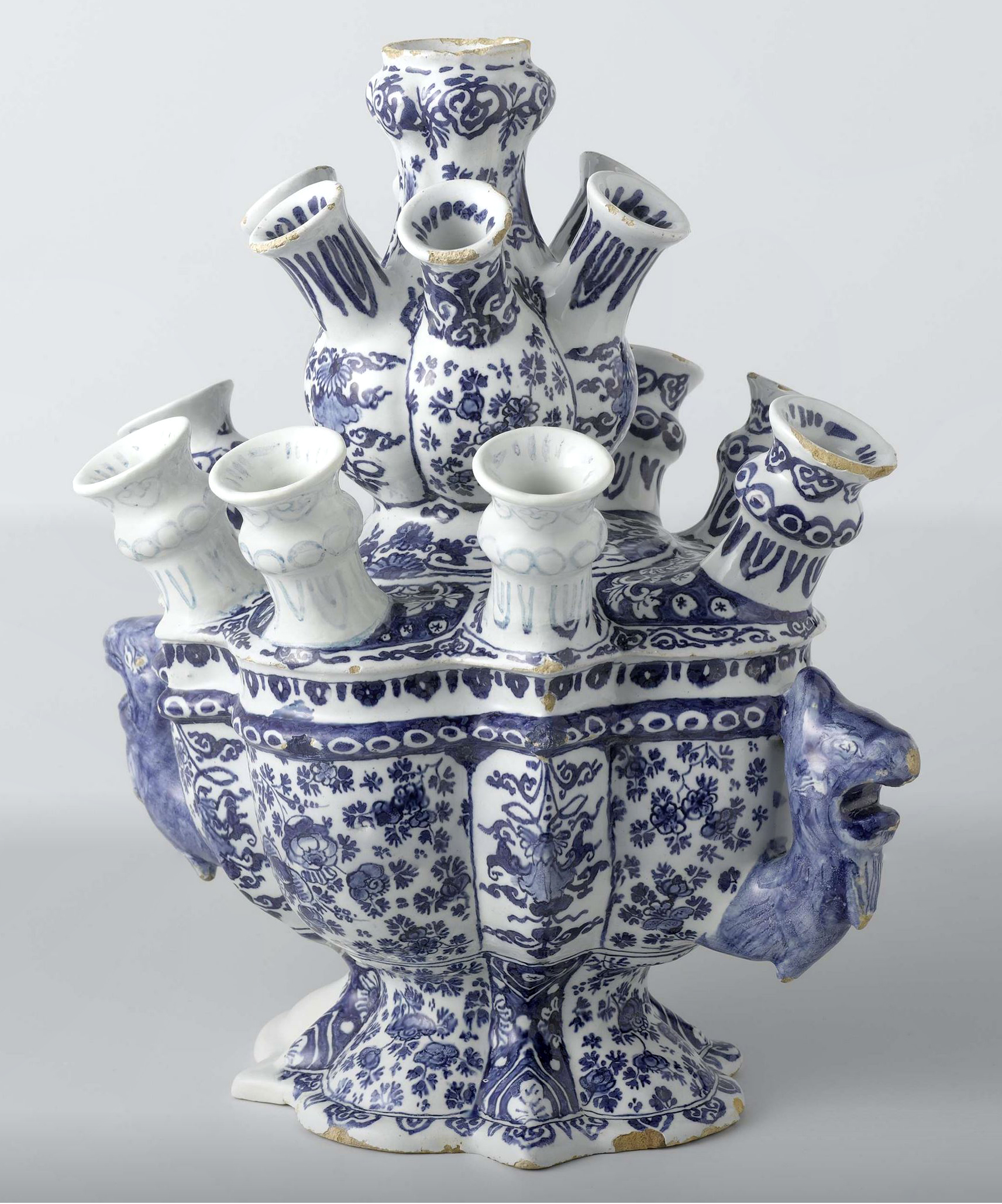
Tulipière en faïence de Delft.

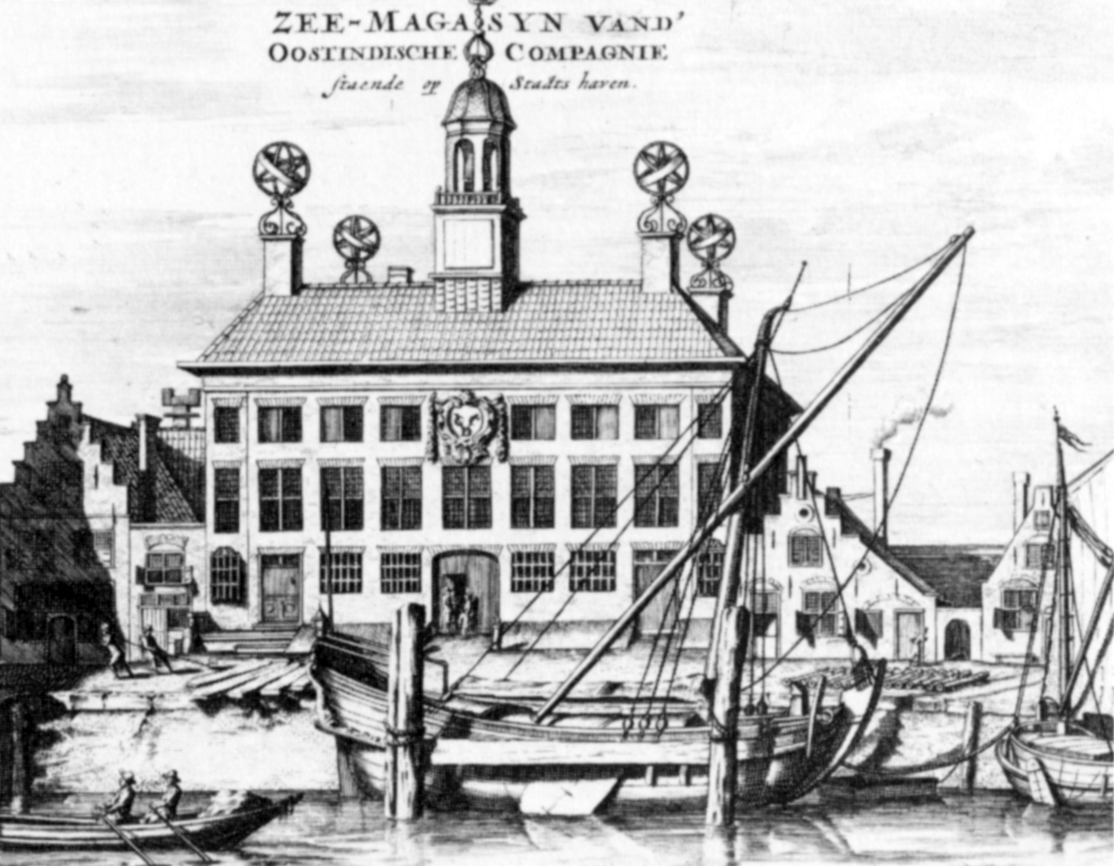
L’entrepôt de la Compagnie des Indes Orientales au Delfshaven en 1672.

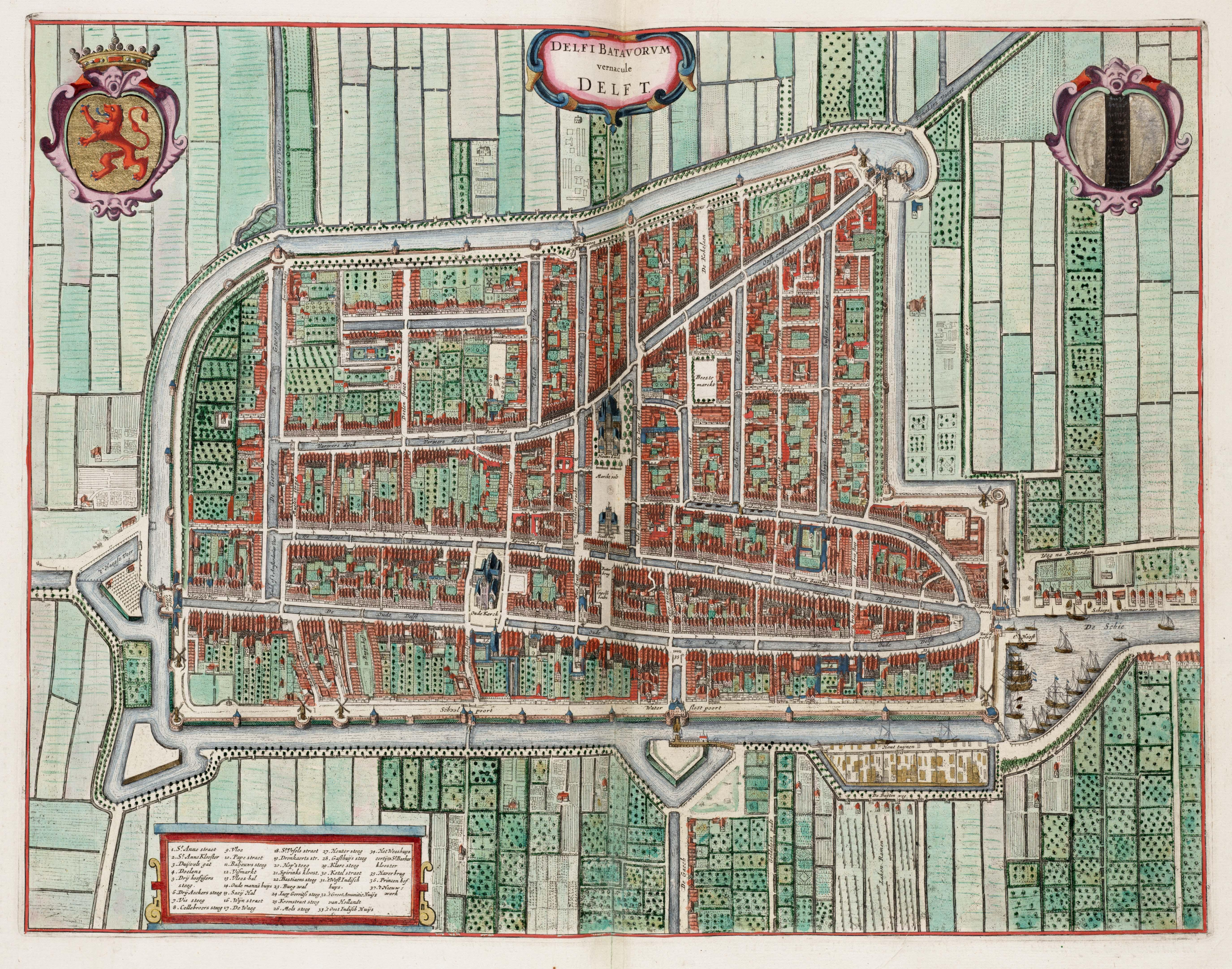
La ville et ses remparts sur un plan de Delft vers 1649 tirée de l'Atlas van Loon.

Aux XVIe et XVIIe siècles, l'imprimerie a connu sa période la plus florissante aux Provinces-Unies. Delft occupait alors une position de premier plan, notamment avec les créations du Maître de Delft (en néerlandais Meester van Delft), possiblement natif de Delft, qui a travaillé dans les premières décennies du XVIe siècle.
Au XVIIe siècle, pendant le Siècle d'or de la République des Sept Provinces-Unies des Pays-Bas, Delft s'est développée pour devenir un comptoir commercial florissant et un centre culturel et scientifique de la Hollande.
Politiquement, la ville presque indépendante était dirigée par une poignée de dirigeants omnipotents, étroitement liés les uns aux autres et qui gouvernaient la ville dans un système oligarchique. Les familles Pauw, Van der Graeff, Van Adrichem et Van der Dussen sont d'importantes dynasties de régents de Delft à l'âge d'or néerlandais.
De nombreux peintres ont participé à la renommée de la ville, tels que Leonard Bramer, Carel Fabritius, Pieter de Hoogh, Gerard Houckgeest, Emanuel de Witte et Jan Steen. Reinier de Graaf et Antonie van Leeuwenhoek vont quant à eux recevoir l'attention des scientifiques du monde entier pour leurs recherches. Au début du XVIIe siècle, l'industrie de la tapisserie connut un renouveau avec l’installation de l'Anversois François Spierincx à Delft.
L'épanouissement culturel de la ville a été également consolidé par Jan Vermeer, né en 1632, un des personnages les plus illustres de Delft et l'un des peintres les plus célèbres de l'âge d'or de la peinture néerlandaise. Avec des artistes tels que Carel Fabritius et Pieter de Hooch, il forme l'École de peinture de Delft, réunie au sein de la guilde de Saint-Luc, dont il sera admis maitre en décembre 1653.
Faïence. Après que la porcelaine de Nanjing, en Chine est vendue pendant des dizaines d'années avec des marges bénéficiaires élevées sur le marché européen des produits de luxe, les fabricants néerlandais commencent à imiter les motifs exotiques et le précieux et fin travail de la céramique chinoise avec les faïences de Delft ou couramment appelé bleu de Delft. Plusieurs fabricants de faïence italiens, maitrisant la technique de la majolique, se sont installés dans la ville à cette même période et ont influencé ce courant
Rapidement, des motifs typiquement hollandais ont été également réalisés, repris notamment des peintures de Vermeer et de Hooch. À partir de 1657, lorsque les importations furent perturbées par les troubles politiques en Chine, les faïences de Delft se sont vendues avec succès dans toute l'Europe. Vers 1600, il n'y avait que deux poteries à Delft, puis 26 en 1660, et en 1695, 32 usines de porcelaine s'étaient installées dans la ville. En raison du déclin simultané des brasseries et des ateliers de draperies, les ateliers de faïence avaient accès à des locaux appropriés et à des artisans et ouvriers volontaires, et ont employé plus de 1 600 personnes .
Compagnie des Indes orientales. Au XVIIe siècle, Delft a également connu cette nouvelle période de prospérité grâce à la présence d'une chambre de la Compagnie néerlandaise des Indes orientales (Vereenigde Oostindische Compagnie en néerlandais, VOC).
En effet, l'une des six chambres de la VOC y a été fondée en 1602. Avec une flotte de plus de cent navires, six succursales aux Pays-Bas, des bureaux en Asie et des milliers d'employés, la société est devenue la plus grande société commerciale au monde. Trois fois par an, les marchands de Delft envoyait une flotte marchande vers l'est, qui revenait aux Provinces-Unies et à Delft avec des épices, du café, du thé, de la porcelaine chinoise et d'autres produits de luxe. Ce dynasmisme se traduit aussi dans la démographie de Delft; en 1630, la ville compte environ 23 000 habitants.
En 1631, la Compagnie a acquis un complexe de maisons donnant sur le canal Oude Delf, qu'elle a converti en Oostindisch Huis (Maison des Indes Orientales) et agrandi au fil du temps pour y inclure plusieurs ateliers de conditionnement, dont l'arsenal de Delft. Une corderie a été construite dans la rue Westvest en 1670, et à l'Oostpoort (la porte de l'est), le goudron de bois fut fabriqué à grande échelle dans des fours à poix. Ces deux produits servaient notamment au calfatage et à l'armement des bateaux destinés à partir pour les Indes. À Delfshaven, la Compagnie des Indes a d'abord exploité un chantier naval puis trois à partir de 1702, où un total de 111 navires ont été construits pour la VOC jusqu'en 1813. En 1672, la société a fait construire un imposant entrepôt maritime dans le port (qui brûle en 1746 et est remplacé par un bâtiment plus simple) et employait des centaines de dockers.

### L'explosion de la poudrière de Delft de 1654 et le déclin
Au XVIIe siècle, Delft était le principal site de l'arsenal des forces armées des Provinces-Unies et gardait ce qui était alors appelé Geheim van Holland, « le secret de la Hollande » : la cave de l'ancien couvent de religieuses clarisses, situé au centre de la ville dans le quartier de Doelenkwartier, sur le Paardenmarkt (le marché au chevaux), servait de dépôt secret pour quelque 40 000 kilogrammes de poudre à canon.

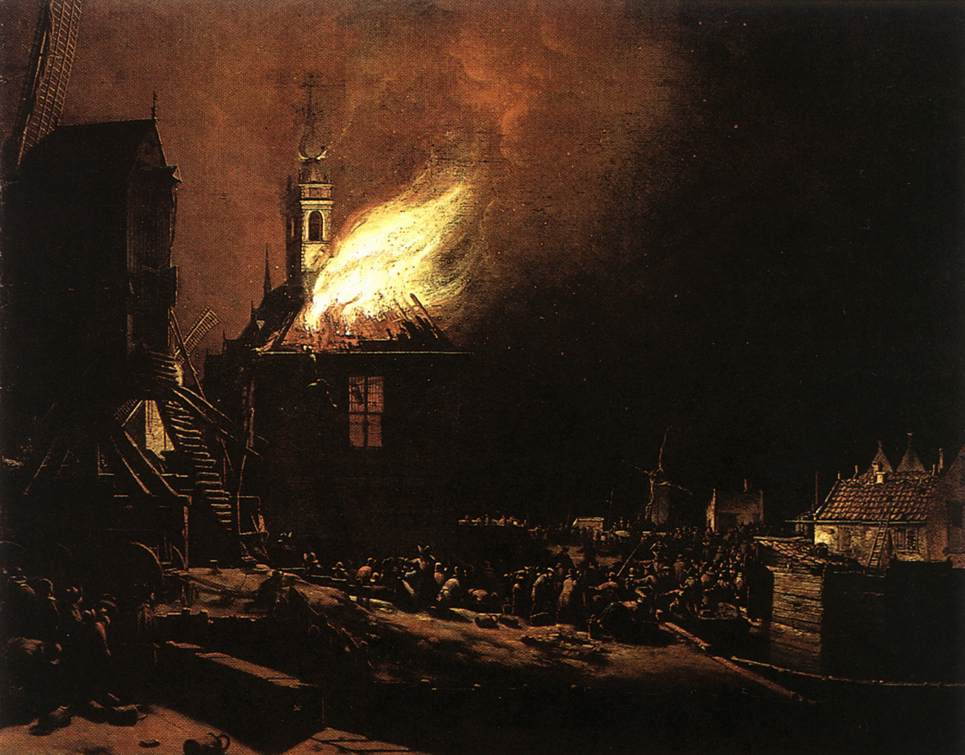
L'explosion de la poudrière de Delft par Egbert van der Poel.
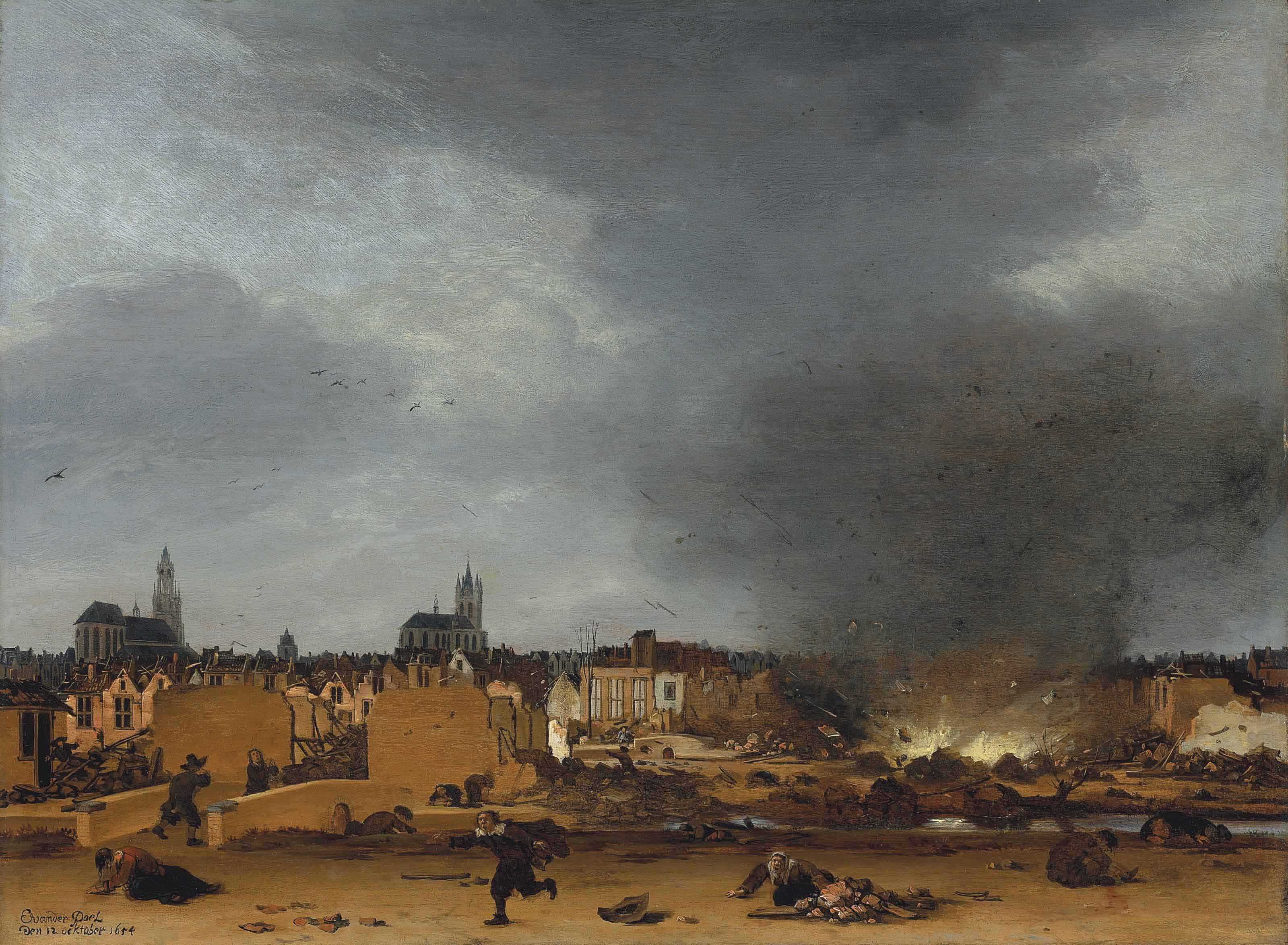
Vue de Delft lors de l'explosion de 1654 par Egbert van der Poel.
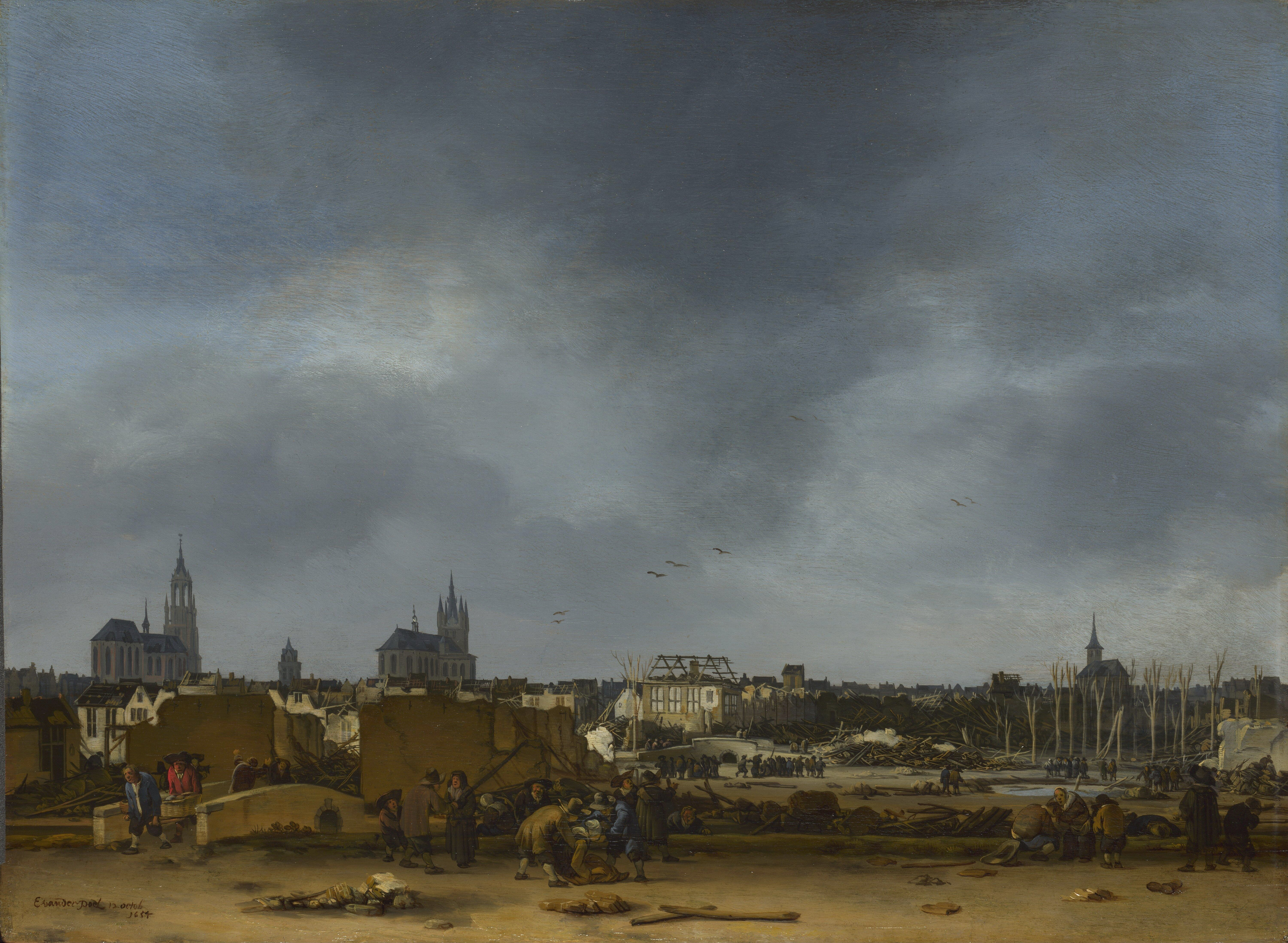
Vue de Delft, après l'explosion de 1654 par Egbert van der Poel.
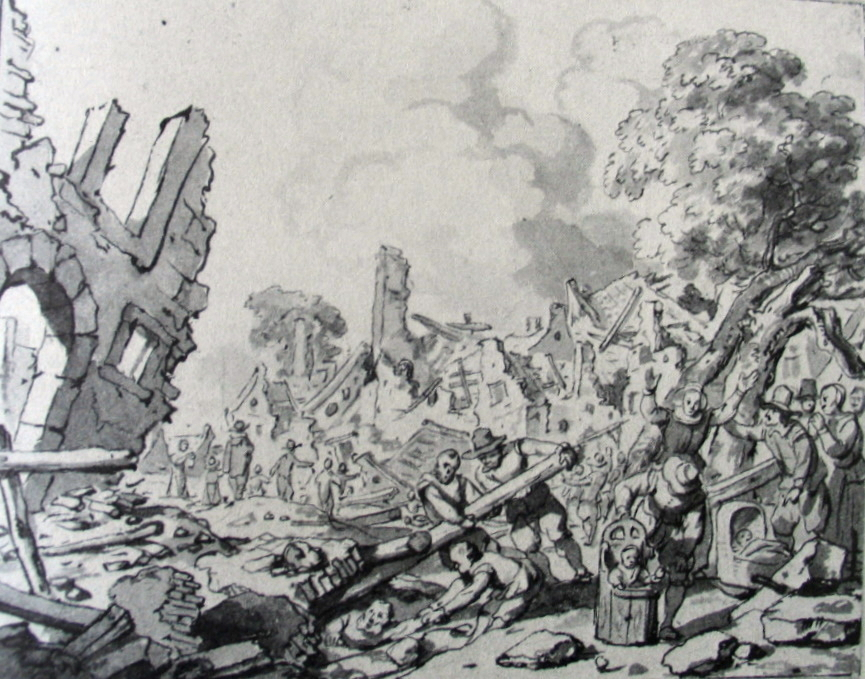
Après l'explosion de la poudrière de Delft, dessin de Gerbrand van den Eeckhout.

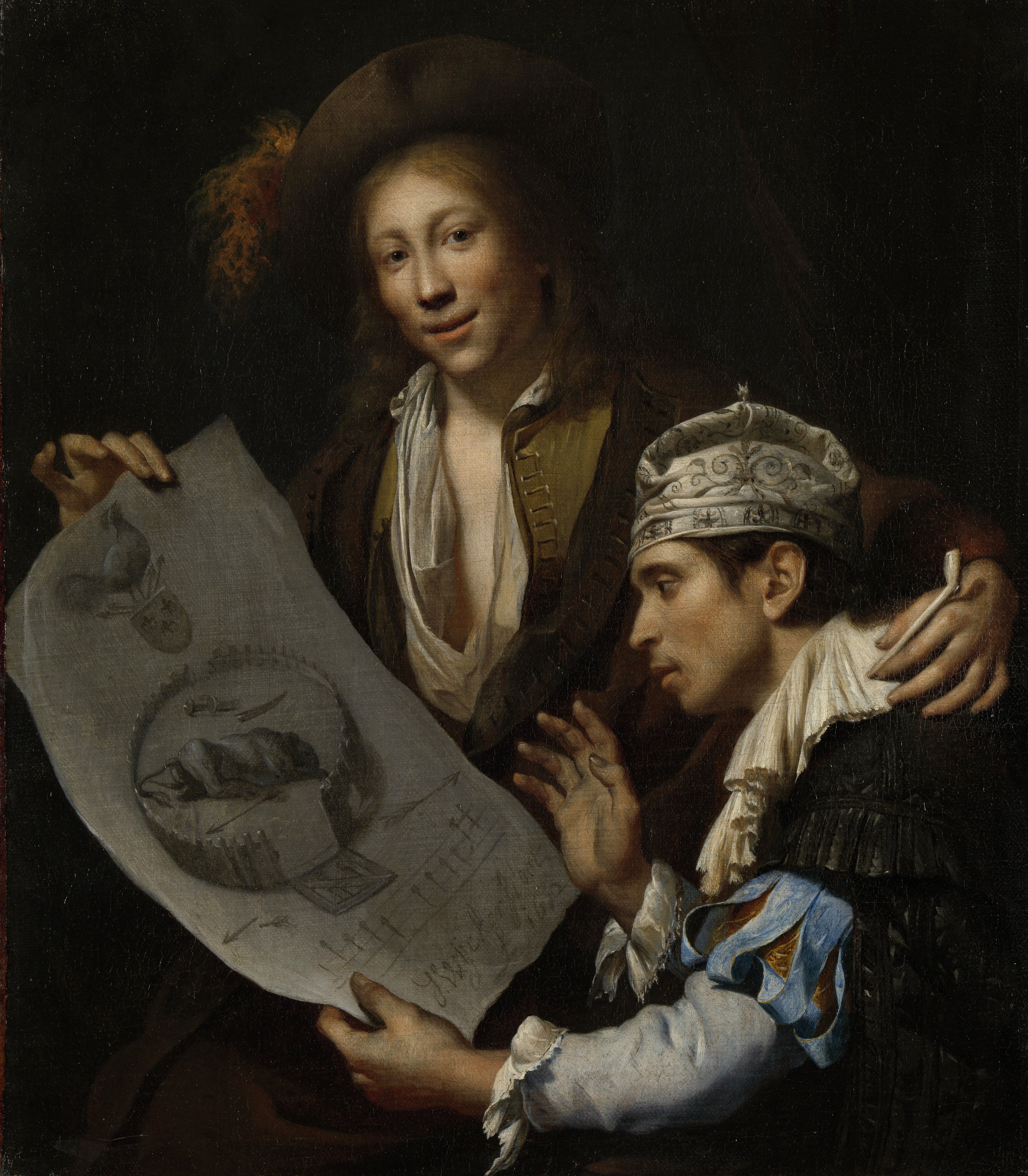
Allégorie de l'année désastreuse par Johannes van Wijckersloot (1673).

Le 12 octobre 1654, à 10h30 le matin, la ville est ravagée par l'explosion d'environ 30 tonnes de poudre à canon stockées dans un magasin, qui détruit une bonne part de la ville, notamment à l'est, tuant ainsi une centaine de personnes et blessant plusieurs milliers d'autres. Cornelis Soetens, le gardien du magasin, aurait ouvert le magasin pour vérifier un échantillon de la poudre et l'énorme explosion s'en serait suivie. Cette catastrophe est également connue dans l'histoire de la ville sous le nom de « Coup de tonnerre de Delft ». Un des élèves prometteurs de Rembrandt, Carel Fabritius, meurt dans la catastrophe et l'incendie de son atelier détruit la majeure partie de ses œuvres. Egbert van der Poel, a fait plusieurs peintures de Delft montrant la dévastation. En 1660, le magasin de poudre à canon a été déplacé, à une distance d'un « boulet de canon », en dehors de la ville, dans un nouveau bâtiment conçu par l'architecte Pieter Post.

À partir de 1672, synonyme d'année catastrophique dans l'histoire et la culture néerlandaise (Rampjaar, littéralement de ramp - « catastrophe », et jaar - « année »), l'économie alors florissante de Delft s'est effondrée. Outre les problèmes économiques auxquels l'ensemble des Provinces-Unies devait faire face, la ville de Delft perd de son importance commerciale, supplantée par Rotterdam et Amsterdam, favorisées par leur port, mais également par La Haye, en tant que centre administratif. Même la production de faïence plonge dans une crise profonde, car la production ne peut pas suivre le rythme industriel atteint par certains ateliers étrangers. Les sites de production de faïence de Delft ferment les uns après les autres. En 1794, il y en a encore dix en activité. Finalement, il ne reste plus que la manufacture De Porceleyne Fles aujourd'hui en activité, connue sous le nom de Royal Delft à l'étranger. Cette manufacture survit en produisant parfois des briques en plus de la vaisselle en porcelaine.

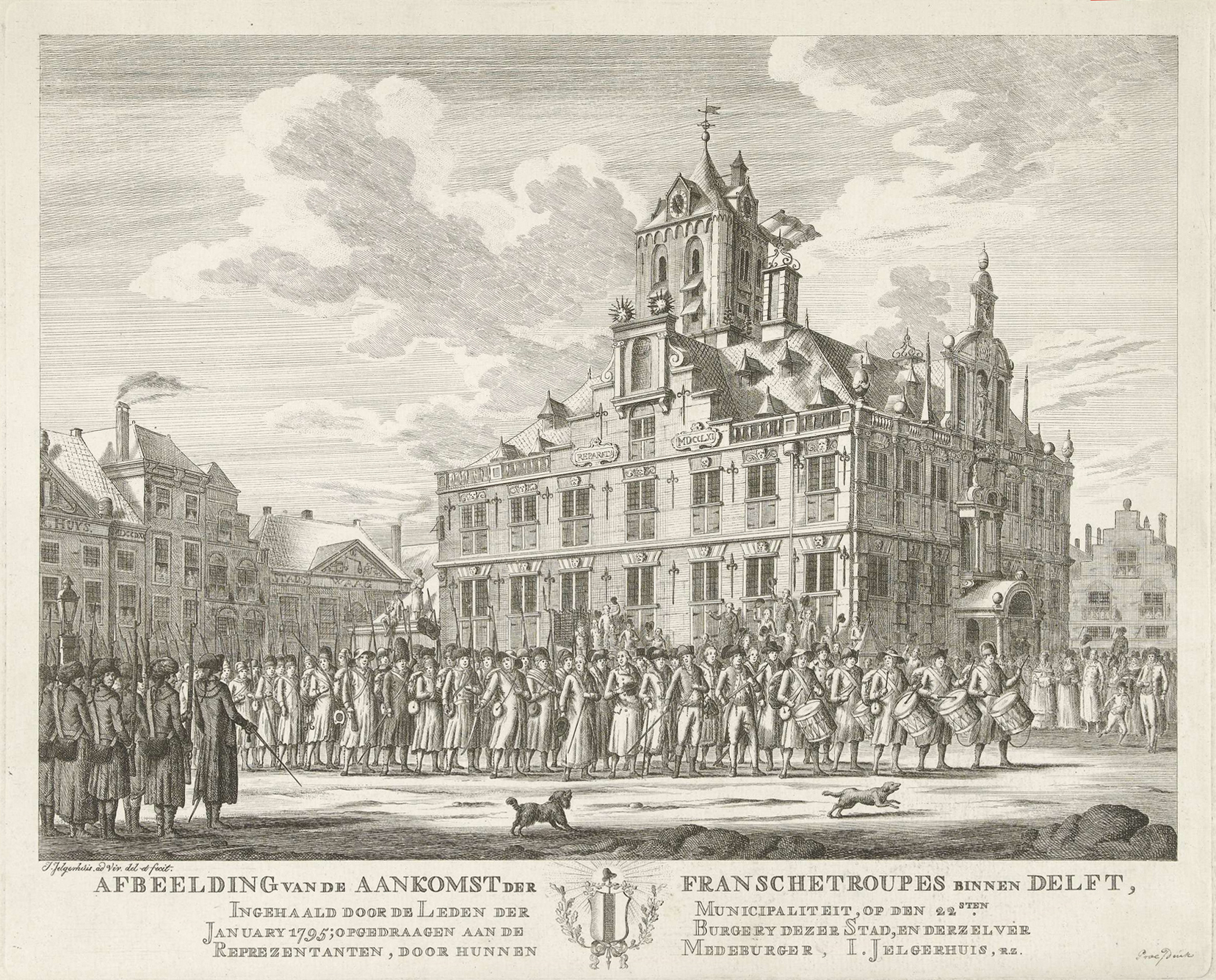
Arrivée des troupes françaises à Delft le 22 janvier 1795.

Fin février 1793, la Convention nationale déclara la guerre aux Provinces-Unies et à l'Angleterre.
Dans ce contexte, durant l'hiver 1794-1795, le général français Pichegru mène une série d'attaques contre les Pays-Bas autrichiens (correspondant à la Belgique actuelle) et les Provinces-Unies. Le 22 janvier 1795, les troupes françaises défilent devant les représentants de la municipalité de Delft. Le 16 mai 1795, la signature du traité de la Haye met un terme au conflit opposant la République française et les Provinces-Unies, devenues en 1795 la République batave.
En 1799, la Compagnie néerlandaise des Indes orientales fait faillite. Plusieurs thèses ont été avancées pour expliquer la faillite de la dite plus grande entreprise du monde. Certaines soulignent l’importance de la corruption des agents de la compagnie, d’autres les coûts croissants de la gestion de son empire territorial, la transformation de la demande sur les marchés européens, l’émergence du capitalisme britannique ou encore l’histoire mouvementée des Provinces-Unies au XVIIIe siècle.

### De la révolution industrielle à la Première Guerre Mondiale
À l'époque de la révolution industrielle, les Pays-Bas étaient initialement très en retard dans leur développement par rapport aux pays voisins. En raison du besoin de formation technique à l'échelle nationale, le roi Guillaume II a fondé l'Académie royale des ingénieurs civils (Koninklijke Akademie ter opleiding van burgerlijke ingenieurs) à Delft le 8 janvier 1842, transformant rapidement la ville en un important site scientifique et attirant des entreprises à vocation technologique.

Delft par Johan Barthold Jongkind au milieu du XIXe siècle
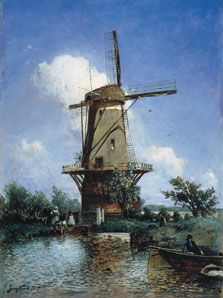
Moulin près de Delft, 1857 Musée Thyssen-Bornemisza, Madrid
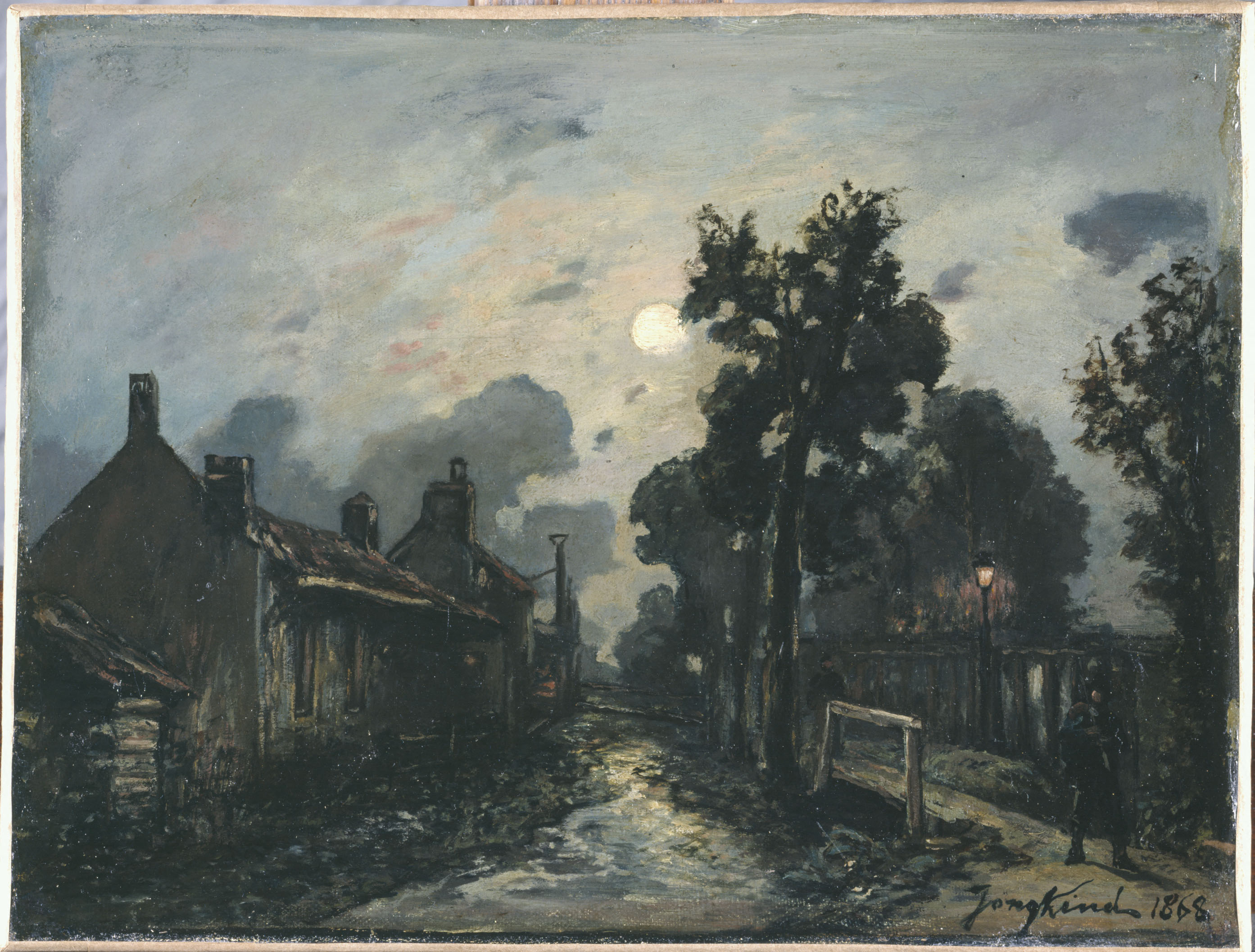
Une rue à Delft, le soir, 1868 Petit Palais, Paris
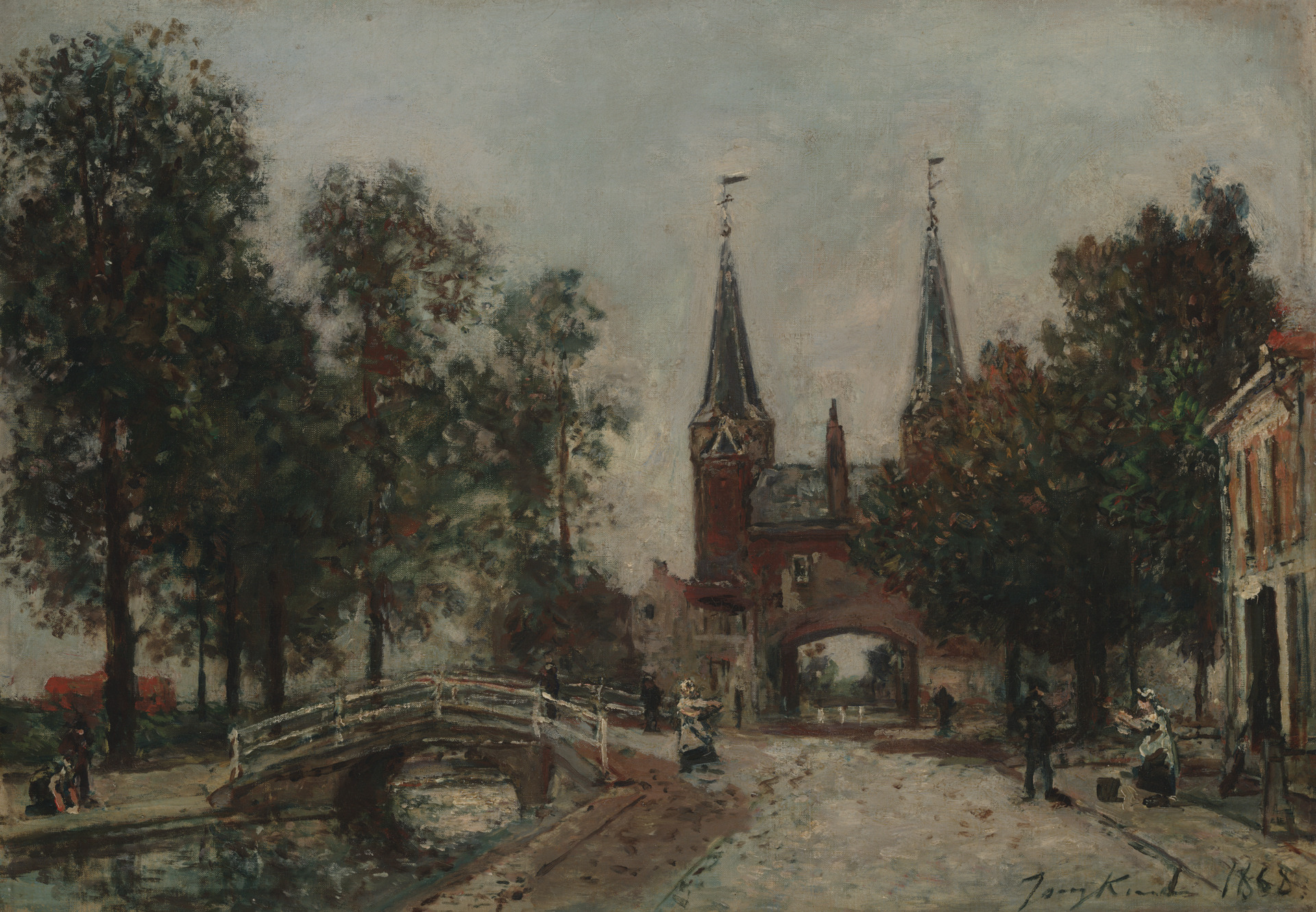
Scène à Delft, vers 1868 Yale University Art Gallery, New Haven

En outre, un certain nombre d'instituts de recherche ont été créés, tels que l'Institut de normalisation (Nederlands Normalisatie Instituut) et le Bureau des poids et mesures (Nederlands Meetinstituut). L'Académie a déménagé dans le bâtiment vide de l'ancienne école d'artillerie. En 1864, l'Académie fut fermée, mais à la place, une école polytechnique fut ouverte, se concentrant sur la formation d'architectes et d'ingénieurs pour la construction de routes, le génie hydraulique, la construction navale, la fabrication d'outils et l'exploitation minière. L'école a reçu le niveau académique à partir de 1905, lorsqu'elle est devenue l'École polytechnique de Delft. La cérémonie d'ouverture par la reine Wilhelmine a eu lieu le 10 juillet 1905. En 1986, l'école a été rebaptisée Université technique de Delft (TU Delft).
Après la démolition des murs de la ville au XIXe siècle, ainsi que la construction d'une gare et le raccordement au réseau ferroviaire néerlandais en 1847, la ville a attiré de nouvelles industries, principalement des produits pharmaceutiques et chimiques. La Gist- en Spiritusfabriek (la fabrique de levure et de spiritueux), qui fait maintenant partie de Koninklijke DSM N.V., une usine de fabrication de sauces et beurre d'arachide de la marque Calvé, qui fait maintenant partie du groupe Unilever, et Delft Instruments (technologies optiques, également à des fins militaires) se sont installés dans la ville.
En 1850, la municipalité de Delft de l'époque, d'une superficie de 5,3 km2, comptait 18 642 habitants, soit environ 20 % de moins que deux siècles auparavant.

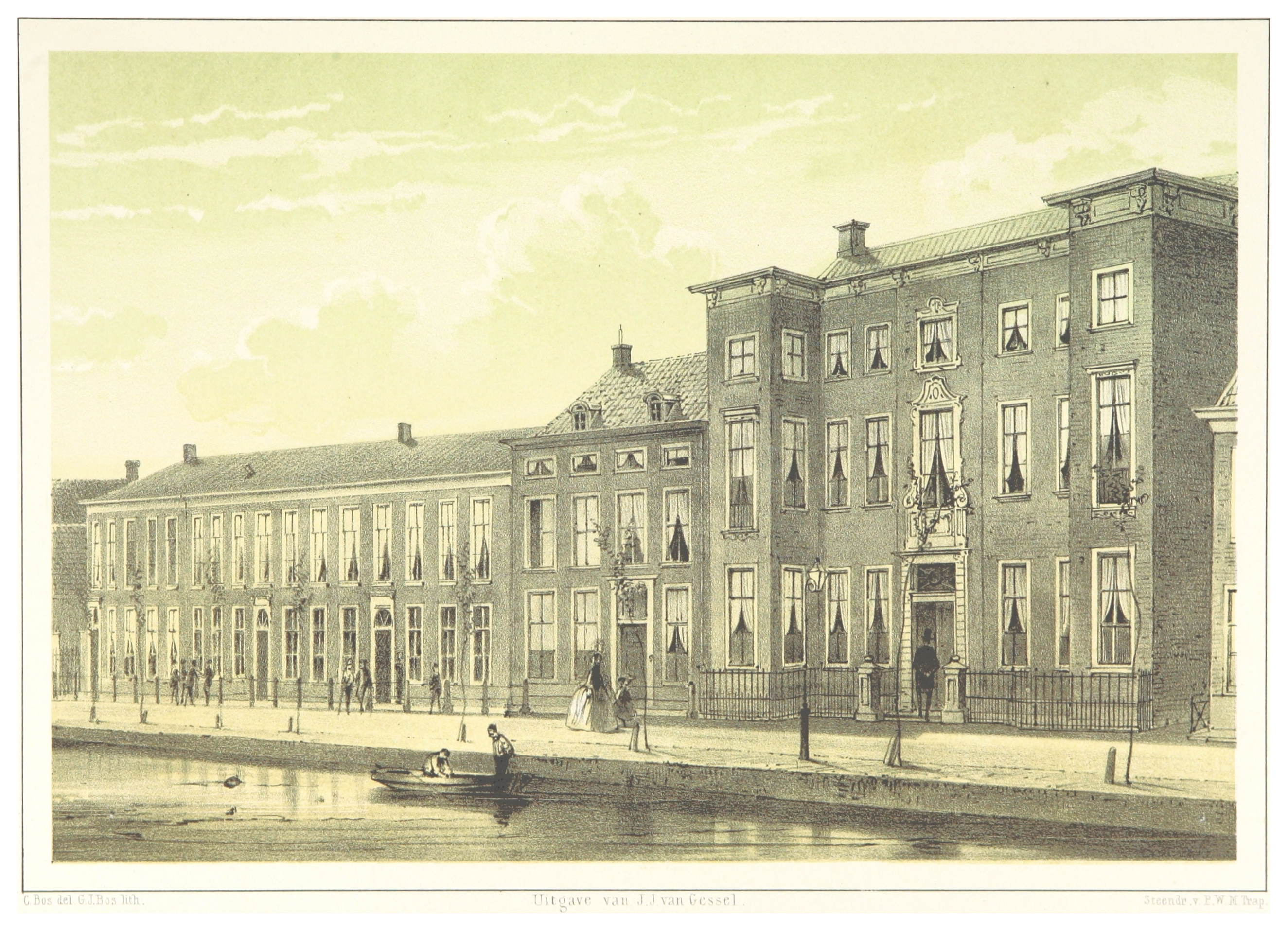
Vue de l'Académie royale d'ingénieurs de Delft en 1858.
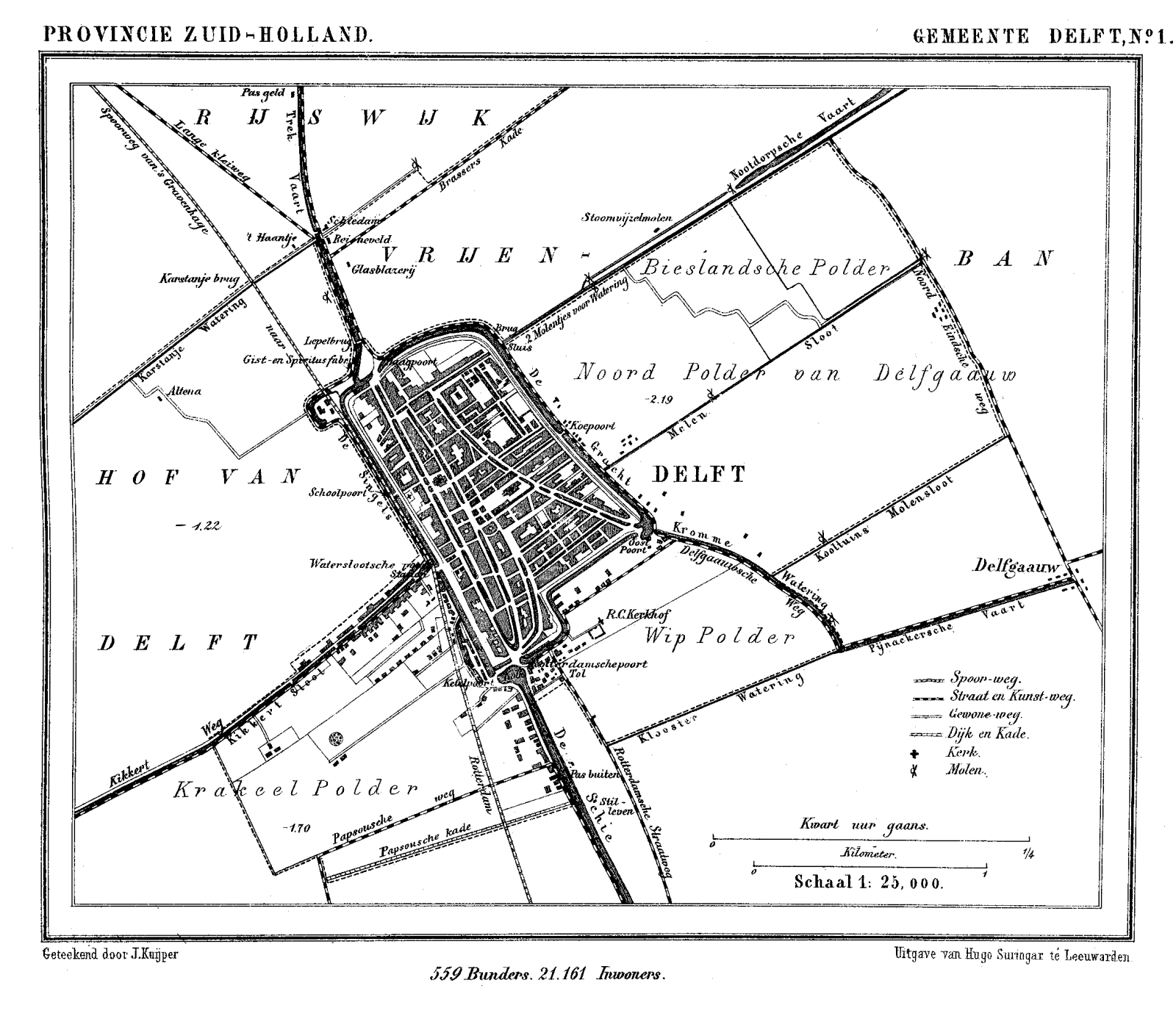
Plan de Delft en 1865.
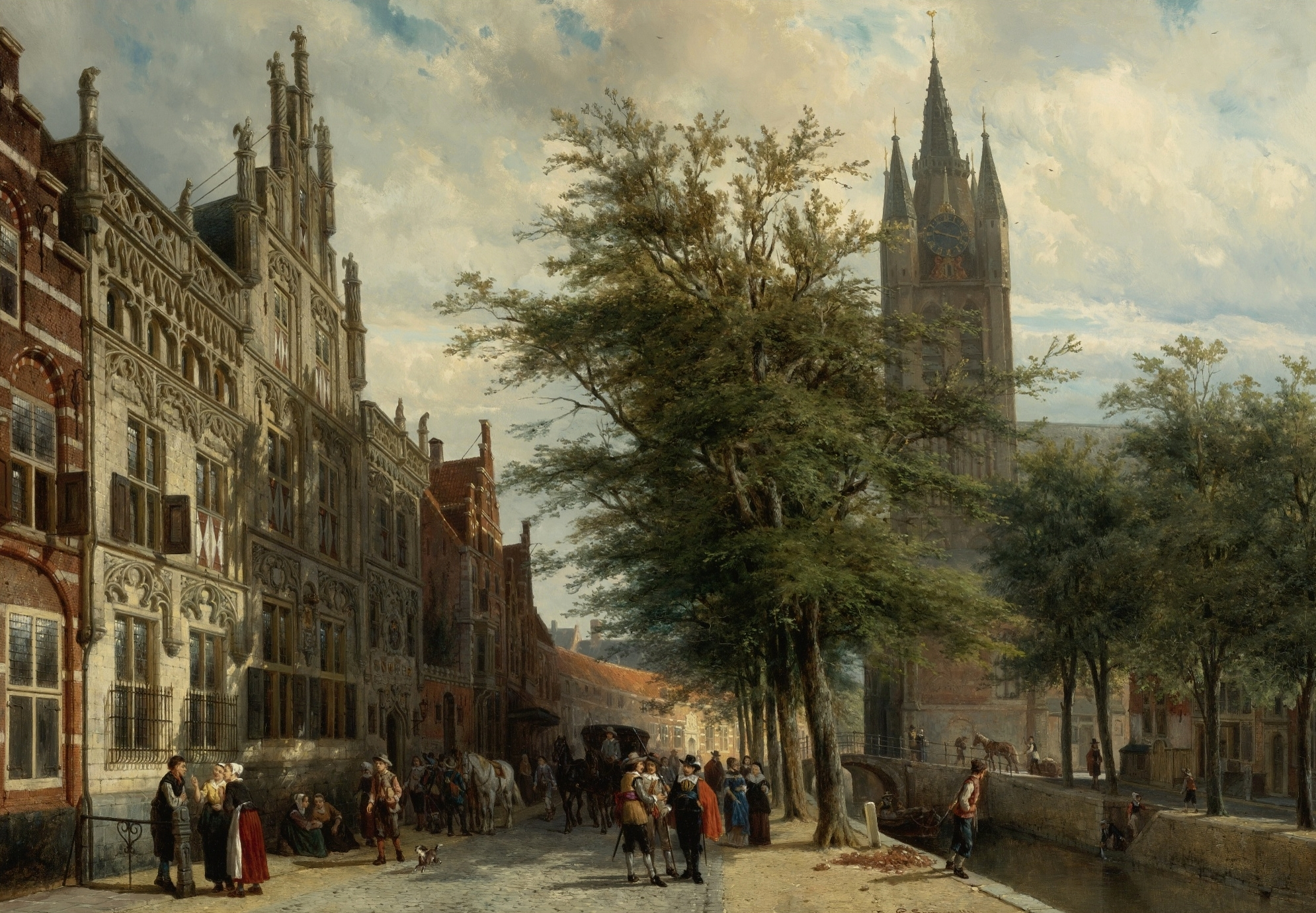
Maison communale et Vieille église par Cornelis Springer (1877).
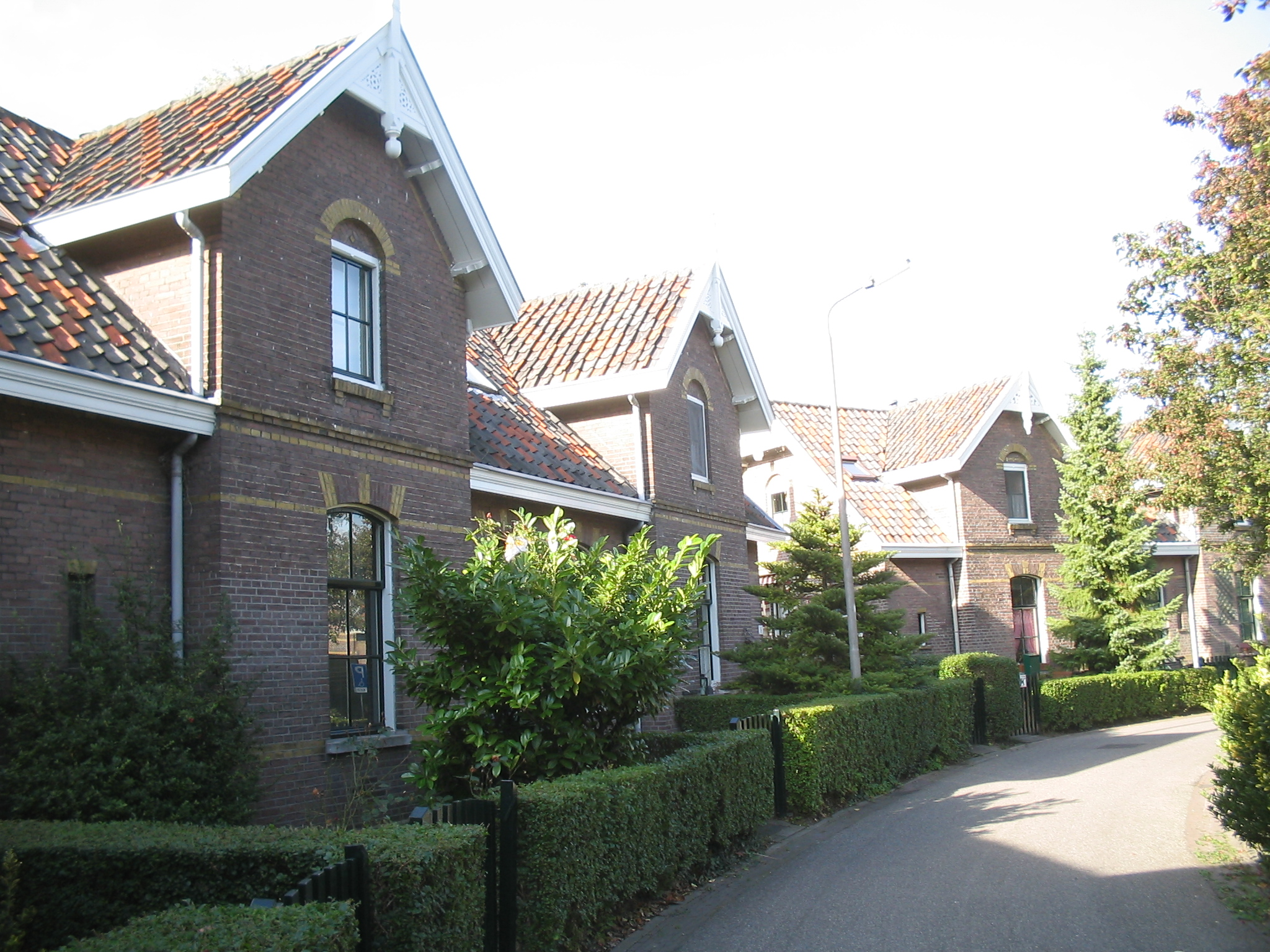
Habitations autour du Agnetapark

Au XIXe siècle, la bourgeoisie s'installe principalement dans de spacieuses demeures du centre-ville, dans la rue Spoorsingel (le long de la voie ferrée ou à Nieuwe Plantage, au nord du centre-ville (autour d'un parc). Afin d'accueillir les ouvriers et leurs familles qui s'efforcent constamment d'entrer dans la ville, des lotissements ouvriers sont construits à partir de 1878 aux limites de la ville, comme le Westerkwartier et, un peu plus tard, le Vrijenban et le Hof van Delft (à l'ouest du Binnenstad - le centre-ville de Delft), qui sont constitués en 1921. En 1881, le propriétaire de la Gist- und Spiritusfabriek, Jacques van Marken, s'est donné l'immortalité à lui et son épouse Agneta Matthes avec la construction d'un parc au nom de sa femme: l'Agnetapark. Autour du parc, un complexe de logements pour les ouvriers a été mis en place par le couple. Le parc est considéré comme le premier projet de logement social dans lequel une attention particulière a été accordée aux conditions d'hygiène dans un environnement vert et vivable.
Pendant la Première Guerre mondiale, il n'y a pas eu de combats à Delft, ni dans l'ensemble des Pays-Bas, qui sont restés neutres. Delft a cependant été touchée par l'important afflux de réfugiés qui a commencé lorsque des centaines de milliers de Belges ont fui vers le pays voisin après la prise de leur pays par les Allemands le 4 août 1914.

### La Seconde Guerre mondiale et la résistance
(voir aussi Histoire des Pays-Bas pendant la Seconde Guerre mondiale)
Le 1er janvier 1921, les communes voisines de Vrijenban et Hof van Delft sont dissoutes et intégrées à Delft. En conséquence, le territoire de Delft s'est considérablement étendu. En 1932, l'institut de recherche TNO, un centre de technologie et de science, est créé à Delft.
- Courte vidéo de 1923 (sans son) prise à Delft, le long du canal Oude Delft devant la Vieille église de Delft.

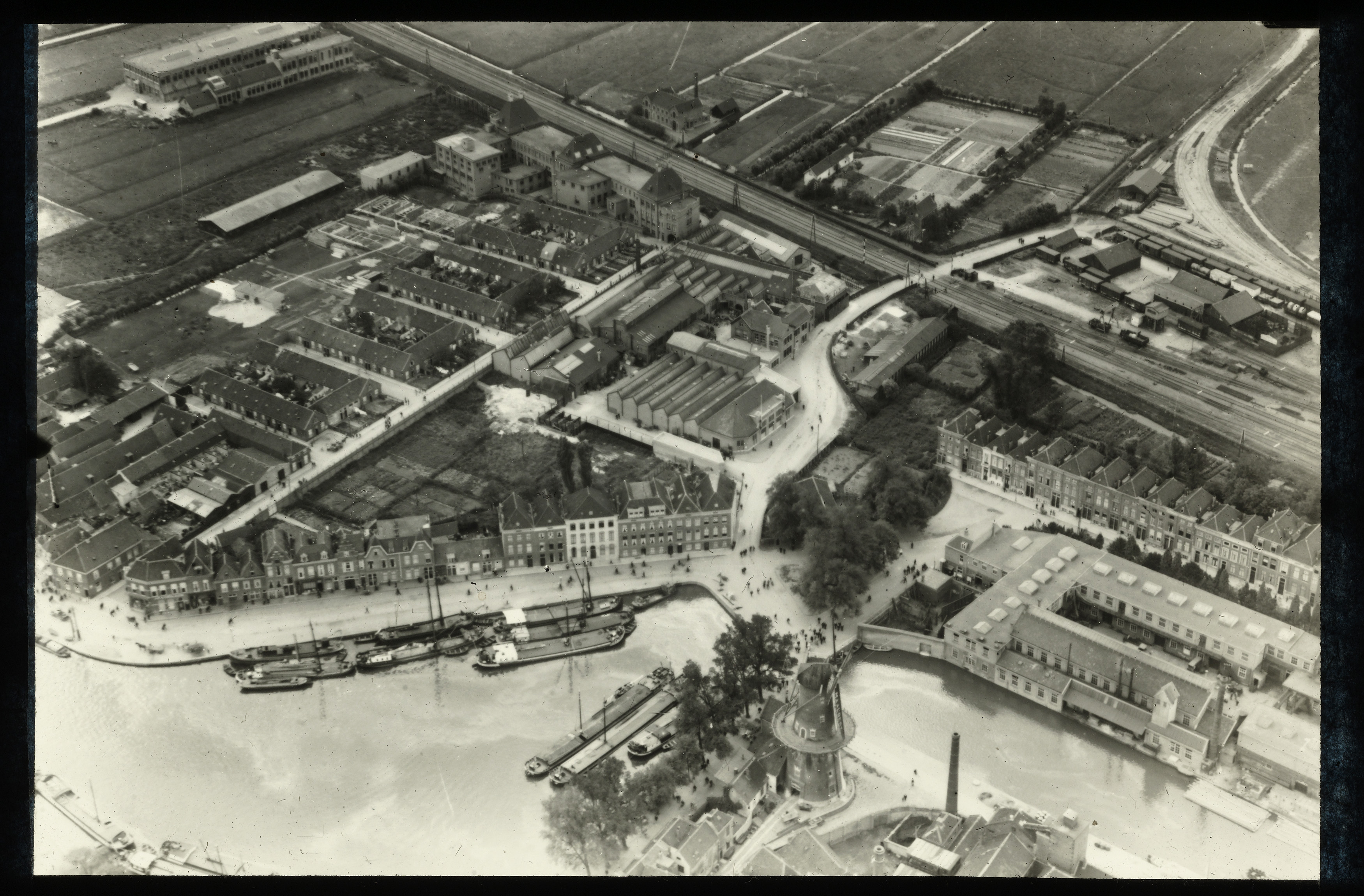
Vue aérienne du sud-ouest de la ville avant la Seconde Guerre mondiale.
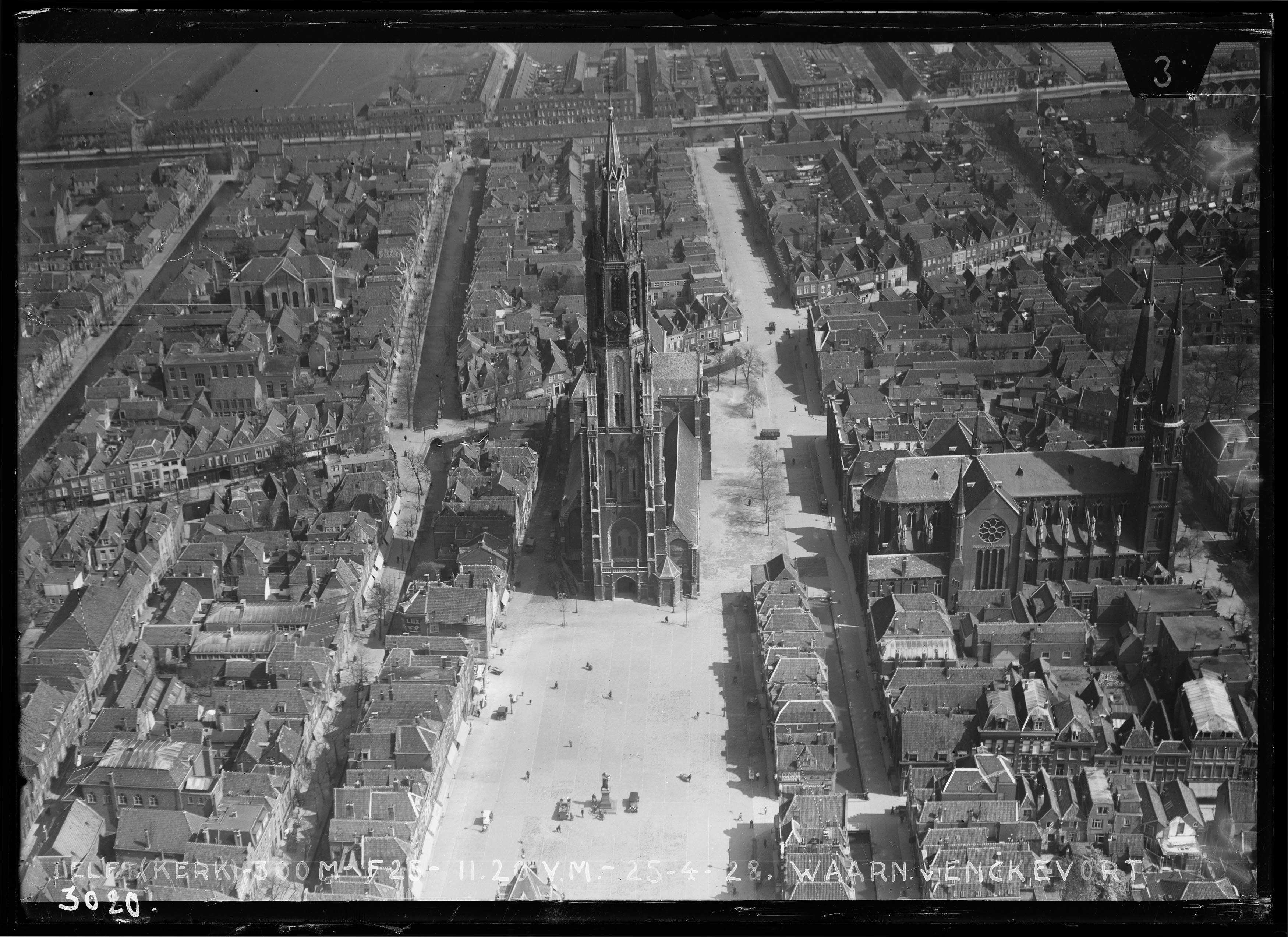
Vue aérienne de la place centrale, Groote Markt, entre 1920 et 1940.

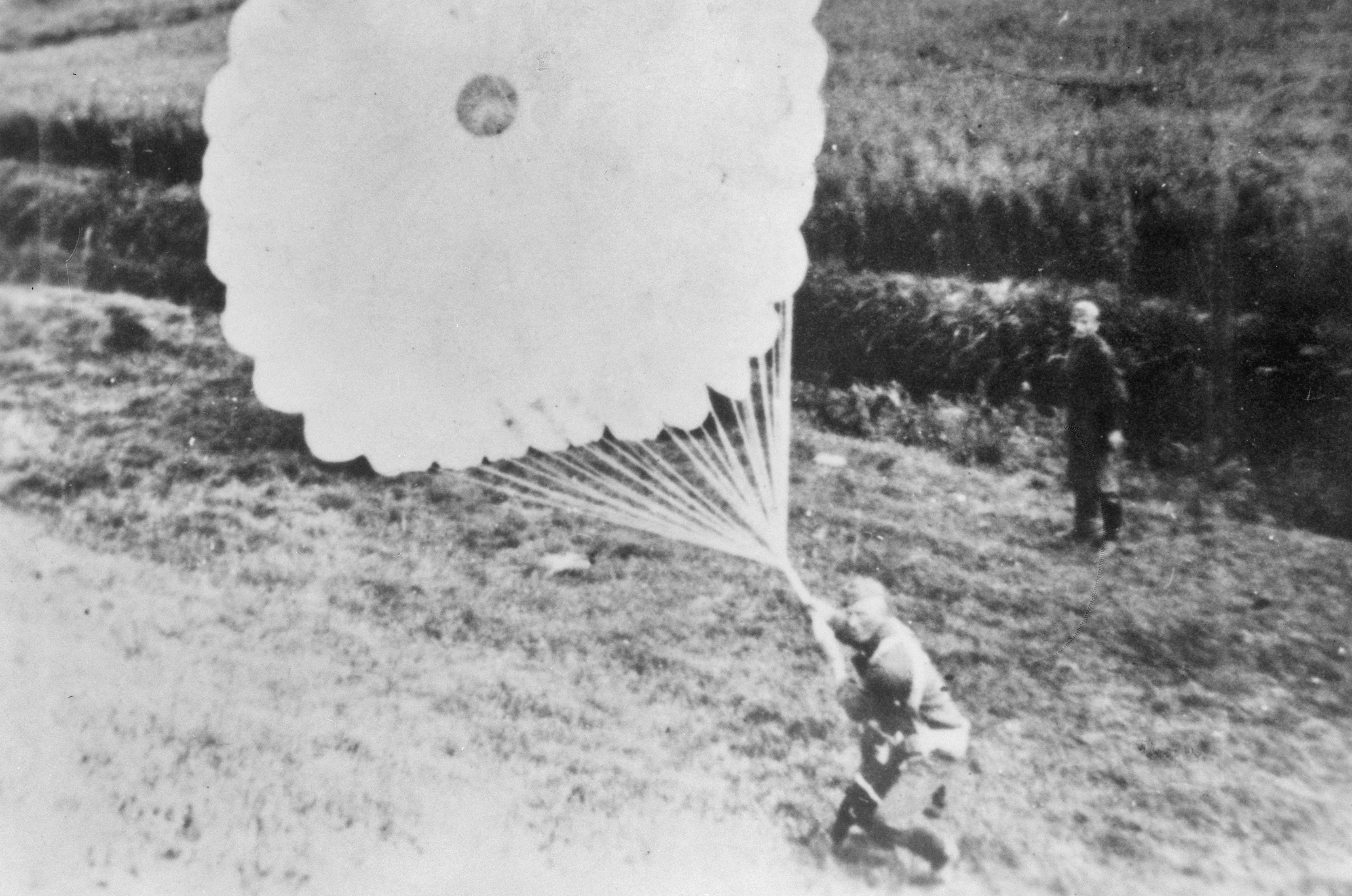
Un parachutiste allemand atterrit, le 10 mai 1940, aux Pays-Bas.

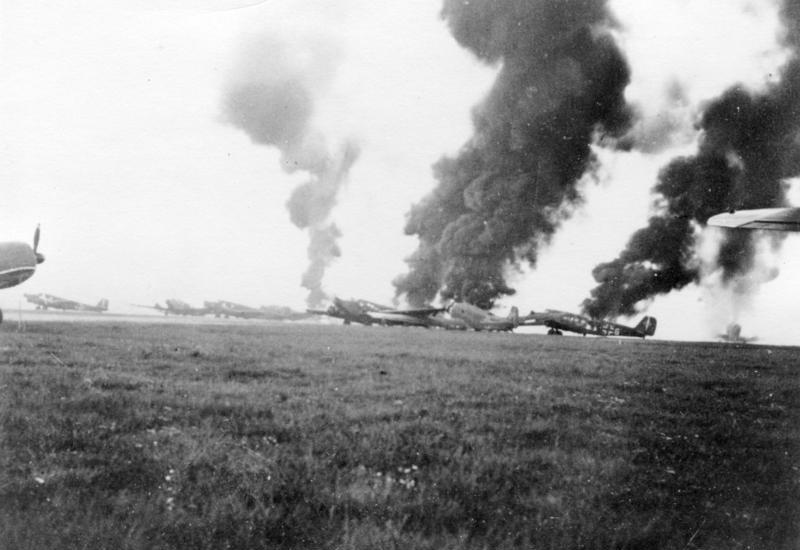
Le 10 mai 1940, à l'aéroport de Rotterdam-La Haye, les premiers Junkers JU 52/3M sont incendiés peu après leur atterrissage.

Pendant la Seconde Guerre mondiale, des unités du groupe d'armée B de la Wehrmacht ont attaqué les Pays-Bas, neutres, le 10 mai 1940 dans le cadre de l'offensive allemande à l'Ouest. La cible de l'attaque était la zone stratégique de défense de Hollande (la Vesting Holland) et la prise du centre gouvernemental de La Haye. L'aérodrome d'Ypenburg, situé directement à la limite nord-est de la ville de Delft, a joué un rôle important à cet égard. Les Allemands ont conquis la zone avec un grand déploiement de troupes parachutistes et aéroportées, tandis qu'au même moment, la 18e armée allemande attaquait avec des troupes au sol.
Dès le XVIIe siècle, Delft était le site de la Staatse Affuitmakerij (littéralement « manufacture d'affûts »), une armurerie d'État où l'on fabriquait également des armes de poing. Le vaste site de l'usine toujours en activité, employant jusqu'à 500 ouvriers à cette époque, était situé dans la partie nord de la vieille ville, à deux pas de l'aérodrome en difficulté. Les parachutistes allemands ont occupé cette zone et une autre zone industrielle le long de la Schie, où se trouvait un laboratoire. Des combats ont éclaté dans la ville, mais celle-ci a été épargnée par de grandes batailles ou des bombardements. Face à la perspective désespérée d'un soutien allié et afin d'éviter des catastrophes similaires dans d'autres villes après le bombardement de Rotterdam, les Pays-Bas capitulent le 15 mai 1940. Une centaine de Delftois a perdu la vie durant ce court épisode de résistance.
En outre, 190 étudiants résistants contre l'occupation allemande sont morts à Delft pendant la Seconde Guerre mondiale. Le soulèvement étudiant de Delft a eu lieu le 25 novembre 1940. Lors du soulèvement, les étudiants, les professeurs et les employés de l'Université technique de Delft ont notamment protesté contre le licenciement (limogeage) de tous les employées Juifs travaillant dans les administrations publiques de la ville. Cette suspension a également touché les professeurs, les chargés de cours et les assistants de l'Université des sciences appliquées de Delft. Après l'annonce du 23 novembre 1940, l'étudiant de 27 ans Frans van Hasselt a commencé un sit-in sur les marches du bâtiment de la faculté. De nombreux étudiants l'ont rejoint et ont boycotté les cours des nouveaux professeurs aryens. Van Hasselt a été arrêté et emmené au camp de concentration de Buchenwald, où il est mort le 10 novembre 1942.
Aujourd'hui, certains noms de rues de Delft rappellent les étudiants et les professeurs qui ont été victimes de l'occupation allemande, et les lieux des affrontements par exemple la Van Hasseltlaan (du nom de l'étudiant Frans van Hasselt), la Mekelweg (du nom du professeur Johannes Antonius Alphonsus Mekel), ou la Schoenmakerstraat (rue des cordonniers),.
La grève des ouvriers néerlandais en février 1941 avait également été déclenchée, entre autres, par un soulèvement étudiant de Delft. Aux Pays-Bas, quelque 300 000 travailleurs étaient au chômage ; en un an, les prix des denrées alimentaires avait augmenté de plus de 36 %, aggravant encore la misère. Le 25 février 1941, une grève spontanée éclate dans les usines d'Amsterdam ; les ouvriers protestent contre la détérioration de leurs conditions de vie et exigent la fin de la persécution des Juifs. Le 26 février, une grève massive s'étend à une grande partie de l'actuelle Randstad, y compris Delft.

### De 1945 à l'an 2000

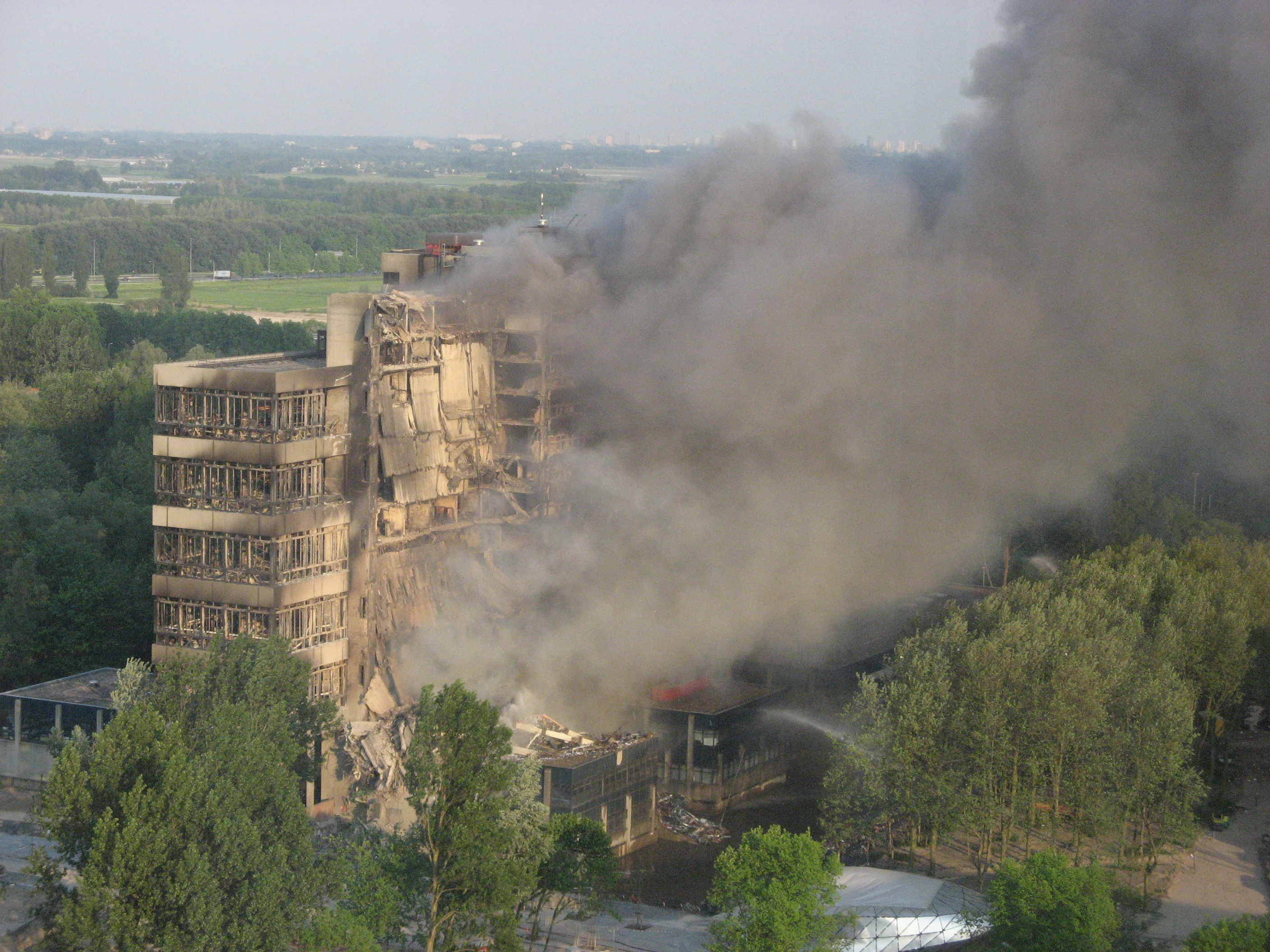
Incendie de la TU Delft en mai 2008.

En 1946, au lendemain de la guerre, Delft fête ses 700 ans depuis la reconnaissance de la ville.
Après la Seconde Guerre mondiale, Delft s'étend principalement par la construction de la zone résidentielle (quartier de Vrijenbahn) située entre le canal de la Schie qui traverse la ville du sud au nord, et la route principale qui reliait La Haye à Rotterdam, aujourd'hui l'autoroute A13.
Dans les années 1960, Delft s'est considérablement développée, surtout vers le sud. La zone Delft-Zuidwest s'établit avec les quartiers Poptahof et Voorhof et leurs tours HLM ainsi que le Buitenhof, qui sont construits sur des polders nouvellement acquis à la commune de Schipluiden. Dans le même temps, le bois de Delft (Delftse Hout) a été créé à l'est de la ville.
En mai 1966, Delft et La Haye sont reliées par le tram avec la ligne de tramway 1. À partir des années 1980, le quartier résidentiel de Tanthof s'est développé encore plus au sud, avec un plan de rues beaucoup plus éclairé. Le quartier Tanthof-West (Tanthof-Ouest) présente la même disposition que le Tanthof-Oost (Tanthof-Est), mais il y a plus de grandes maisons individuelles et moins de logements sociaux. Afin d'améliorer les transports publics, la ligne de tramway 1 est prolongée vers le quartier Tanthof.
En raison du développement des quartiers Voorhof et Tanthof, la fonction résidentielle de Delft s'est déplacée davantage du centre historique de la ville, située l'est de la voie ferrée, vers le côté ouest à la ligne ferroviaire. Le centre commercial In de Hoven qui s'y trouve est un facteur important de cette attractivité.

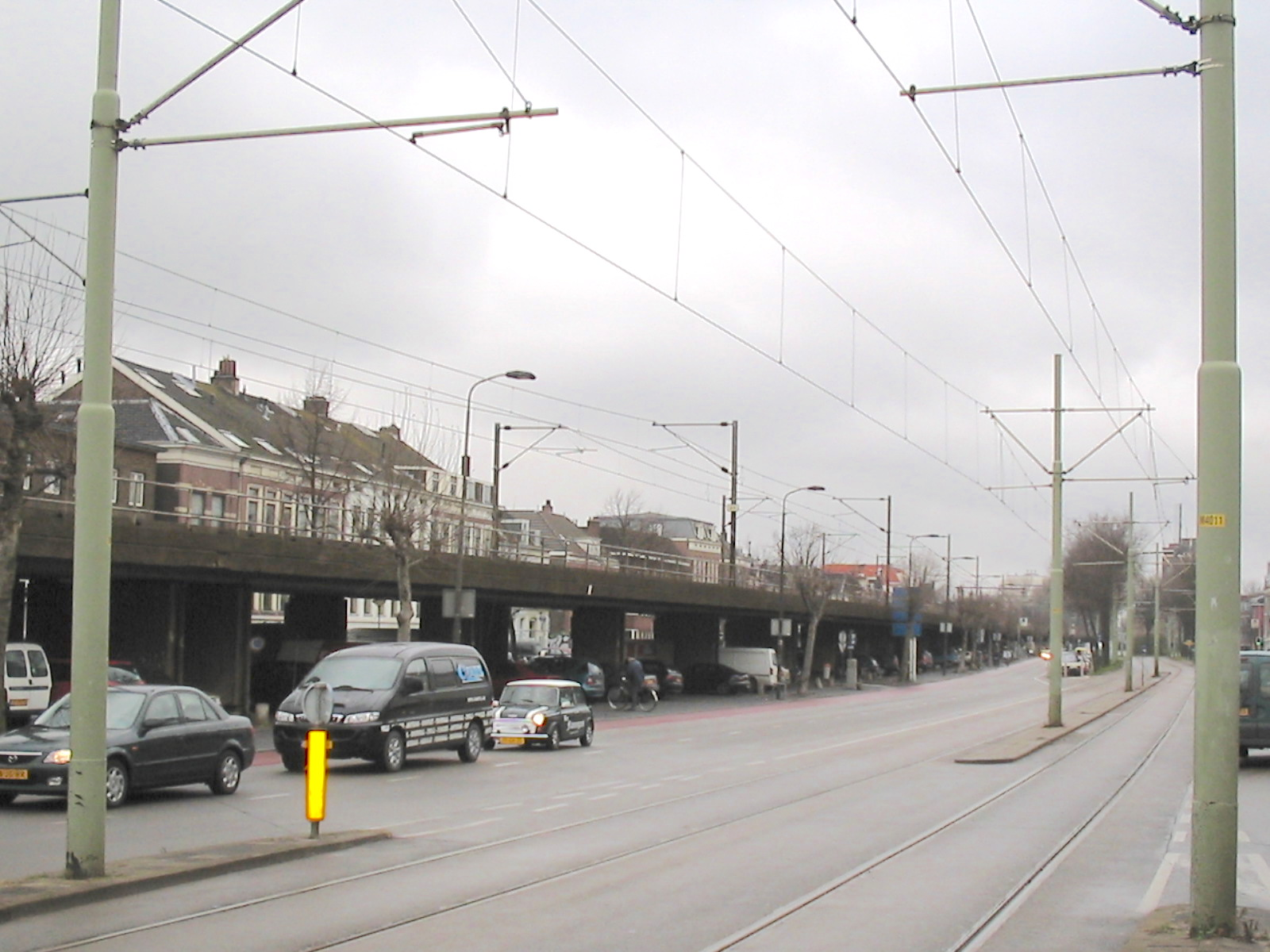
Le viaduc ferroviaire de Delft qui a surplombé la Phoenixstraat jusqu'à fin 2015.

### Le début duXXIesiècleet un projet ambitieux pour Delft
Depuis 1999, la municipalité planifie un projet de développement urbain majeur, connu sous le nom de Delft Spoorzone (littéralement « zone de voie de Delft »). Le projet d'urbanisme s'articule au départ autour de la construction d'un tunnel ferroviaire pour remplacer le viaduc ferroviaire aérien (voir photo ci-contre) construit dans les années 1960 en bordure du centre-ville historique de Delft. En outre il s'agit de doter la ville de Delft d'une nouvelle gare centrale (souterraine cette fois-ci). Le viaduc à deux voies était considéré comme un goulot d'étranglement pour le trafic ferroviaire, causait des nuisances sonores (quelques mètres séparaient certaines maisons centenaires de la voie) et constituait une séparation entre le centre-ville et la zone résidentielle à l'ouest.
Sur les 40 hectares libérés par la destruction du viaduc en amont et aval du site de la gare, 1 500 appartements et bureaux, un petit jardin et un parking souterrain pour les voitures et les vélos sont créés. Les travaux de terrassement et l'excavation du tunnel ferroviaire ont commencé fin 2008 ; le dernier train à rouler sur le viaduc passe le 22 février 2015. Le tunnel a été mis en service le 28 février 2015 et officiellement ouvert en avril 2015 sous le nom de Willem van Orange (Tunnel Guillaume d'Orange)
. En 2017, les bureaux municipaux dans l'immeuble construit au-dessus de la gare souterraine ont été officiellement mis en service. Le coût total de l'investissement pour les bureaux municipaux s'est élevé à 82,3 millions d'euros. Les travaux de construction pour l'ensemble du projet devraient se poursuivre jusqu'en 2023.
Dans les années 2000, divers événements concernant la famille royale ont eu lieu dans la ville : le 15 octobre 2002, Claus von Amsberg, prince consort des Pays-Bas et époux de la reine Béatrix, a été enterré dans le caveau funéraire de la Nouvelle Église de Delft, suivi de la reine Juliana, mère de la reine Béatrix, le 30 mars 2004, et du prince Bernhard, père de la reine Béatrix, le 11 décembre 2004. Le 24 avril 2004, le prince Johan Friso et Mabel Wisse Smit se sont mariés dans la Vieille Église de Delft.
En 2005, avec l'adoption du plan de zonage de Technopolis, le développement du parc scientifique de l'Université technique de Delft, dans le sud-est de la ville, a commencé, de nombreux instituts, des start-ups et des entreprises internationales s'installent. L'enseignement supérieur devient alors de plus en plus concentré autour du campus de l'Université technique de Delft, avec des branches de l'Université des sciences appliquées Inholland et de l'Université des sciences appliquées de La Haye construites à côté du campus de l'Université technique. Le 13 mai 2008, le bâtiment de la faculté d'architecture de l'Université technique de Delft subit un lourd incendie. Le sinistre a duré un peu moins d'une douzaine d'heures. Ailleurs sur le campus, des bâtiments ont été réaménagés pour reloger cette faculté.

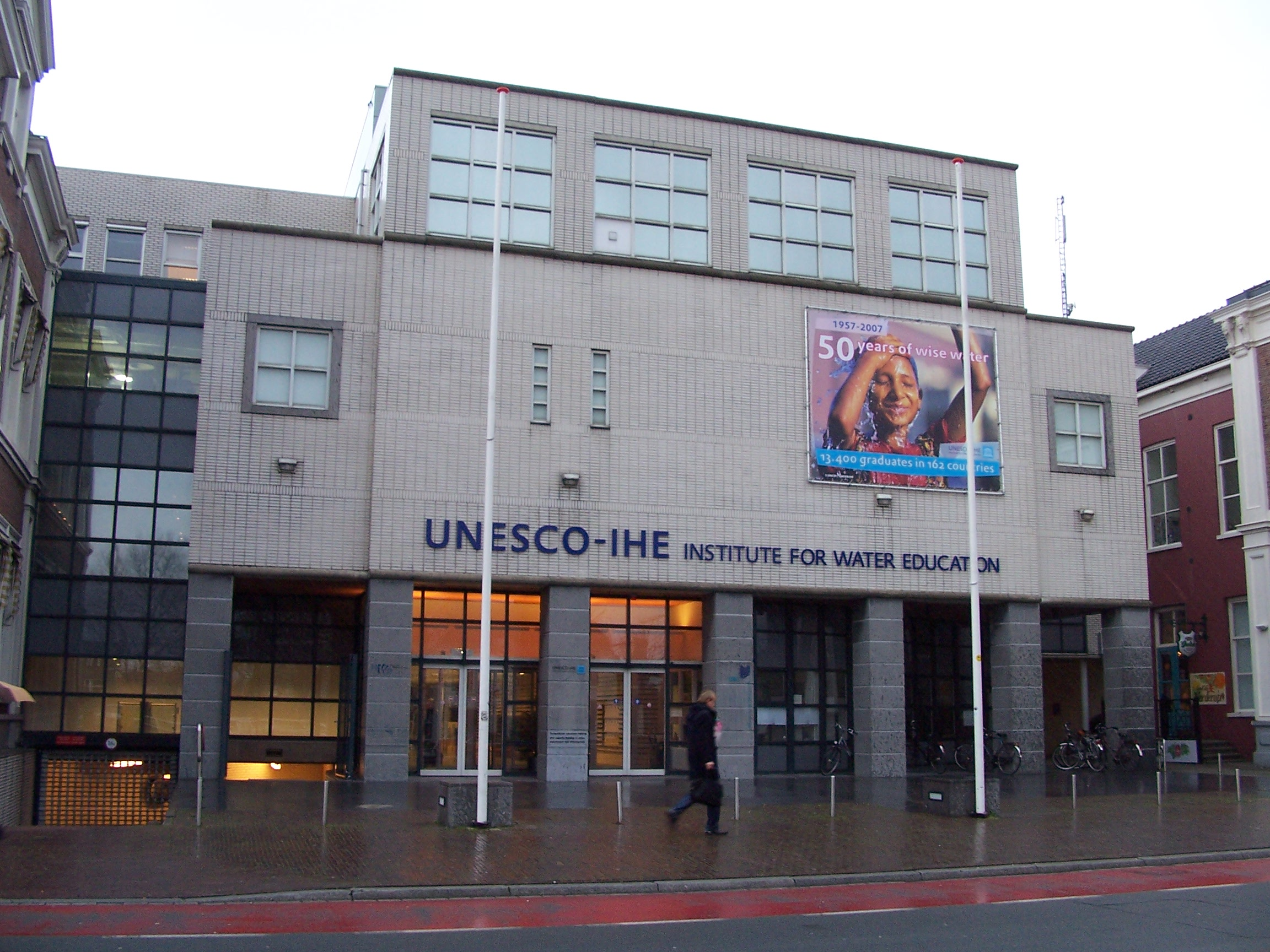
Le siège de l'IHE à Delft en 2007.

Le 19 août 2008, l'astéroïde (12716) Delft reçoit le nom de la ville.
La construction du Harnaschpolder a commencé en 2009 après qu'une partie du polder soit transférée à Delft par la municipalité de Midden-Delfland en 2004. Dans le Harnaschpolder, environ 1 300 maisons ont été construites.
En partie à cause des projets d'urbanisme importants dans le quartier de la gare, le budget municipal a connu d'importants déficits financiers en 2014. Delft a demandé une aide financière à la province d'Hollande-Méridionale et au gouvernement national. La réalisation du projet a entraîné une perte de dizaines de millions d'euros pour la municipalité de Delft. En réponse à ces importantes pertes, le gouvernement municipal a procédé à des économies et a augmenté les impôts locaux. En 2016, Delft était, dans le groupe des plus grandes municipalités des Pays-Bas, celle où les coûts de logement étaient les plus élevés. En 2016, les problèmes financiers ont pris fin et la municipalité a annoncé qu'elle réduirait à nouveau les coûts.
De nos jours, Delft a un profil de ville étudiante. L'Université de technologie de Delft (Technische Universiteit Delft ou TU Delft) est très réputée, aussi bien aux Pays-Bas qu'à l'étranger. Avec ses 24 703 étudiants, la TU est devenu un pilier de la formation et de la recherche (au niveau technologique) aux Pays-Bas. L'institut de recherche national (TNO) possède toujours des laboratoires à Delft. Delft est aussi le siège de l'UNESCO-IHE, le plus grand institut d'éducation sur la ressource en eau.

## Vues comparatives

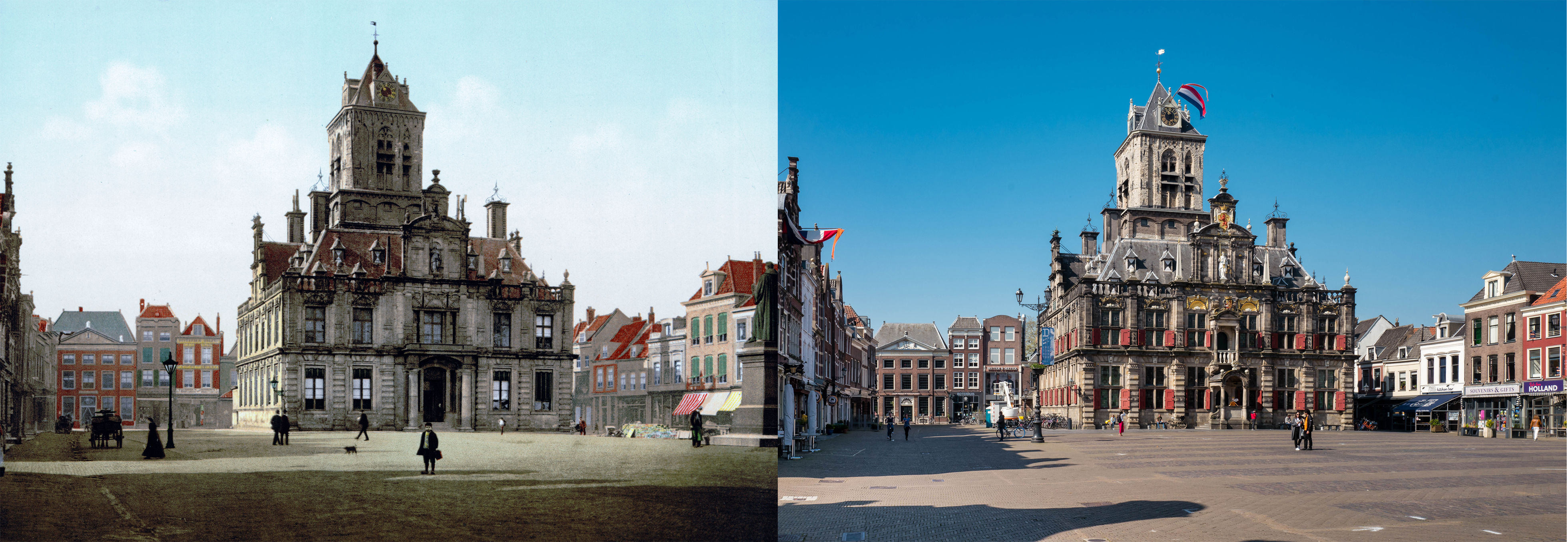
Vue de la mairie de Delft depuis la place Markt (à gauche vers 1900, à droite le 27 avril 2020).
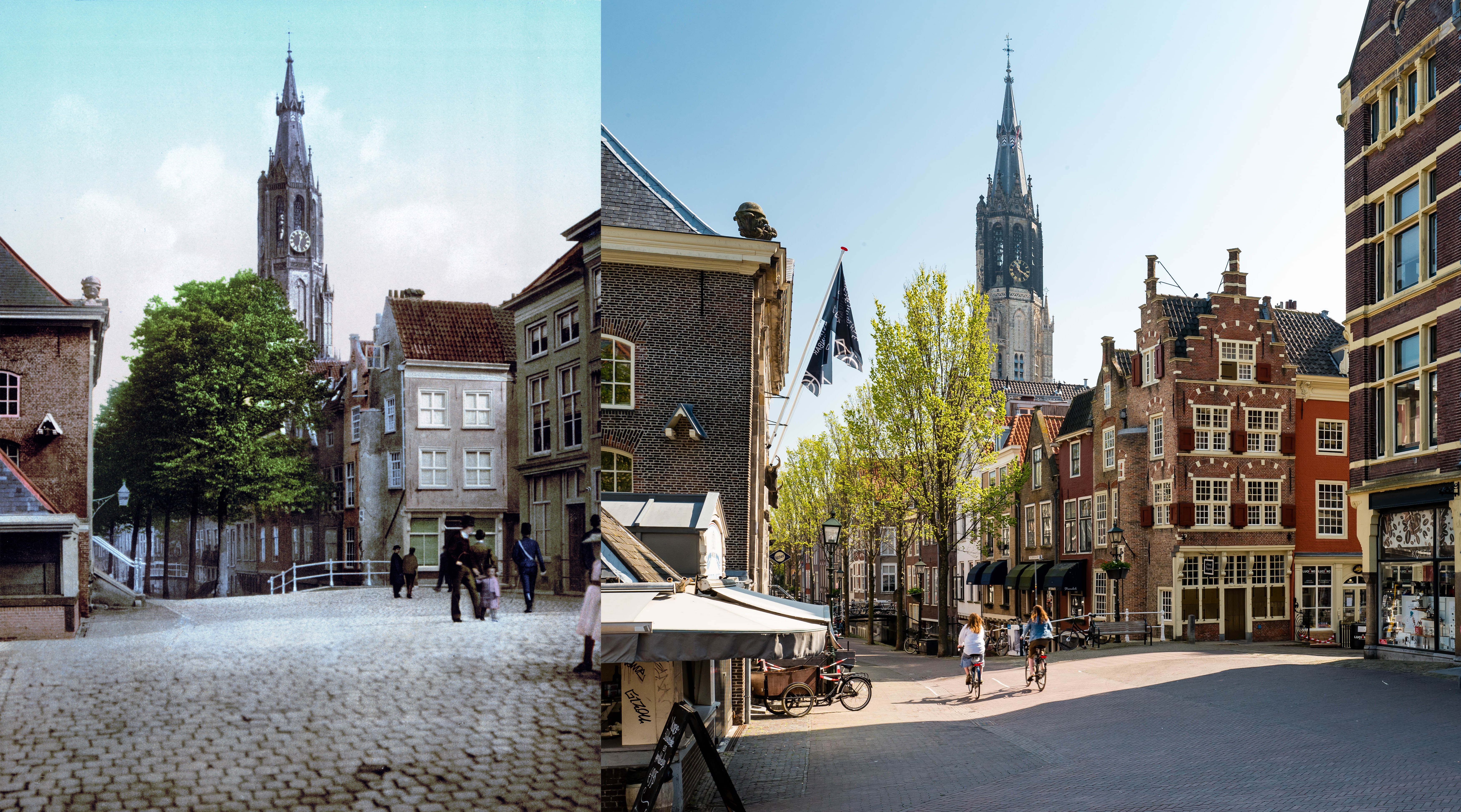
Vues sur la nouvelle église (en nl Nieuwe Kerk) depuis la rue Cameretten à Delft (vues vers 1900 et le 27 avril 2020).
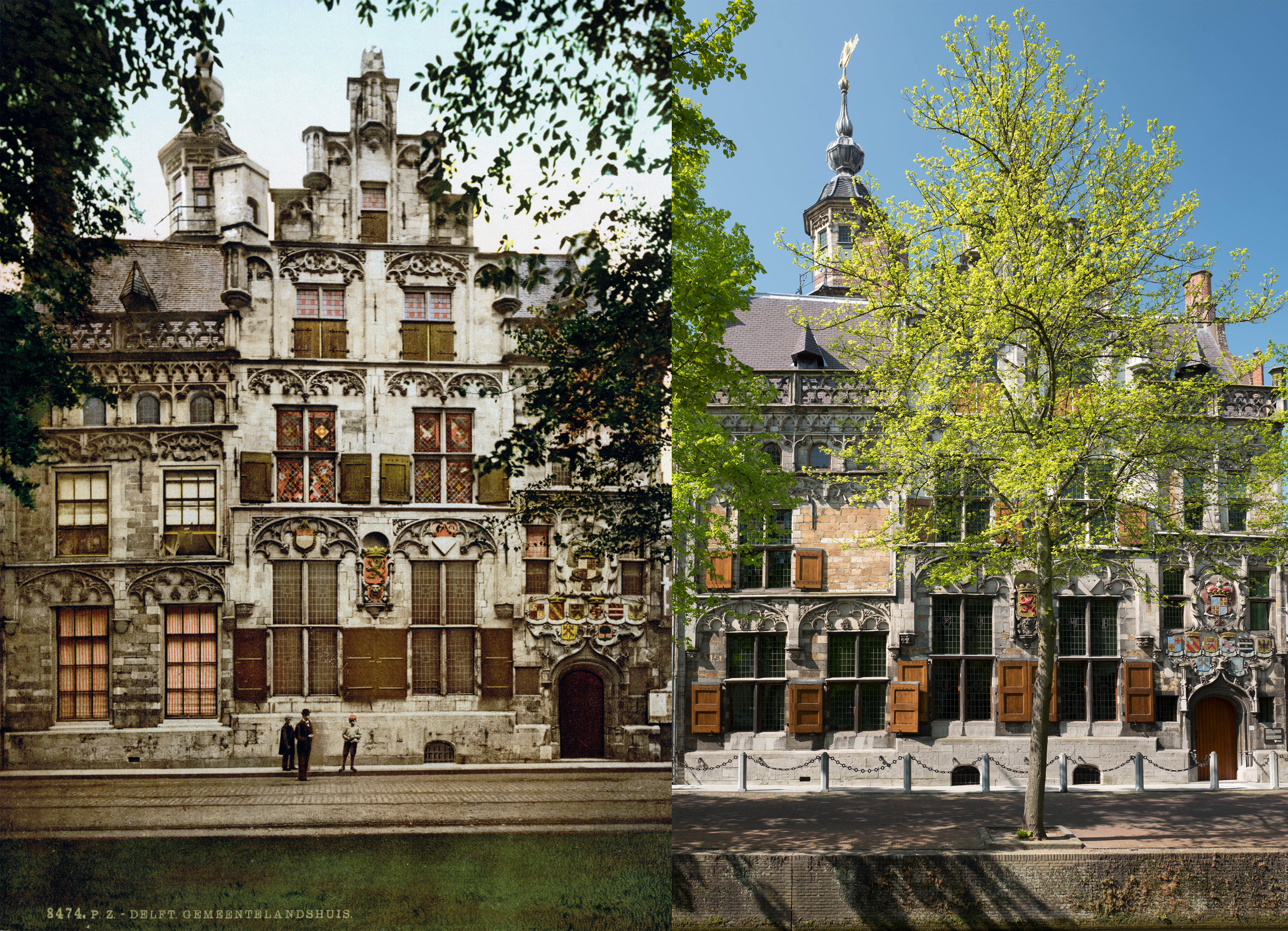
Vue sur l'hôtel de ville (en nl Gemeenlandshuis) depuis la rue Oude Delft à Delft (à gauche vers 1900, à droite le 27 avril 2020).
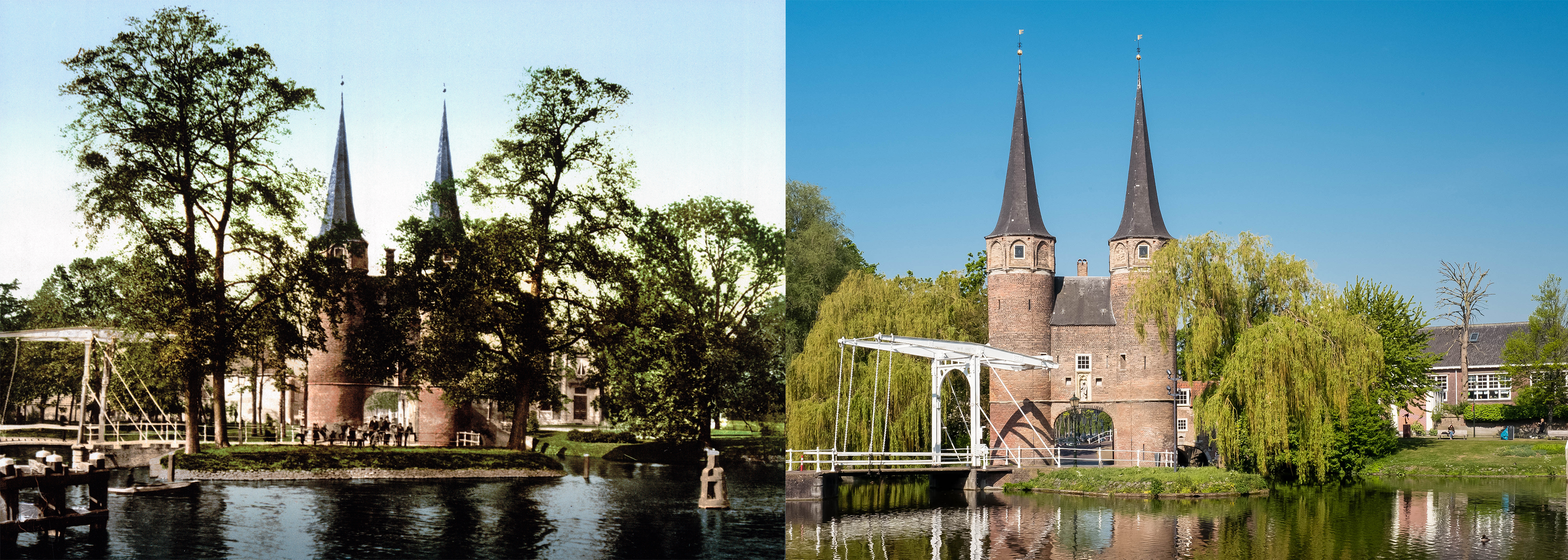
Vues sur la porte de l'Est (en nl Oostport) de Delft - vue de gauche vers 1900 et vue de droite le 27 avril 2020.

## Culture

Carte des monuments historiques de Delft.

- Limite de l’ancien mur d’enceinte
- 1 : Place du marché (Grote Markt)
- 2 : Nouvelle église (Nieuwe Kerk)
- 3 : Hôtel de ville (Stadhuis)
- 4 : Statue d'Hugo Grotius
- 5 : Maison d'enfance de Vermeer
- 6 : Bourse aux grains (Koornbeurs)
- 7 : Poids public (De Waag)
- 8 : Marché aux poissons (Visbanken)
- 9 : Siège de la compagnie néerlandaise des Indes orientales à Delft
- 10 : Office des eaux (Gemeenlandshuis)
- 11 : Prinsenhof
- 12 : Vieille église (Oude Kerk)
- 13 : Maison du Saint-Esprit (Heilige Geesthuis)
- 14 : Kapelsbrug
- 15 : Porte de l'est (Oostpoort)
- 16 : Bassin portuaire Zuidkolk
- 17 : Legermuseum - ancien arsenal (Armamentarium)
- 18 : Faïencerie De Porceleyne Fles
- 19 : Moulin (molen) de Roos
- 20 : Université de Delft
- 21 : Gare de Delft

### Monuments et architecture
La plupart des monuments de Delft se trouvent dans son centre historique, c'est-à-dire dans la partie de la ville qui se trouvait dans la muraille qui entourait la ville (aujourd'hui disparue).
Bien qu'ayant subi deux catastrophes, d'une part le grand incendie de 1536 impliquant la destruction d'une grande partie du centre-ville à l'ouest et d'autre part l'explosion de l'entrepôt de poudre à canon en 1654, le visage de la vieille ville de Delft est cependant resté en grande partie inchangé depuis la fin du XVIIe siècle, époque à laquelle Vermeer a peint son tableau Vue de Delft.
Au centre se trouve la grande place du marché (Grote Markt) 1, sur laquelle a lieu tous les jeudis le marché et où se trouvent la nouvelle église (Nieuwe Kerk) 2 à l'est et la mairie à l'ouest 3. Les deux autres côtés de la place sont encadrés par de belles maisons à pignons qui abritent des restaurants, des cafés, des boutiques et des magasins de souvenirs.

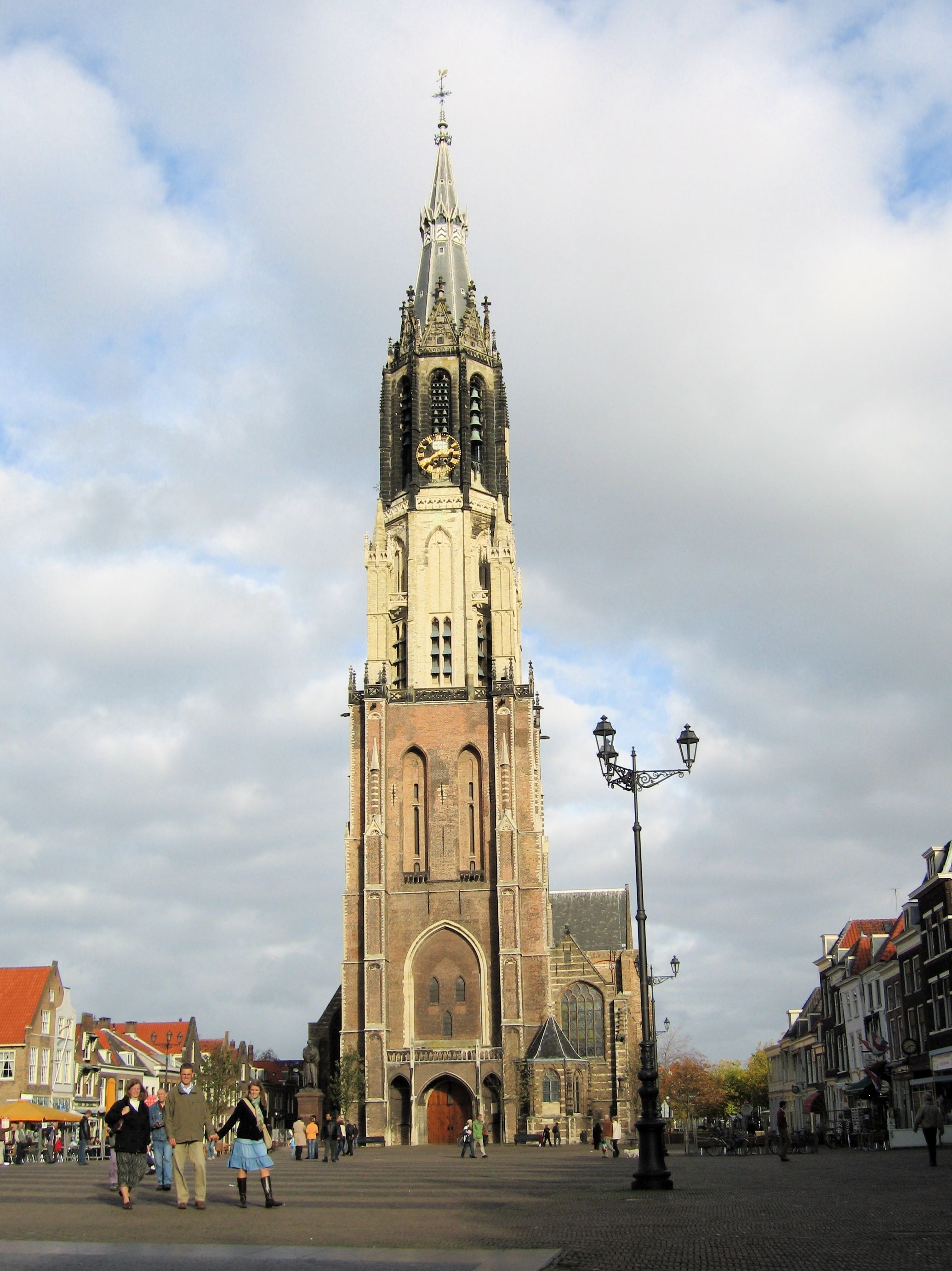
La Nieuwe Kerk (nouvelle église) sur la place Grote Markt.

La construction de la nouvelle église de Delft (Nieuwe Kerk) a commencé au XIVe siècle. Sa tour élancée (109 mètres) - que l'on peut voir au fond de la peinture de Vermeer - au centre-droit - s'intègre harmonieusement dans l'ensemble du centre historique de la ville, bien qu'elle ait été construite en plusieurs étapes de la fin du XIVe siècle au début du XVIe siècle et qu'elle ait été détruite à plusieurs reprises par des incendies. L'église abrite le mausolée de Guillaume d'Orange, le fondateur de la République néerlandaise au XVIe siècle. Hendrick de Keyser en a commencé la construction en 1614, et son fils Pieter l'a achevée huit ans plus tard. La Nieuwe Kerk sert d'église funéraire à la Maison d'Orange. En effet les membres de la famille royale néerlandaise sont traditionnellement enterrés dans la crypte royale, qui n'est pas ouverte au public au contraire de l'église.
Devant l'église se trouve une statue 4 du XVIIIe siècle commémorant le "père du droit international", Hugo Grotius, qui est né en 1583 sur la Nieuwe Langedijk à Delft.

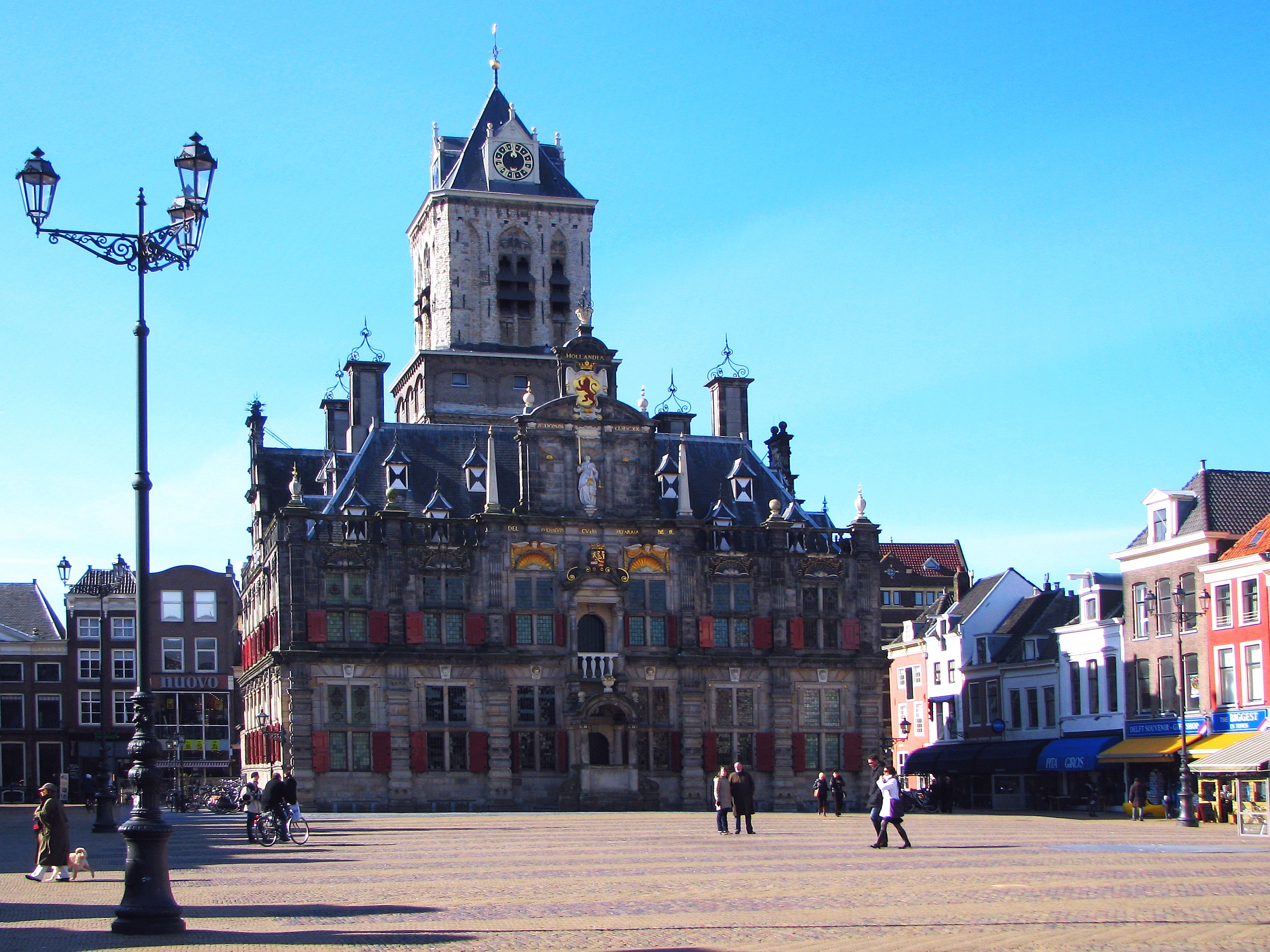
Hôtel de ville de Delft.

En face de la nouvelle église (Nieuwe Kerk) se trouve la Stadhuis (l'hôtel de ville), un bâtiment style Renaissance décoré de têtes de lion construit en 1620 par Hendrick de Keyser - cet édifice était le symbole de la jeune République néerlandaise de l'époque. La tour enchâssée par le bâtiment du XVIIe siècle est nommée Nieuwe Steen (Nouvelle pierre) et provient de l'hôtel de ville médiéval, qui a complètement brûlé en 1618.
Le peintre Vermeer a grandi près de la place du marché, dans l'auberge Mechelen 5, dirigée par sa mère, qui était située dans une rue attenante, au Voldersgracht 25. Il a ensuite déménagé avec sa propre famille dans une maison sur le Oude Langedijk, de l'autre côté de l'église. Les deux maisons n'existent plus. Veermeer est enterré dans la vieille église de Delft.
Au Voldersgracht 1 se trouve la Koornbeurs 6 (bourse aux grains), où des échanges de denrées céréalières ont eu lieu de 1870 jusqu'au début du XXe siècle. Aujourd'hui, le bâtiment abrite une association de jeunes à but non lucratif. Le site était autrefois un marché à viande (vleeshal), dont la cave a été construite entre 1295 et 1350 pour stocker la marchandise. Au-dessus, il y avait un hall en bois où se faisait le commerce de la viande. En 1650, le bâtiment en bois a été remplacé par l'édifice en pierre actuel conçu par l'architecte Hendrik Swaef.
Derrière l'hôtel de ville se trouve un café-restaurant De Waag 7, tenant son nom de l'ancienne balance de la ville. L'un des droits les plus importants liés à l'octroi du privilège urbain obtenu par Delft en 1246, était l'exploitation d'une bascule publique. Selon une ordonnance de la ville, les commerçants étaient tenus de faire vérifier les poids supérieurs à dix livres sur les balances de la ville. Cela a encouragé un commerce honnête, nécessaire au développement de Delft en tant que marché et centre commercial régional. La bascule publique a probablement été ouverte à cet endroit après l'incendie de la ville en 1536. En 1644, il a été agrandi par une maison voisine. Cette extension est toujours visible dans les chambres d'hôtes actuelles. La bascule a été utilisée jusqu'en 1960, après quoi le bâtiment a servi de théâtre jusqu'en 1995. Depuis 1996, il abrite le café De Waag.

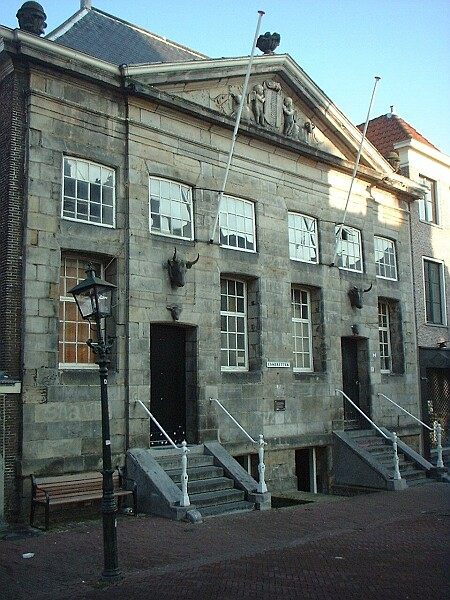
6 Bâtiment de la bourse aux grains, puis marché de viande Vleeshal
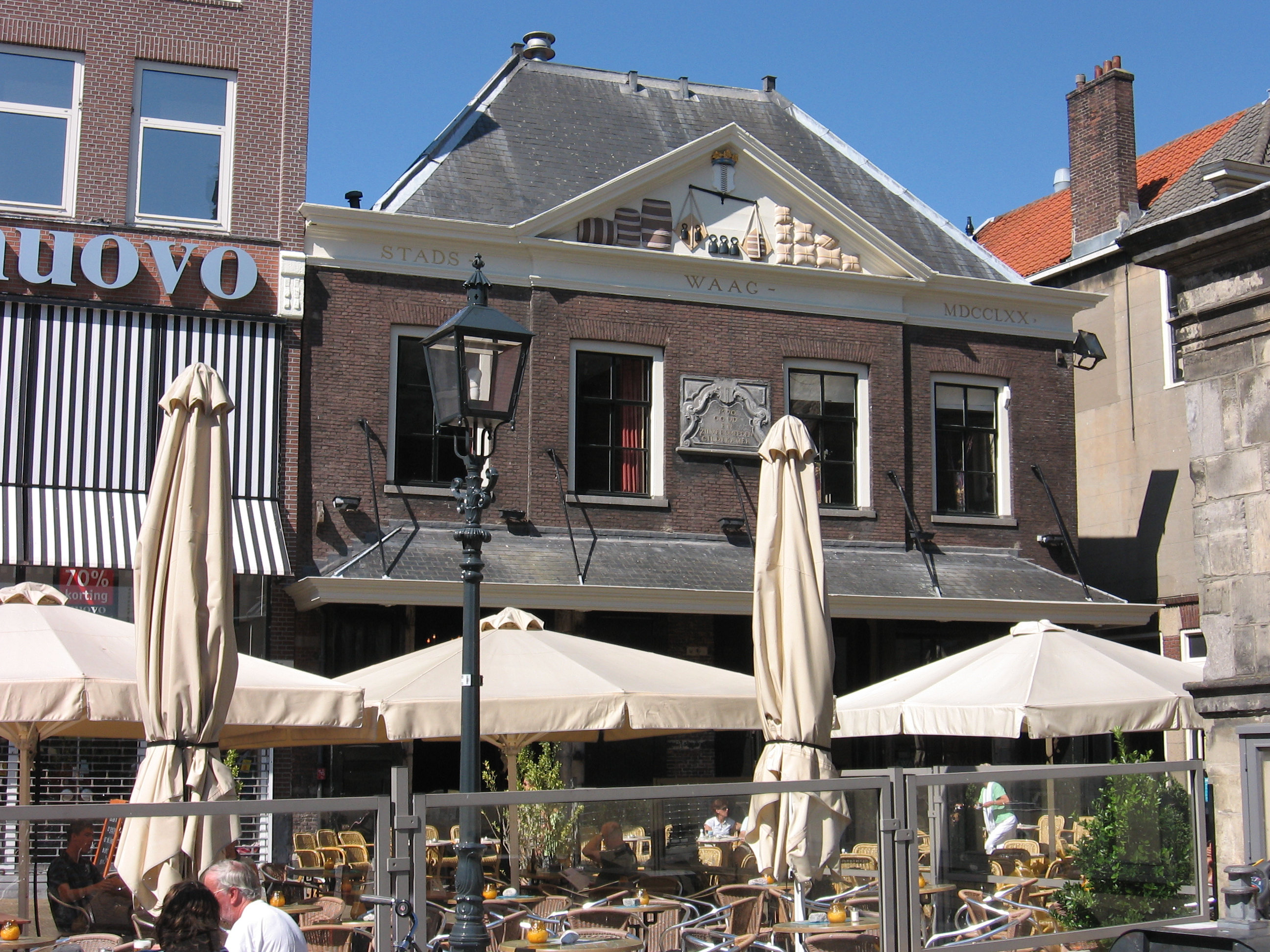
7 Poids public de Delft.
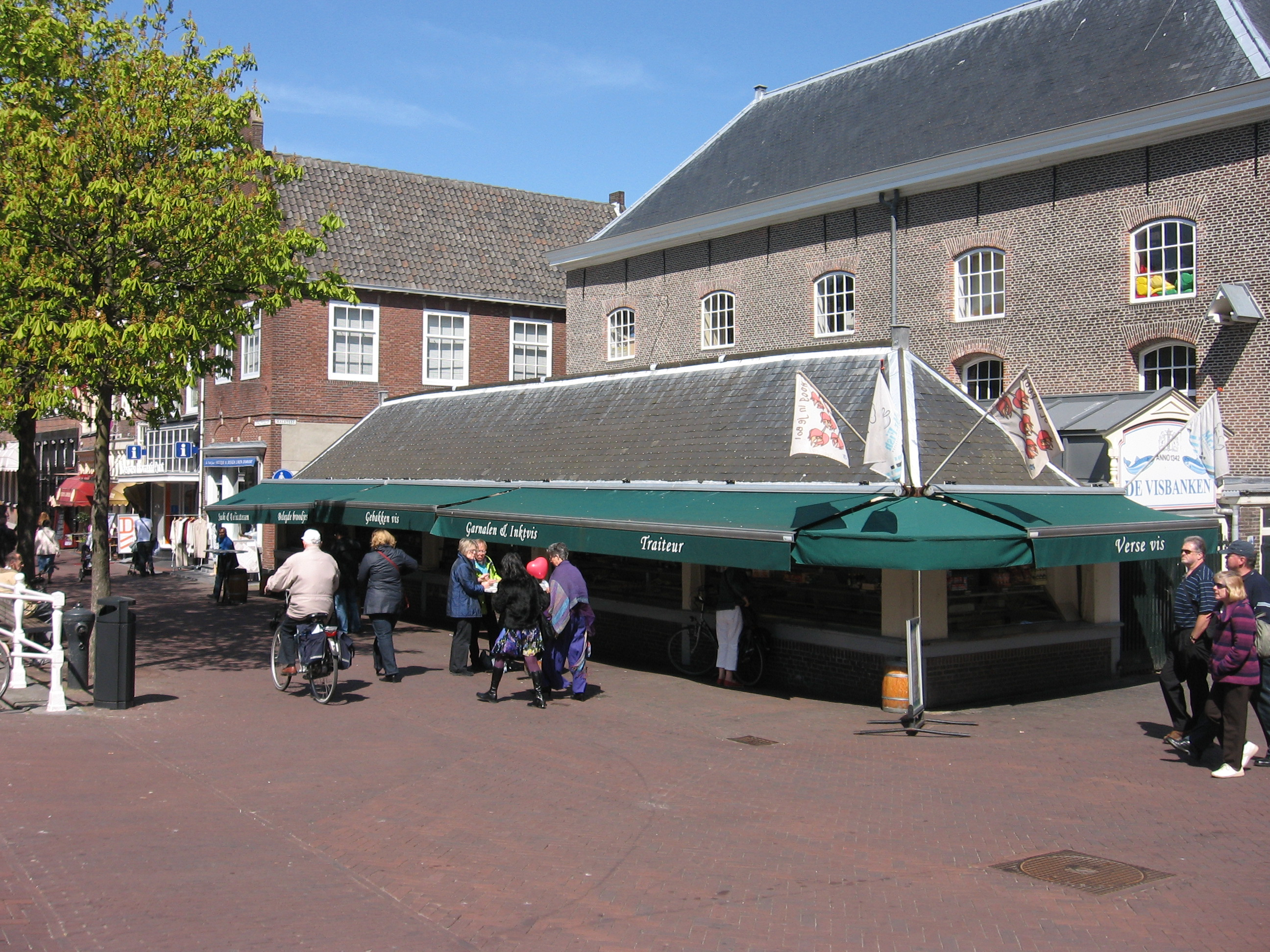
8 Marché de poisson Visbanken

Plus à l'ouest, se trouve le marché au poisson Visbanken 8 jouxtant le pont Kaakbrug, et situé contre la façade ouest du marché à viande ; il fut construit au XVIIIe siècle. Le bâtiment en bois est inscrit comme monument national et est toujours occupé par un marchand de poisson. 

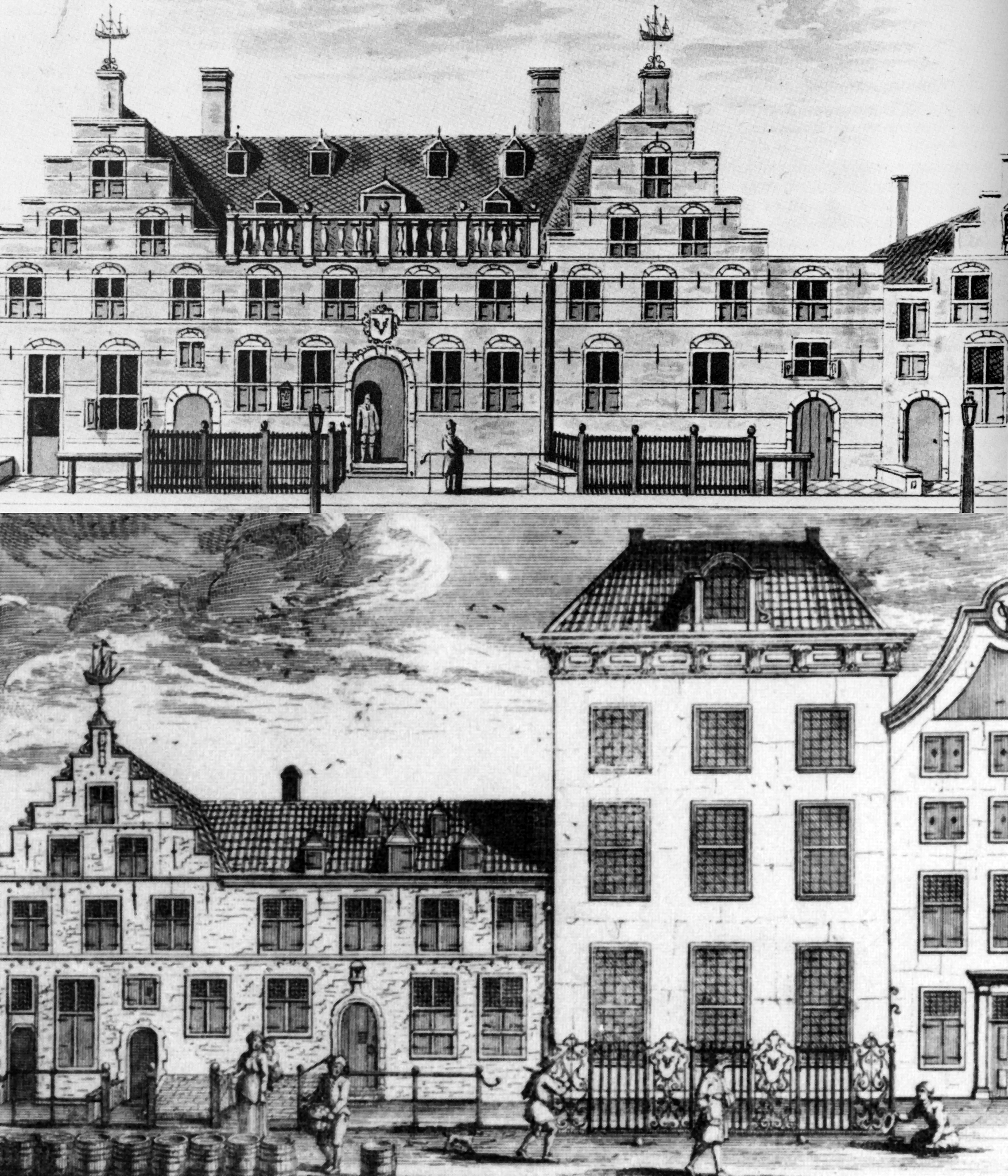
Siège de la Compagnie néerlandaise des Indes orientales (VOC) à Delft, lors de son établissement en 1602 et après sa reconstruction en 1722.

Depuis cet emplacement (rue Cameretten), vers le Wijnhaven (port à vin) et le Botermarkt (marché au beurre), s'étend le canal Oude Delft, bordant le plus ancien quartier résidentiel et le plus chic du centre. Le canal Oude Delft est bordé par la Voorstraat, le quartier Hypolytusbuurt et le Koornmarkt.
La maison Renaissance de Oude Delft 39 avec les lettres VOC en façade est l'Oostindisches Huis 9, et a abrité à partir de 1602 le siège de la Chambre de Delft de la Compagnie néerlandaise des Indes orientales (VOC). Depuis 1989, le bâtiment rénové abrite des appartements privés de luxe sous le nom de "Oostindiëplaats".

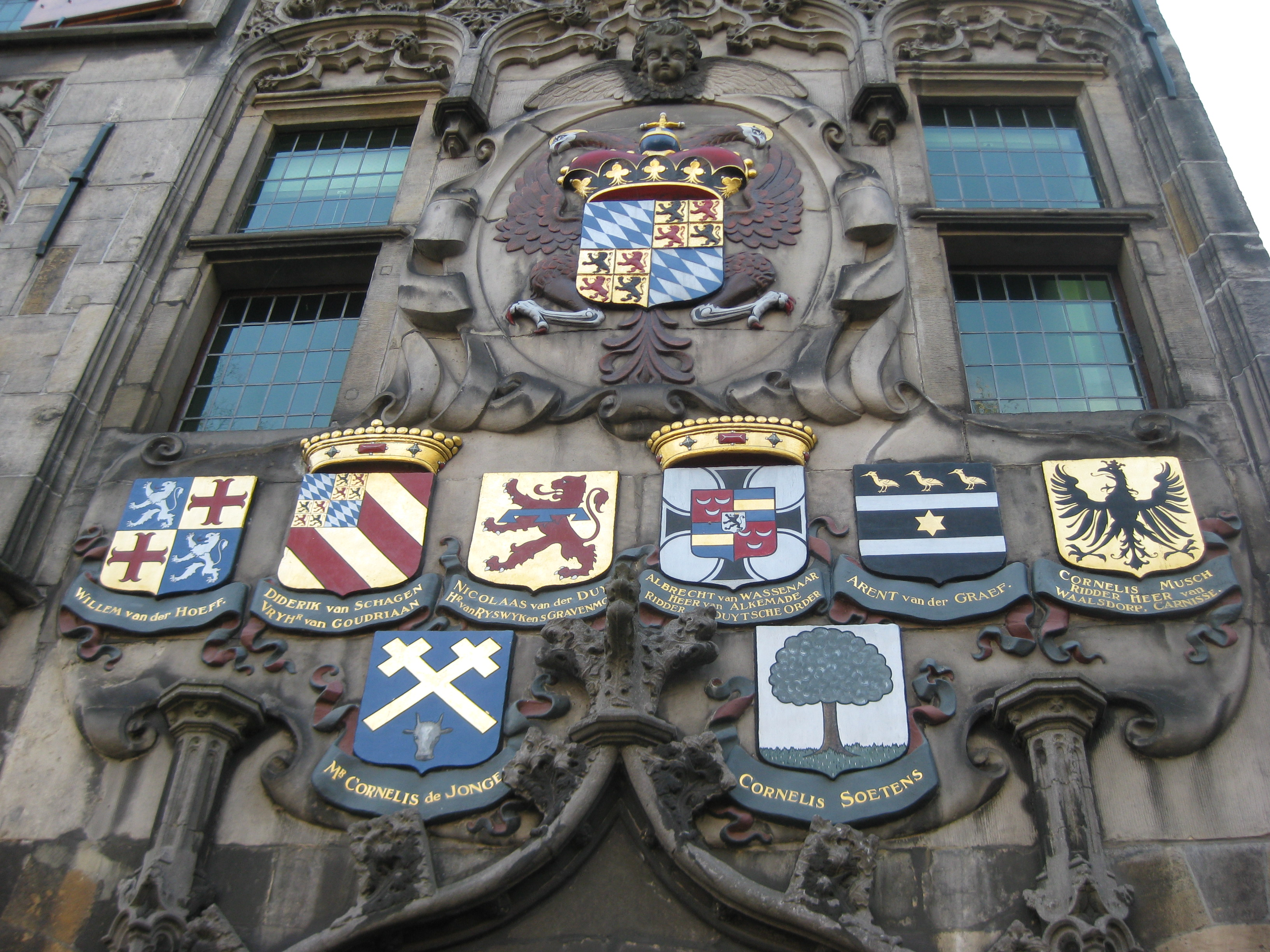
Fronton du Oude Delft 167, décoré de blasons.

Au numéro 167 de la rue Oude Delft se trouve la Gemeenlandshuis 10, une maison construite en 1505 dans un style gothique brabançon luxuriant et qui est l'un des rares bâtiment ayant survécu au grand incendie de 1536. La façade en grès est largement décorée d'armes.
Le premier propriétaire de la maison était Jan de Huyter, huissier de justice de Delft et du Delfland. Plus tard, le bâtiment a appartenu à Philippe de Hohenlohe-Neuenstein qui était marié à Maria van Nassau, seconde fille de Guillaume d'Orange.
Depuis 1645, cette Gemeenlandshuis (littéralement maison communale) est le siège de l'Office des eaux du Delfland (le territoire de Delft, ayant donné son nom plusieurs siècles plus tard à la communauté de communes du même nom). L'entrée principale de l'Office des eaux est aujourd'hui située dans la Phoenixstraat, de l'autre côté du bâtiment dans la grande rue de la gare. Le bâtiment abrite également une vaste collection de cartes anciennes du Delfland.

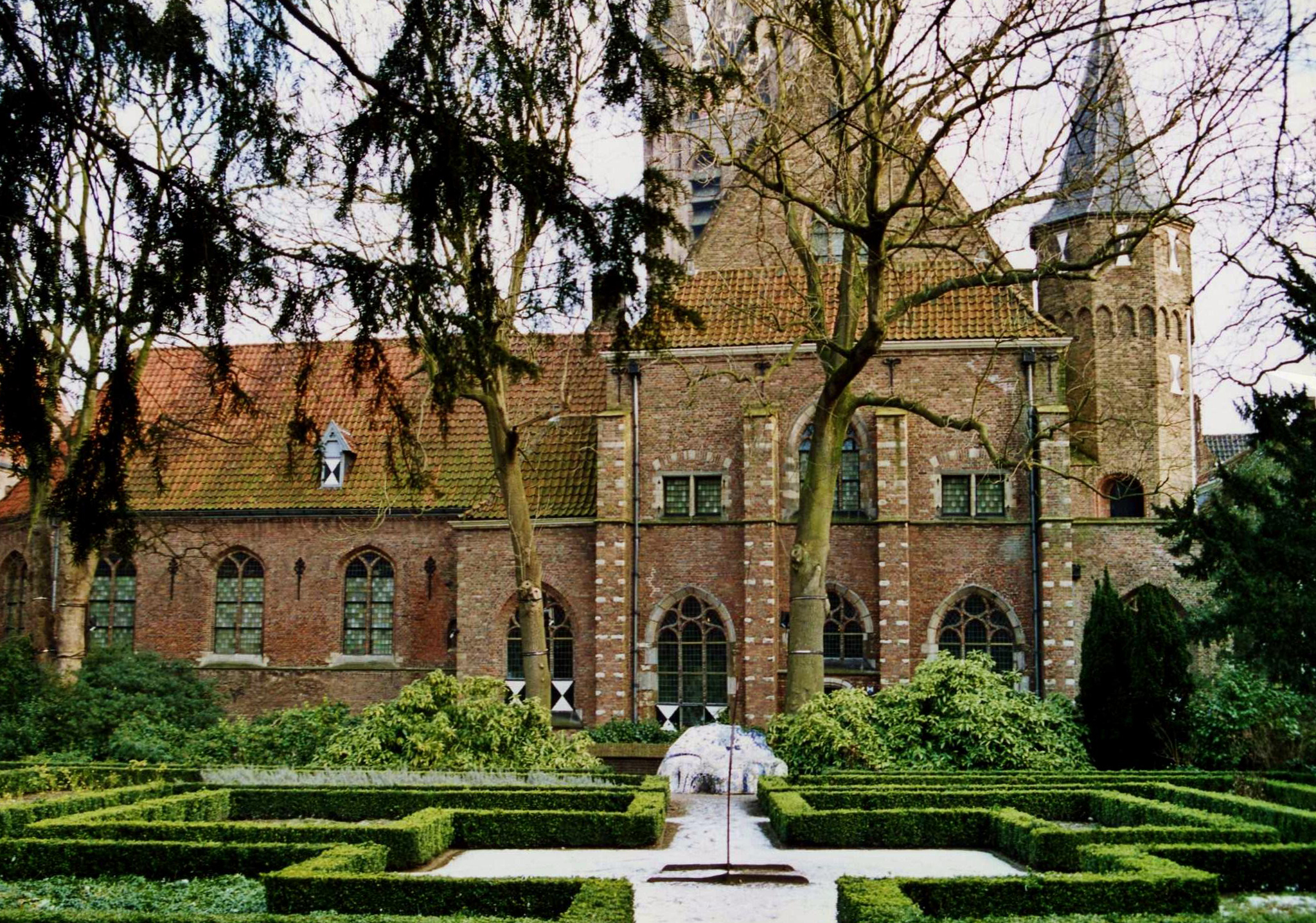
Jardin du Prinsenhof.

Tout près se trouve le Prinsenhof 11, l'ancien monastère de Sainte-Agathe à la place Sainte-Agathe 1, où Guillaume d'Orange résidait et fut assassiné en 1584. Depuis 1951, le Prinsenhof abrite le Stedelijk Museum, qui possède entre autres une vaste collection de cartes topographiques, de sculptures médiévales et de porcelaines de Delft, ainsi qu'une exposition permanente concernant le siècle d'Or. Le musée comprend l'ensemble du couvent gothique bourguignon, avec ses sols en carreaux anciens et ses fenêtres à plomb donnant sur un jardin romantique.

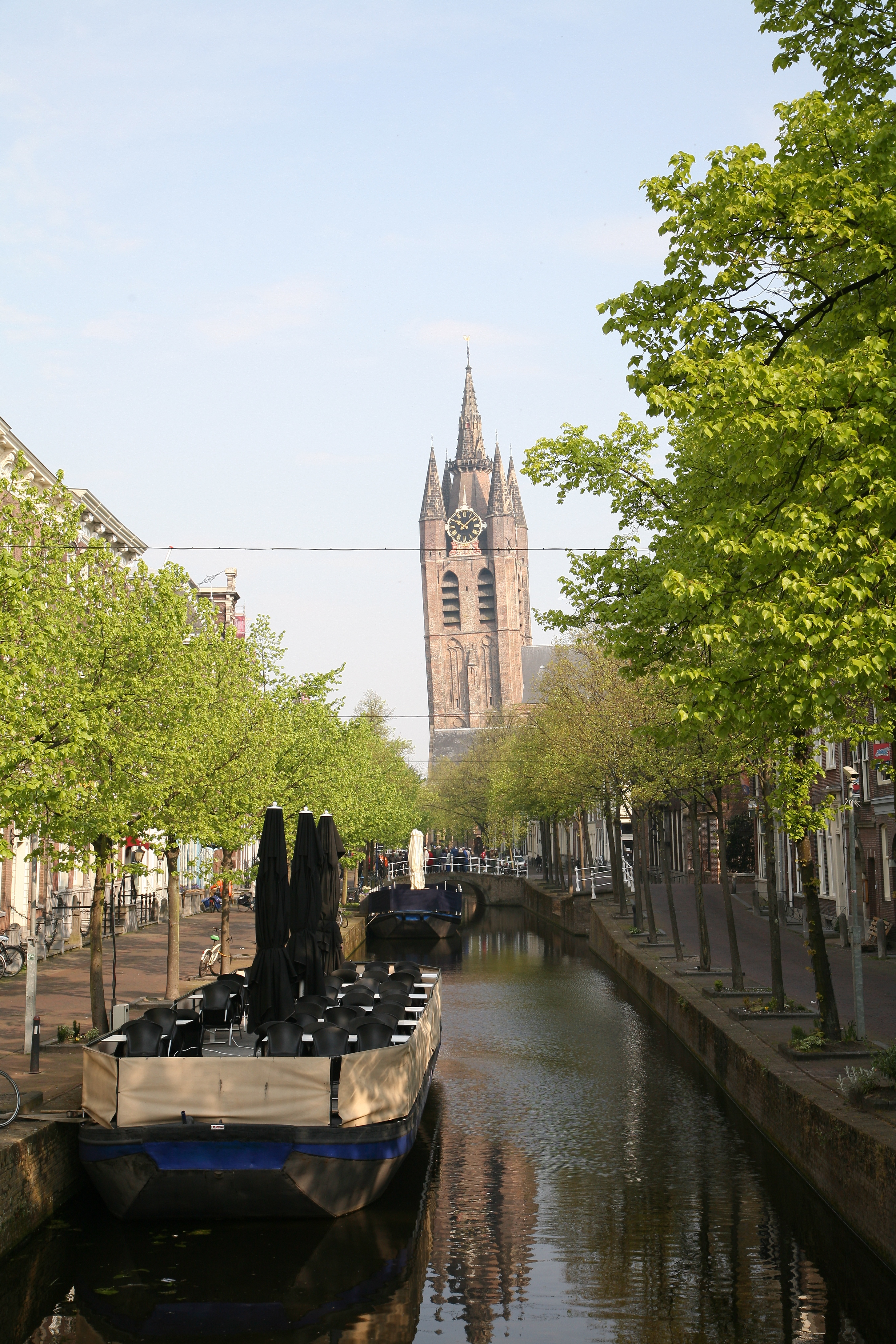
La vieille Église (Oude Kerk) dont la tour est inclinée depuis sa construction.

En face du Prinsenhof se trouve la Oude Kerk (Vieille église) 12 avec sa « tour penchée » qui s'incline vers l'ouest, populairement appelée de oude Jan (le vieux Jan). Sa tour de 78 m penche d'1,96 m à son sommet par rapport à sa base. Elle a été construite aux XIVe et XVe siècles et agrandie par Anthonis Keldermans au XVIe siècle avec un transept gothique. Entre autres, le célèbre naturaliste Antoni van Leeuwenhoek, les deux marins Maarten Tromp et Piet Pieterszoon Heyn et le peintre le plus célèbre de Delft, Jan Vermeer, sont enterrés dans la Oude Kerk.
L'église possède trois orgues et une cloche pesant près de 9000 kilos, le bourdon de 1570, qui, pour des raisons de sécurité, ne sonne plus qu'à des occasions spéciales.
Dans la partie sud du centre-ville se trouve un autre bâtiment en pierre naturelle qui fut épargné par l'incendie de la ville en 1536. Il est situé au Molslaan 104 et est l'un des plus anciens de Delft puisqu'il date de la fin du XVe siècle. Au XVIe siècle, il était nommé Heilige Geesthuis (la Maison du Saint-Esprit) 13 et servait de logement pour les sans-abri. Plus tard, il a été utilisé comme par les charpentiers de la ville et à partir de 1579 comme orphelinat. Depuis 1978, il abrite un restaurant, le Stadsherberg "De Mol".

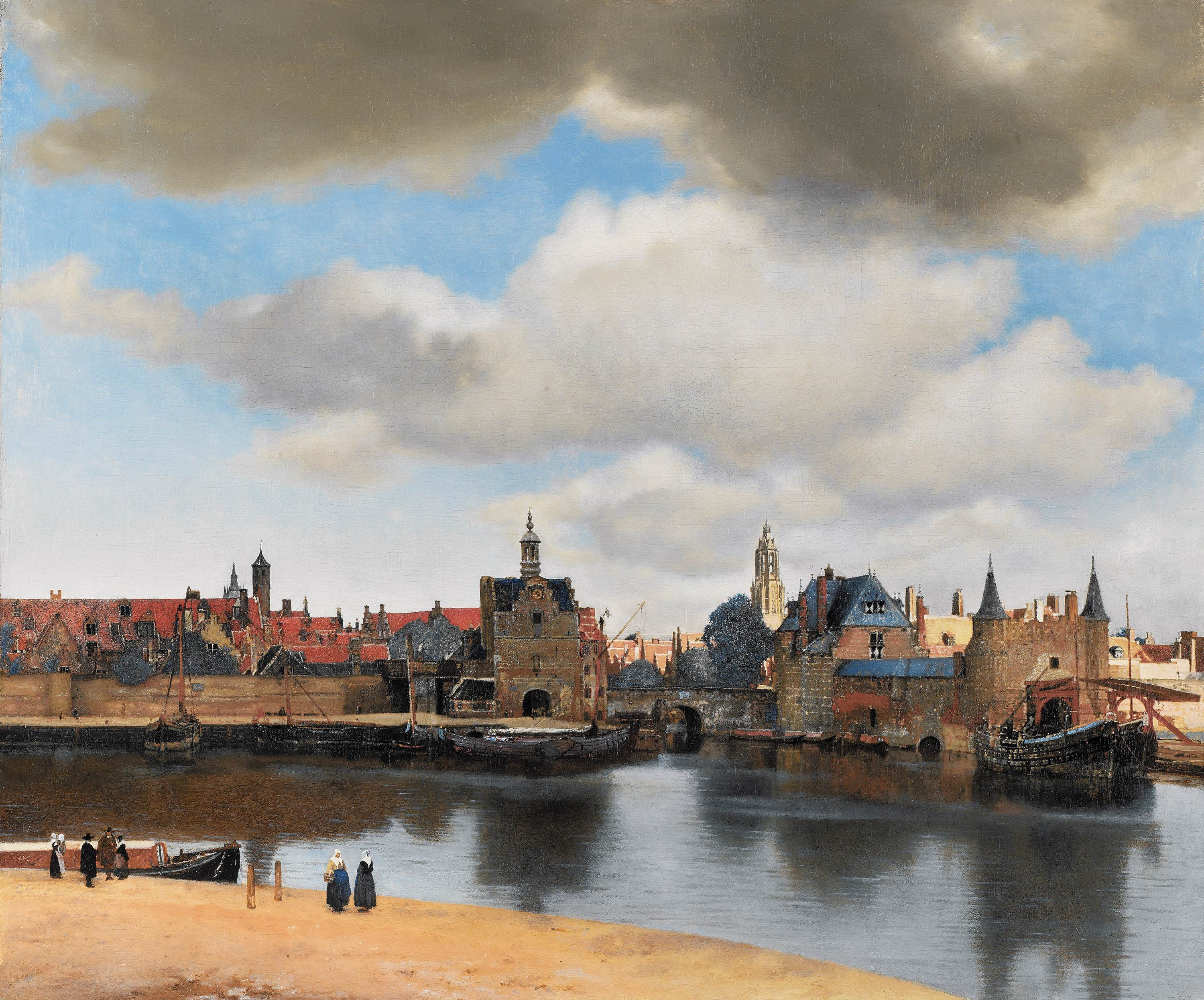
Vue de Delft de Veermeer (1660).

À l'extrême sud du Vieux Delft, le Kapelsbrug 14 marque l'emplacement de deux anciennes portes de la ville : d'une part la Rotterdamsepoort (littéralement la porte de Rotterdam), que l'on peut encore voir au premier plan à droite sur la gravure et sur le célèbre tableau de Vermeer intitulé Vue de Delft, ainsi que la Schiedamspoort, la porte de Schiedam, à gauche.

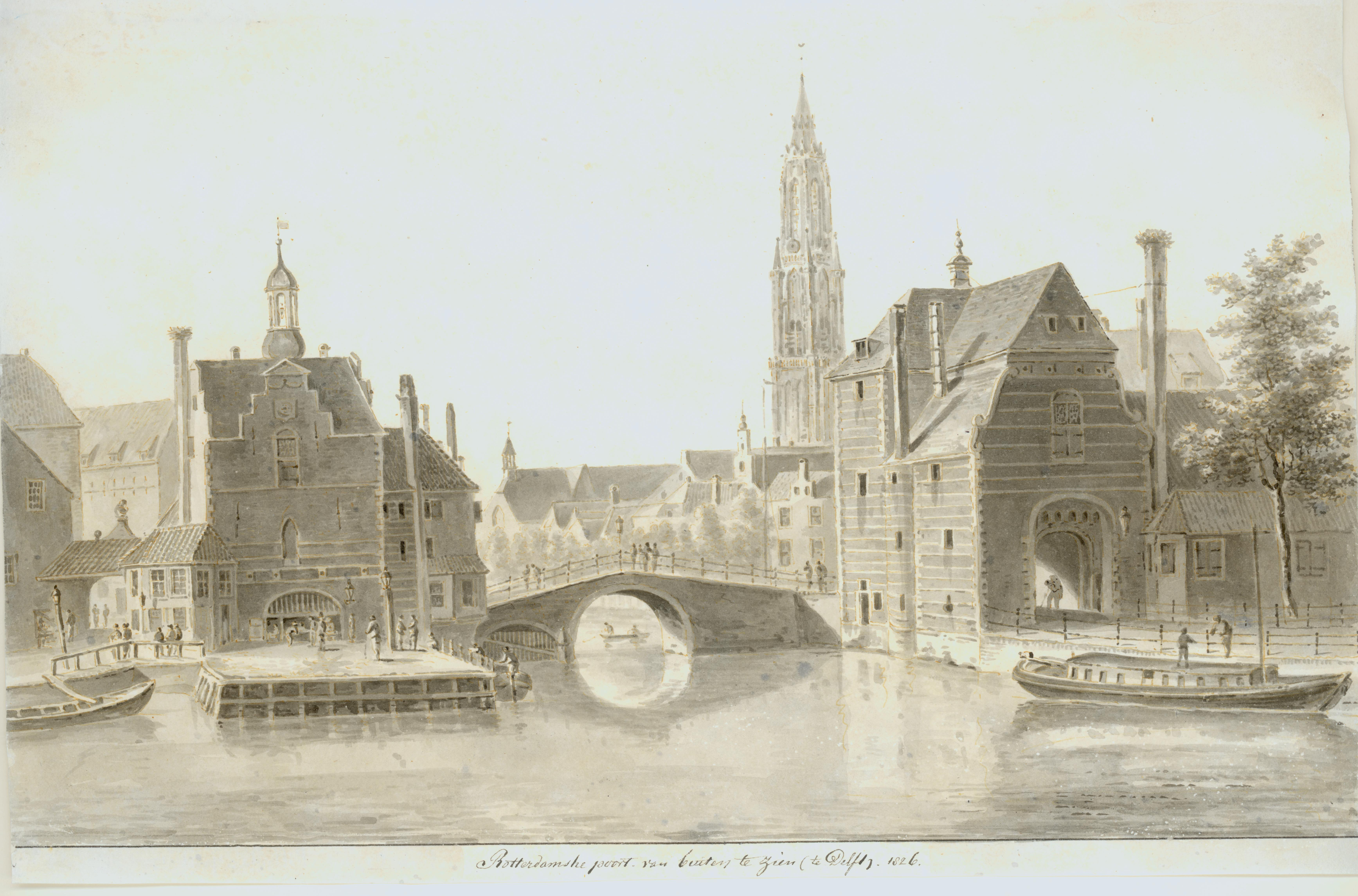
La porte de Rotterdam, à l'extrême sud du centre-ville de Delft.

Les deux portes furent construites entre 1396 et 1514. Elles ont été détruites entre 1834 et 1836. Aujourd'hui, il ne reste plus qu'une seule des huit portes médiévales de Delft : l'Oostpoort, la porte Est 15 située au sud-est du centre. Le pont qui joignait le centre-ville, via la porte de Rotterdam, à la rive d'en face arrivait au niveau de l'actuelle Hertog Govertkade et n'existe plus. Les portes de Rotterdam et de Schiedam donnaient sur un bassin portuaire, le Zuidkolk 16 (pièce d'eau visible au premier plan sur la gravure et la Vue de Delft de Vermeer). Ce bassin marque l'emplacement au sud de la ville où la Schie est déroutée pour contourner Delft à l'est. De l'autre côté du port se trouve le Hooikade, l'endroit d'où Vermeer a peint sa fameuse vue.

Dans l'enceinte de la ville, juste derrière les portes de Schiedam et de Rotterdam, au no 1 de la Korte Geer, se trouve encore aujourd'hui un énorme bâtiment en brique entouré d'eau sur trois de ses côtés, c'est l'ancien arsenal 17 des États de Hollande et de Frise-Occidentale, appelé Armamentarium. Sa fonction est représentée sur l'un de ses murs par la figure barbue de Mars, le dieu de la guerre, assis sur un lion et une pile d'armes. Le bâtiment a abrité le Legermuseum jusqu'en 2013 (le Musée royal de l'armée néerlandaise) avant de devenir un restaurant.

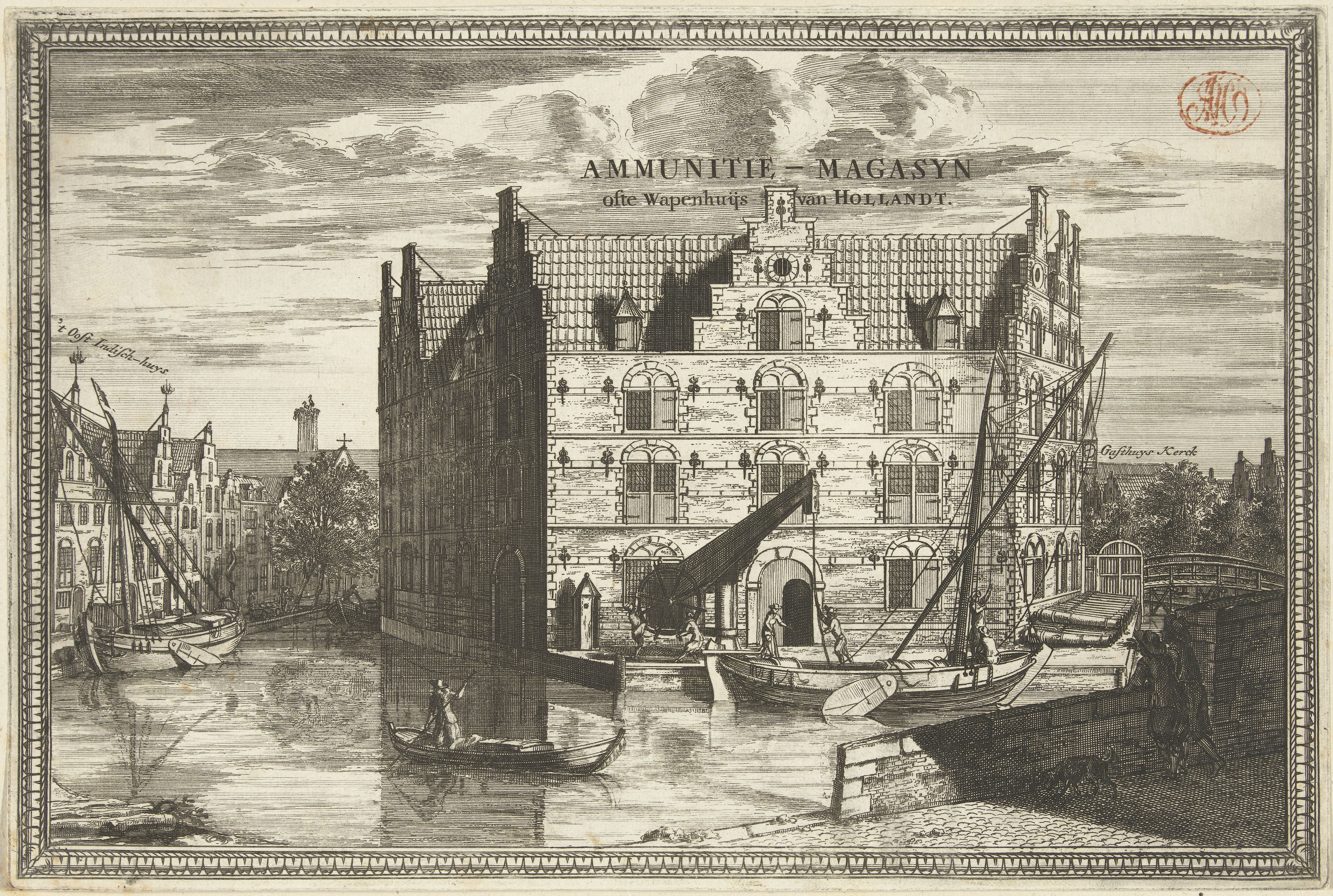
Vue sur le magasin de munitions de Delft.
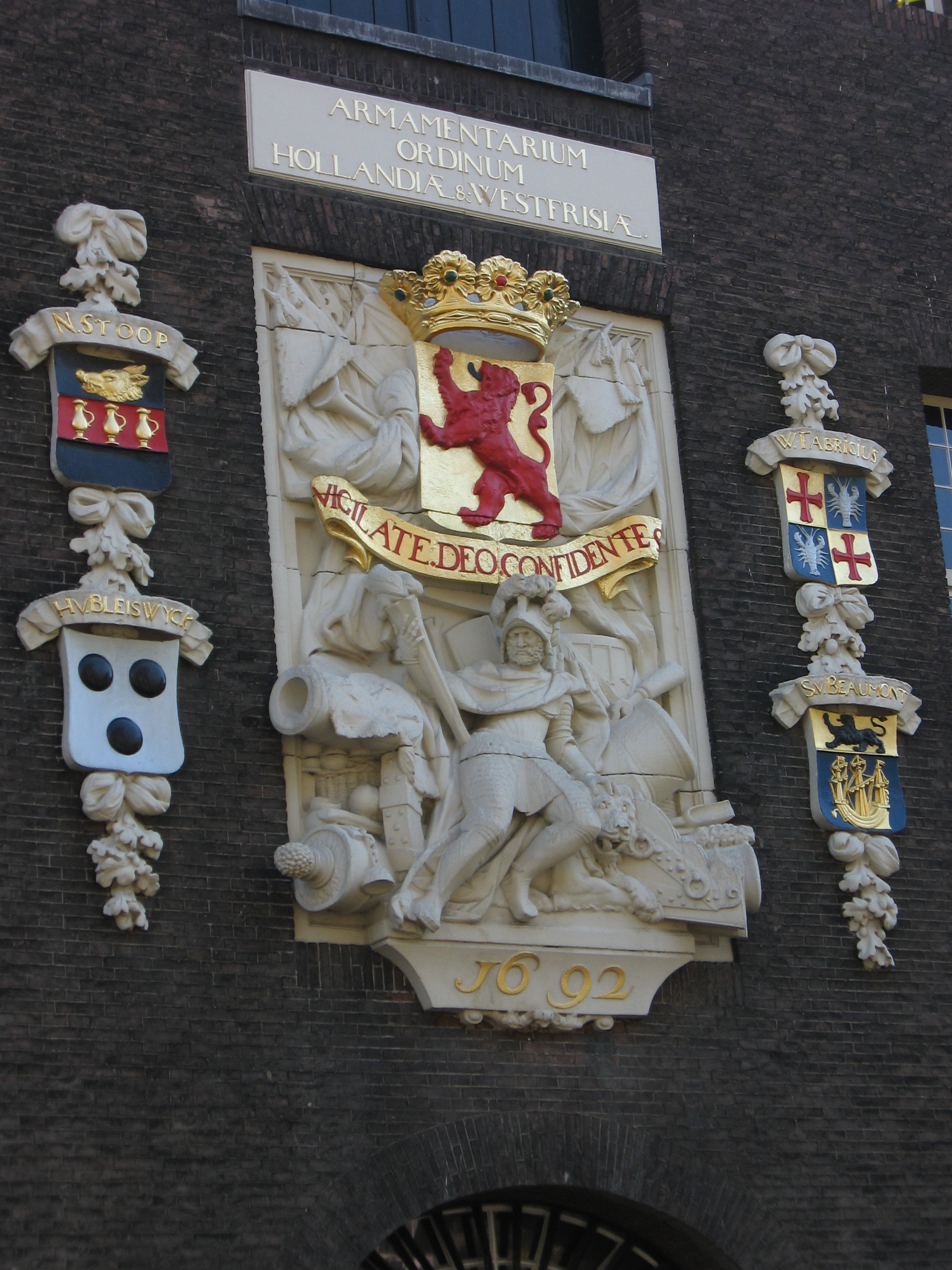
Fronton de l'ancien arsenal de Delft.
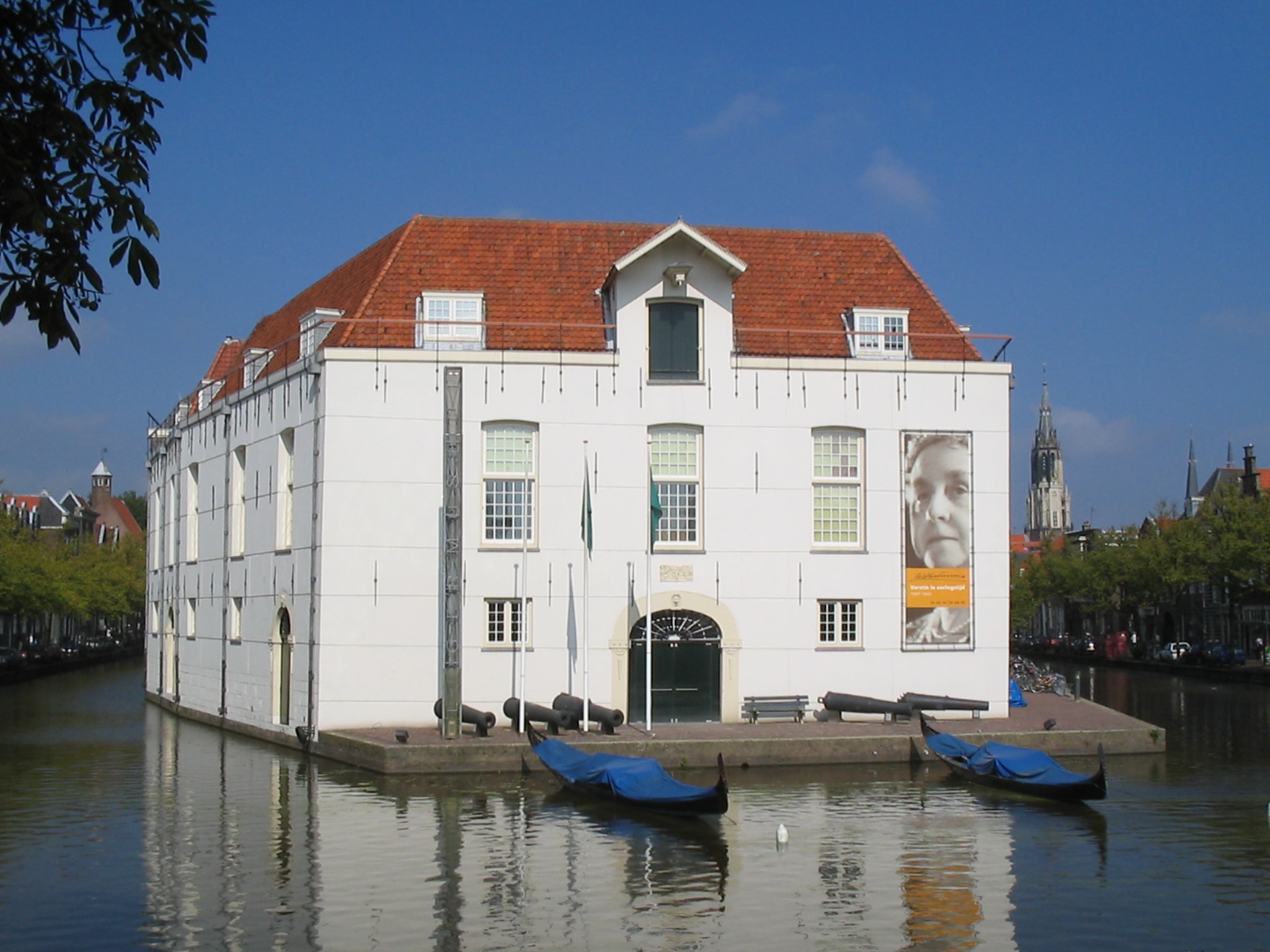
Vue sur l'ancien Musée royal de l'armée néerlandaise, le Legermuseum, maintenant localisé entièrement à l'aéroport de Soesterberg.

En dehors du centre-ville, plus au sud, se trouve encore aujourd'hui le bâtiment de l'usine Royale de faïence de Delft 18 avec son fronton De Porceleyne Fles, situé au Rotterdamseweg 196, et qui produit depuis 1653 du bleu de Delft. Cette faïencerie est la seule à avoir survécu aux fermetures successives à la fin du XVIIIe siècle.

À l'opposé, au nord-ouest du centre-ville (à quelques centaines de mètres du Prinsenhof), un moulin à farine datant de 1679 est toujours visible, et fut construit à l'origine sur les fortifications de la ville. Le Molen (moulin) de Roos 19 était l'un des 18 moulins ayant fonctionné à Delft. 

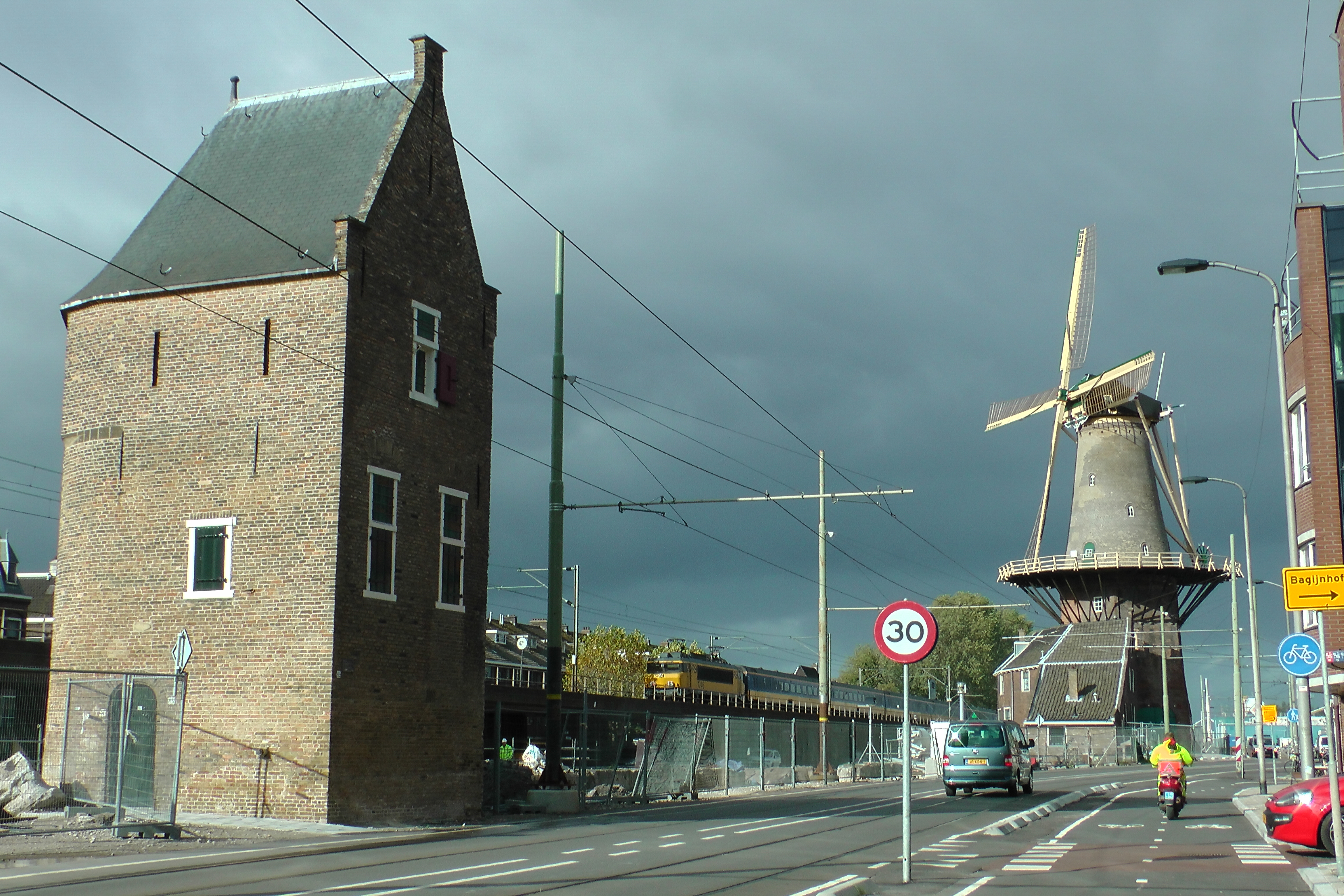
Vue sur le moulin avant les travaux (depuis le sud).
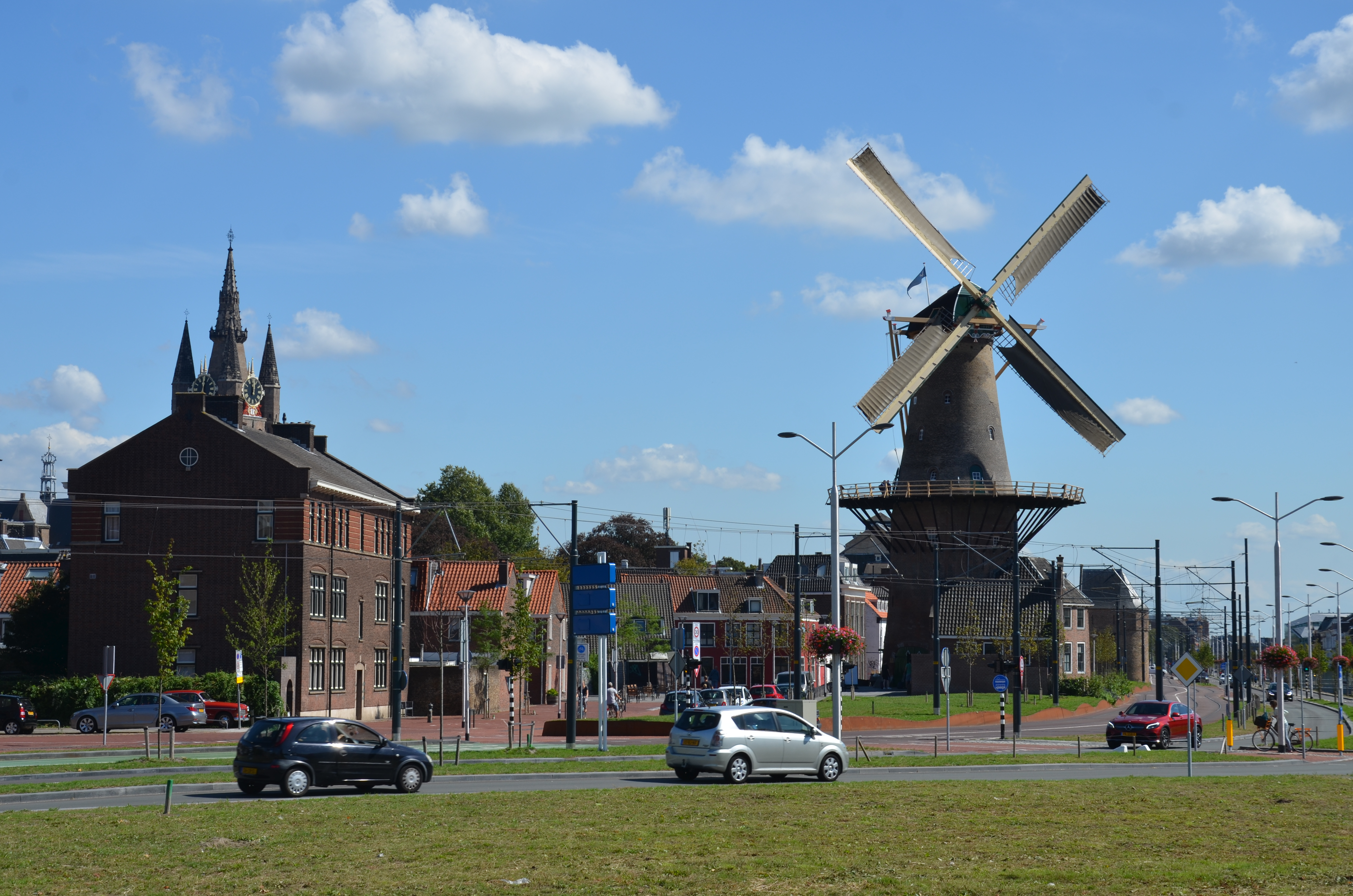
Vue sur le moulin après les travaux (depuis le nord).
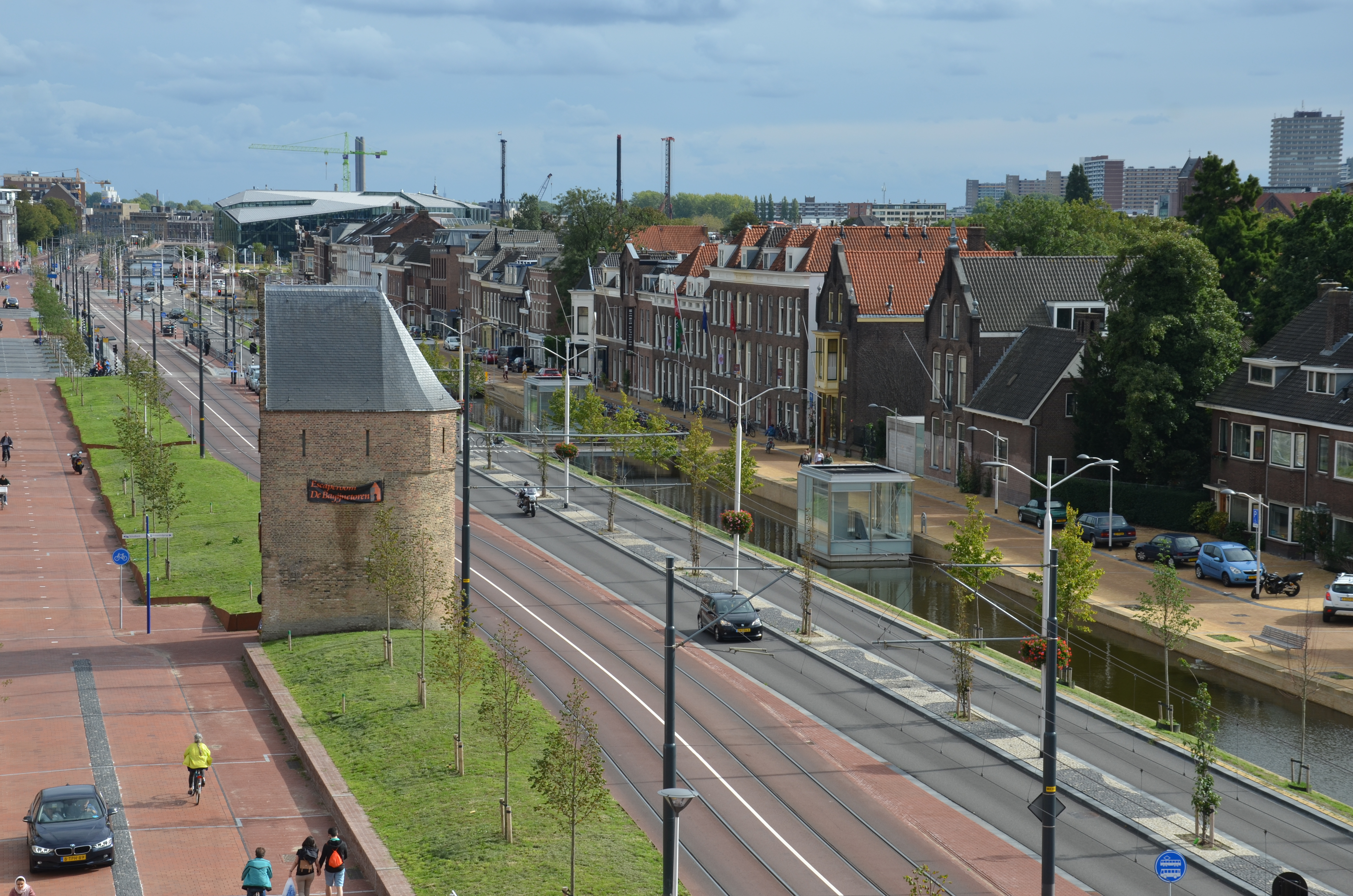
Vue sur la Phoenistraat depuis le moulin, après les travaux, avec la nouvelle gare de Delft à l'arrière-plan.

Jusqu'à il y a quelques années, il se trouvait au milieu d'une artère très fréquentée appelée la Phoenixstraat, et était coincé entre la ligne de chemin de fer surélevée et la ligne de tramway. En 2012, dans le cadre de la restructuration complète du quartier de la gare de Delft, l'ensemble du moulin à vent d'une masse de 1 100 tonnes a été soulevé pour permettre le creusement du tunnel de l'actuelle voie ferrée, puis reposé. Le moulin, toujours en activité, fabrique depuis 2015 de la farine biologique disponible à la vente.

Concernant l'architecture récente à Delft, il convient de mentionner la bibliothèque de l'Université technique de Delft (TU Delft) 20, un bâtiment de 1997 qui a remporté plusieurs prix, disposant d'une pelouse pour profiter du soleil sur son toit incliné. Depuis 2015, un nouveau bâtiment de la gare de Delft 21 remplace l'ancien datant de 1885. La mairie de Delft se trouve également dans ces nouveaux locaux, dans les étages en verre.

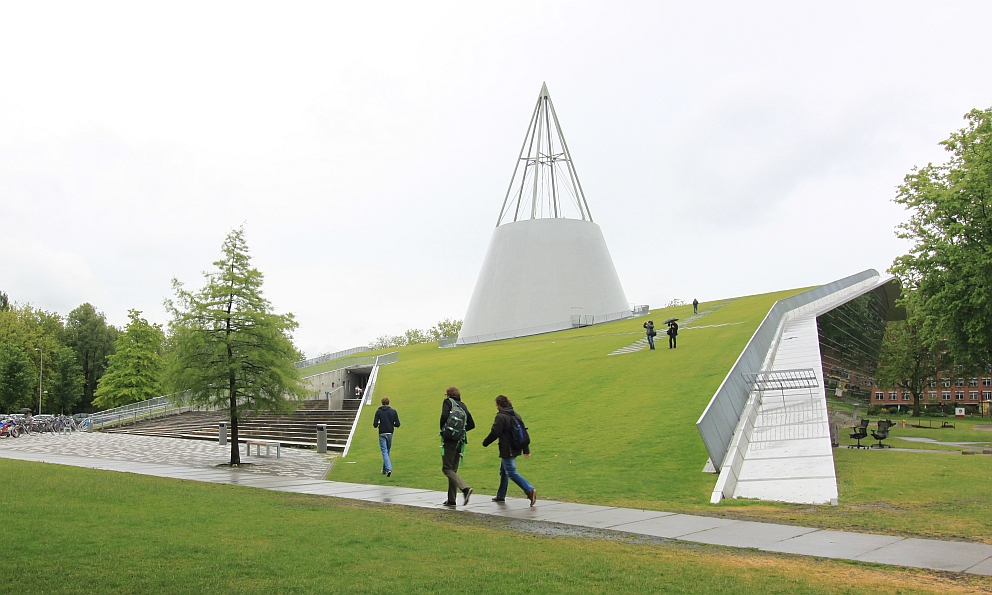
Bibliothèque de la TU Delft.
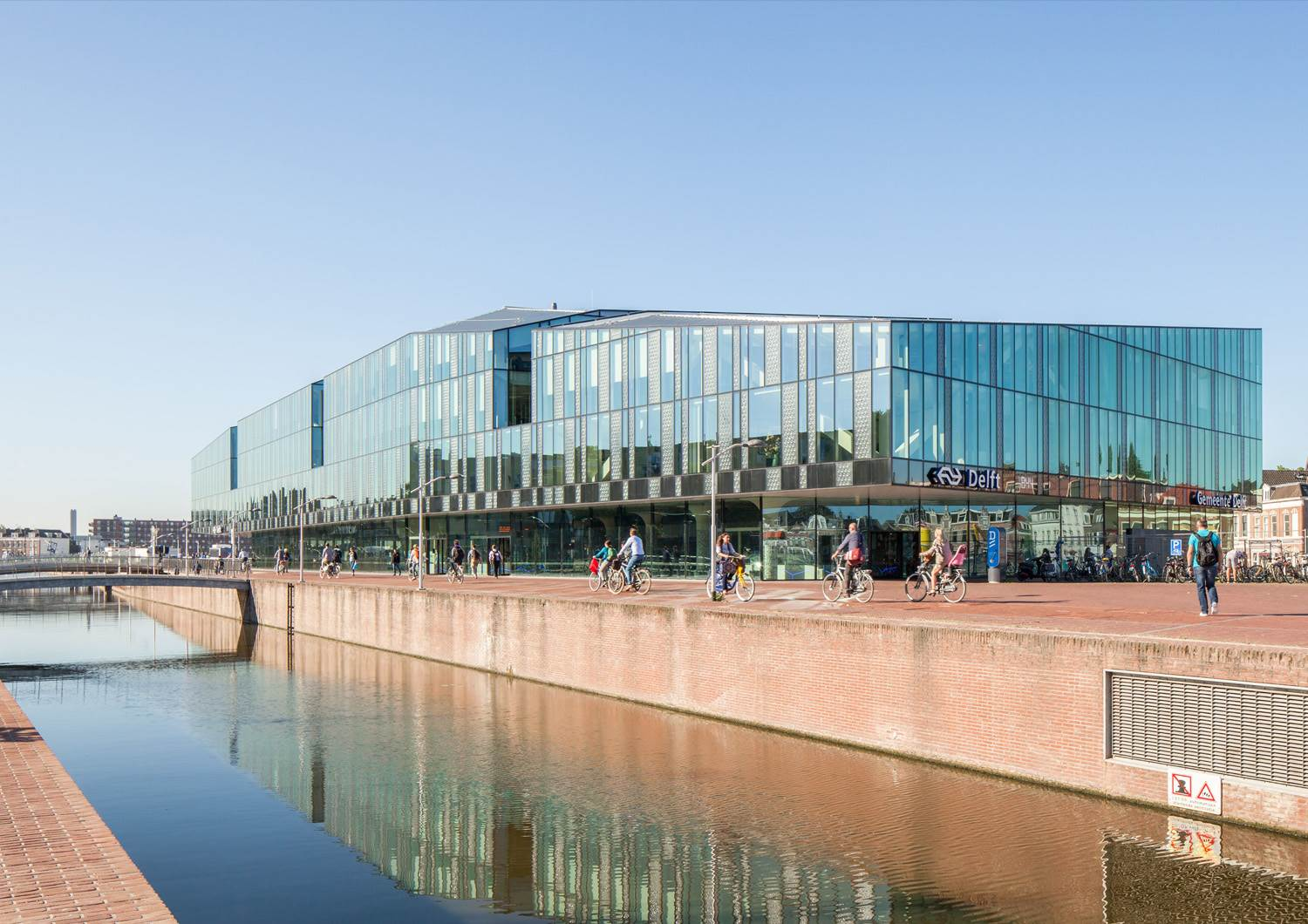
Gare de Delft.
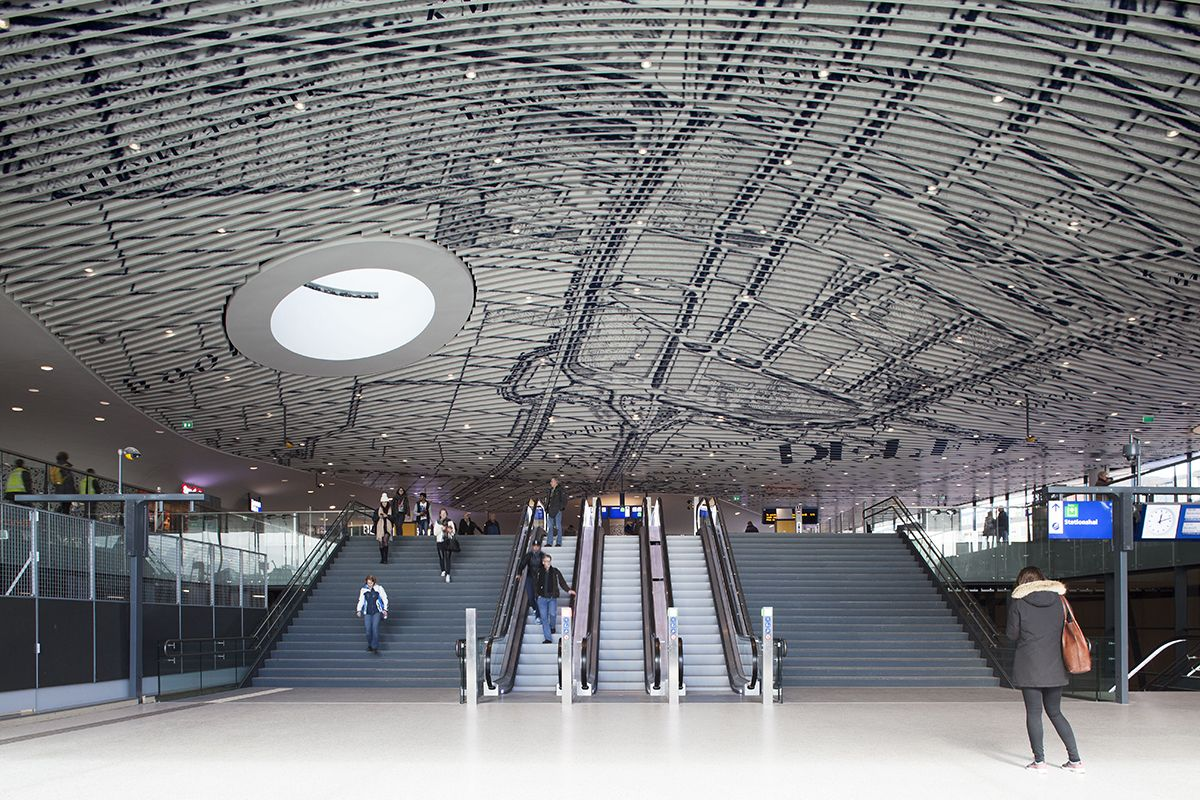
Plafond de la nouvelle gare de Delft représentant un ancien plan de la ville aux couleurs de la faïence de Delft (bleu et blanc).
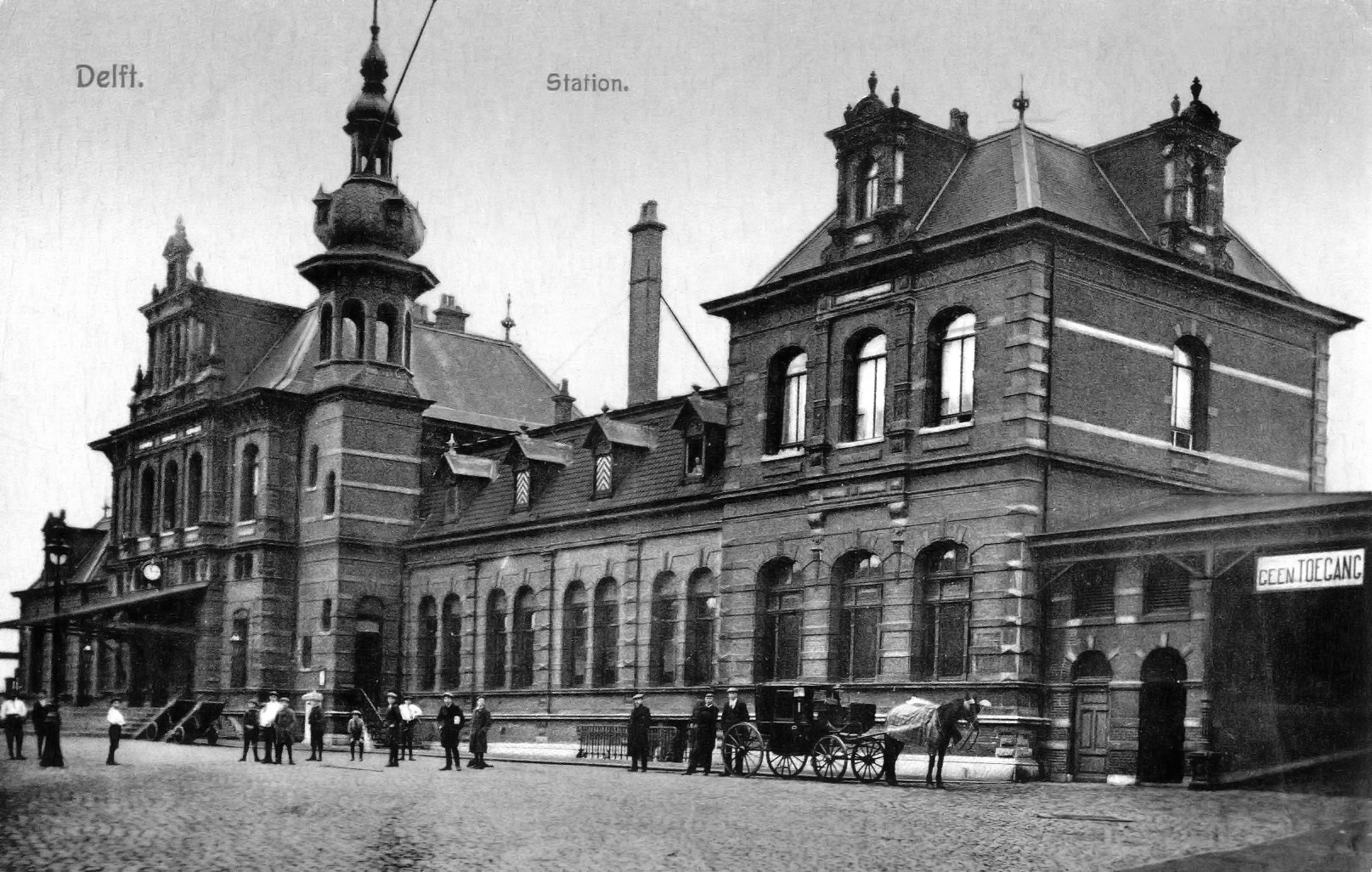
Ancienne gare de Delft.

### La bière à Delft
L'histoire de Delft montre que la bière a été très déterminante pour la croissance, notamment économique, de la ville.
Dans de nombreuses villes médiévales, l'utilisation de l'eau a obligé les habitants à choisir entre deux sources principales de revenus : soit la brasserie soit l'industrie du tissu. Ces deux intérêts étaient contradictoires : la bière nécessitait beaucoup d'eau salubre et fraiche, tandis que les drapiers et les tanneurs polluaient l'eau dans une large mesure. À Delft, les gens ont choisi de brasser de la bière, car ils considéraient que la bière était la meilleure boisson pour le commun des mortels. Au contraire, les riches buvaient surtout du vin ; c'était une boisson abordable pour eux. Le lait était à peine consommé à cette époque, car beaucoup étaient intolérants au lactose et le lait se gâtait rapidement.
Le brassage de la bière a bénéficié d'une eau de bonne qualité. L'eau était abondante dans les canaux de Delft. Afin de répondre aux exigences de pureté de l'eau, qui était légèrement acide, a été obtenue à partir de la tourbière située au nord de la ville. Ces sols tourbeux se sont révélés adaptés non seulement à l'extraction de la tourbe comme combustible, mais aussi à la culture des céréales nécessaires à la fabrication de la bière et du gruit encore utilisé à l'époque pour aromatiser la bière. Pour éviter la pollution de l'eau des canaux nécessaires aux brasseries, il a été décidé que les latrines ne pourraient plus être déversées dans les canaux, mais qu'elles pourraient désormais être vidées dans des fosses d'aisance. Dans la partie orientale de la ville, cependant, il y avait aussi une ancienne industrie du cuir et du textile. Grâce à toutes sortes de barrages, les deux flux d'eau sont restés séparés.

Les brasseurs étaient réunis en une guilde, qui fixait également le quota de bière afin de donner une chance aux petits brasseurs d'exister. La production maximale était de 155 litres par semaine. Les grands brasseurs, en revanche, achetaient le quota inutilisé aux petits brasseurs, parfois même en rachetant les petites brasseries. Plus tard, au XVIe siècle, les quotas ont été assouplis, ce qui a entraîné la fermeture d'un plus grand nombre de petites brasseries. Néanmoins, en 1514, la production de bière s'élevait à environ 155 000 barils, et a atteint plus de 500 000 barils en 1554, dont 80 % étaient destinés à l'exportation.

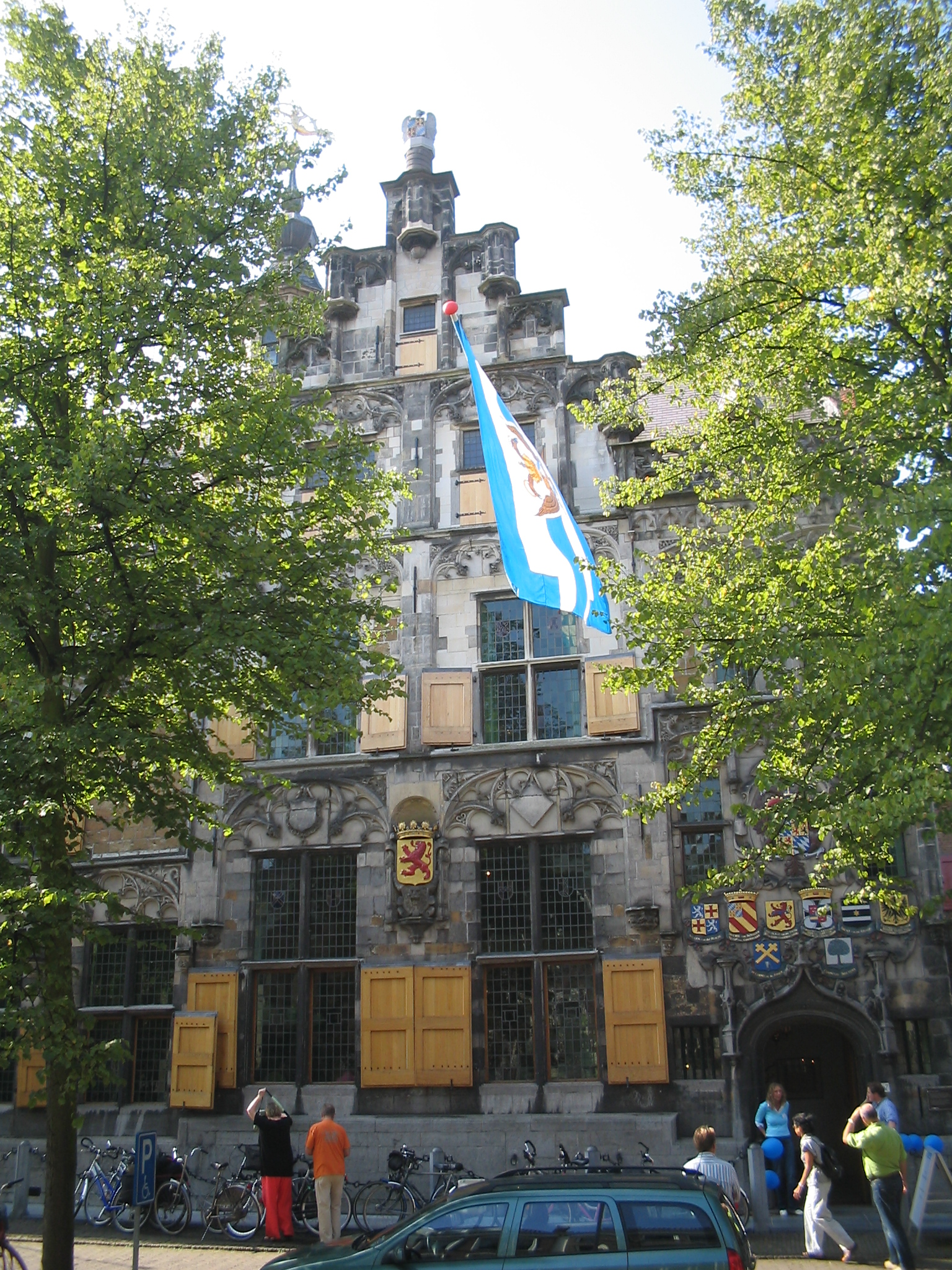
La maison communale de Delft.

Les nombreuses brasseries dont la ville était riche produisaient non seulement pour la population locale, mais la bière était également exportée vers la province de Zélande et la Flandre. Vers 1550, Delft était la ville la productrice en bière de tous les Pays-Bas.
Le brassage de la bière engendrait de nombreuses activités annexes, comme la fabrication de fûts de bière par les tonneliers, ainsi que de la main-d’œuvre pour l'approvisionnement en matières premières et le transport des fûts à travers la ville, ainsi que des transporteurs avec des bateaux pour exporter la bière sans oublier les négociants en bière et les aubergistes.
Les grands brasseurs gagnaient tellement d'argent vers 1500 qu'ils pouvaient se permettre d'équiper leurs maisons de façades en pierre naturelle, comme Jan de Huyter. Beaucoup de ces maisons sont encore reconnaissables à leurs détails, tant à l'intérieur qu'à l'extérieur. Ces bâtiments sont situés sur les deux principaux canaux de Delft : le Oude Delft et le Nieuwe Delft, parallèles et traversant Delft du nord au sud.
La guerre de Quatre-Vingts Ans a provoqué un déclin des marchés de vente dans les Pays-Bas méridionaux catholiques et, en raison de la concurrence des producteurs de bière de Rotterdam et de Haarlem, le nombre de brasseries a fortement diminué, passant de plus de 80 en 1600 à 17 en 1670, alors qu'en 1740, seules 10 étaient encore en activité. Les habitudes de consommation ont également changé, puisque le thé, le café et le cacao ont commencé à être importés des colonies par la Compagnie néerlandaise des Indes orientales et consommés, et que le vin est devenu abordable pour de nombreux habitants de Delft.
Aux grandes heures de l'industrie de la brasserie à Delft, les bières produites avaient pour nom la Pharao, l'Israël, la Moselair et la Delftsche kuyte.
Dans de nombreuses anciennes brasseries de bière, des manufactures de céramiques ont été installées, car beaucoup d'équipements pouvaient encore être réutilisés et les volumes de travail dans ces bâtiments délaissés étaient fonctionnels pour cette nouvelle industrie. Les noms historiques des brasseries ont été pour la plupart conservés, comme la Griex A et la De Dissel. La dernière brasserie encore en activité à Delft était la Crowned 'P' (anciennement la Crowned 'B' et avant cela la Het Vliegend Hert (« le cerf-volant »), qui a fonctionné jusqu'en 1922.

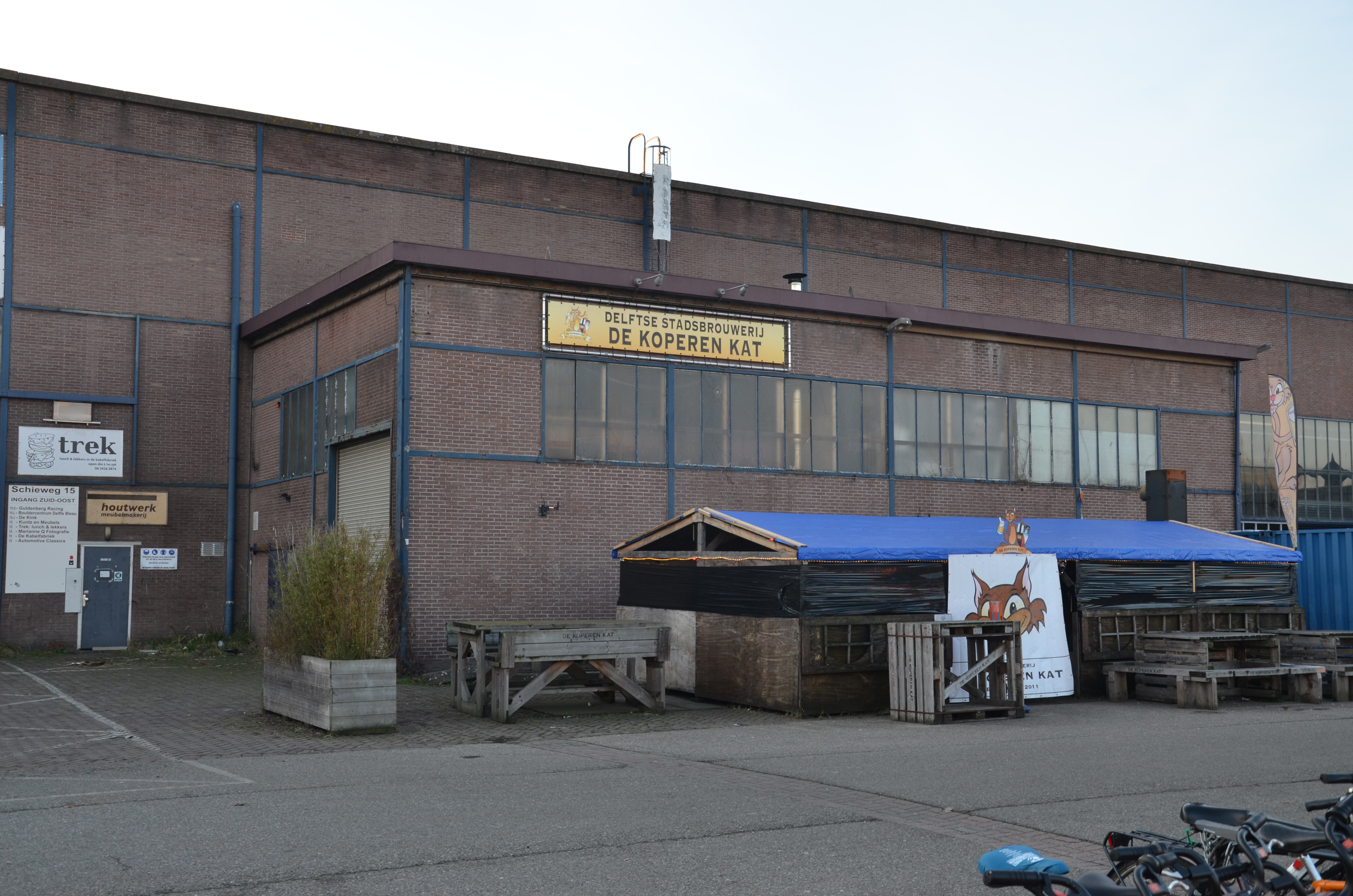
Brasserie De Koperen Kat.

Depuis 2011, Delft dispose à nouveau de sa propre brasserie municipale (De Koperen Kat), qui porte le nom des traditionnelles marmites en cuivre dans lesquelles on brassait la bière, associé à une partie du nom de famille de son fondateur Rolf Katte. Cette brasserie, située sur la Schieweg (le long du canal de la Schie menant à Rotterdam), brasse plus de 12 types de bières, qui sont principalement servies par les établissements de restauration locaux. En raison de son succès grandissant, notamment parce qu'elle est également en vente dans les supermarchés de la région de Delft, et de sa popularité auprès des étudiants de Delft, la brasserie est passée d'une production initiale de 1 000 litres par six semaines à 9 000 litres par mois. L'une de ces 12 bières est une triple (8 °C) ayant pour nom Balthasar en référence à Baltazar Gérard, l'assassin de Guillaume Ier d'Orange. D'autres font référence à des éléments culturels de Delft comme la D'Oostporter (pour la porte de l'est, dernier vestige du rempart), la Parel van Delft (pour la jeune fille à la perle de Veermeer, natif de la ville), ou encore la Delftse Donderslag (pour le coup de tonnerre de Delft, c'est-à-dire l'explosion de la poudrière).

### La fabrication de faïence

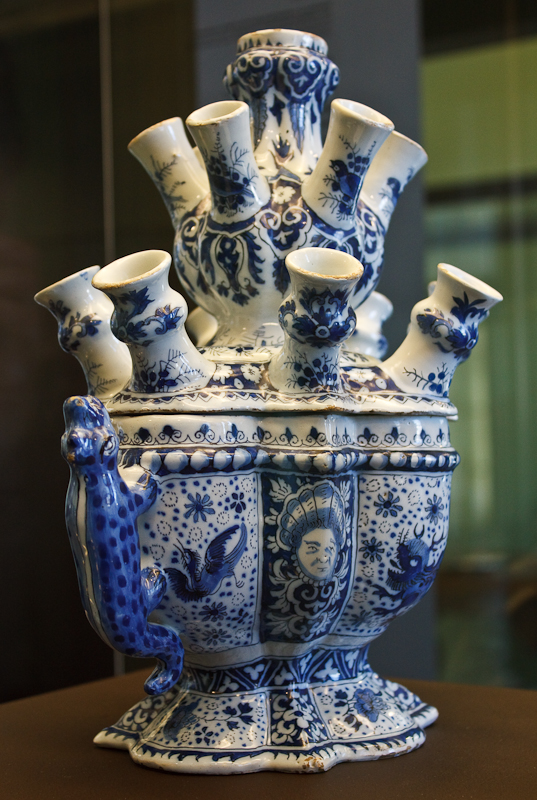
Une tulipière en faïence.

La ville de Delft est renommée pour sa faïence. Des dizaines de fabricants des XVIIe siècle et XVIIIe siècle ne subsiste plus qu’une seule manufacture importante : la Royal Delft, bâtiment marqué à son fronton "De Proceleyne Fles", situé au no 196 de la Rotterdamsweg.
Au XVIe siècle, des potiers flamands ont introduit la glaçure à l'étain dans le nord des Pays-Bas pour remplacer l'ancienne glaçure au plomb. Cette poterie à glaçure d'étain est née en Italie au XVe siècle et est mieux connue sous le nom de majolique. Les premiers produits de Delft en étain étaient désignés sous le terme de bonita. À la fin du XVIe siècle, les navires portugais d'abord, puis les néerlandais ont introduit aux Pays-Bas la porcelaine chinoise en provenance de la région de Nanjing, avec sa peinture bleue caractéristique. À l'arrivée de ces produits, les majoliers de Delft, ne savaient pas encore fabriquer de la vraie porcelaine, et ont commencé à en faire des imitations. Il s'agissait alors d'une poterie rouge recouverte d'une surface blanche opaque, sur laquelle étaient appliquées des décorations colorées. Face au succès des porcelaines chinoises, considérées comme des biens luxueux très prisés en Europe, les artisans de Delft ont amélioré leurs produits jusqu'à atteindre une poterie de plus en plus fine, appelée faïence, et améliorer leur technique afin de pouvoir créer des décors de plus en plus complexes. Delft est alors devenu un centre de production important aux Pays-Bas dès la moitié du XVIIe siècle.

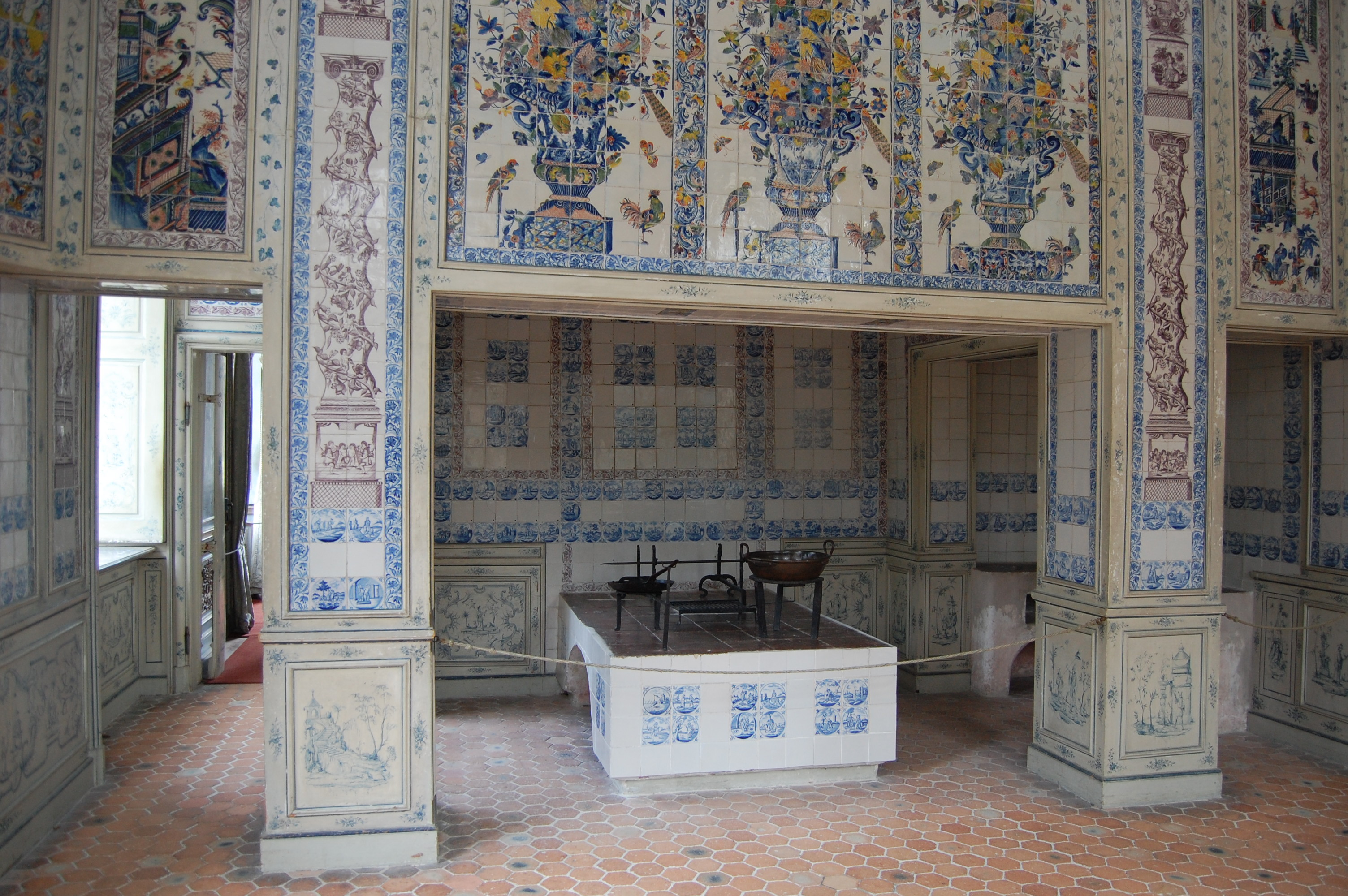
Cuisine de l'Amalienburg, Château de Nymphembourg.

La faïence de Delft est l'un des types de faïence émaillée à l'étain dans laquelle on applique une glaçure blanche, généralement décorée avec des oxydes métalliques, en particulier l'oxyde de cobalt qui donne le bleu habituel, et qui peut supporter des températures de cuisson élevées, ce qui permet de l'appliquer sous la glaçure. Elle fait également partie des nombreuses faïnces bleues et blanches, qui utilisent des variantes du décor végétal développé au XIVe siècle dans la porcelaine chinoise. La couleur caractéristique des décors va donner à la faience de Delft l'appellation mondialement reconnue de bleu de Delft.
La faïence de Delft comprend des objets de toutes sortes, tels que des services de table, des vases, des statues, ainsi que des plaques murales et des carreaux décoratifs.
De nombreuses résidences princières d'Europe des XVIIe siècle et XVIIIe siècle présentent certaines pièces ornées de carreaux de Delft. Les plus remarquables ensembles encore visibles de nos jours sont au Château de Nymphembourg à Munich et au Palais Menchikov à Saint-Pétersbourg.

### Musées
- Prinsenhof de Delft (Cour du Prince), initialement couvent féminin, puis résidence de Guillaume le Taciturne au XVIe siècle.
- Fabrique royale de faïence de Delft (Koninklijke Porceleyne Fles), production depuis 1653.
- Musée Lambert van Meerten, collection de carreaux de faïence.
- Musée Paul Tétar van Elven, maison du XVIe siècle abritant la collection du peintre et collectionneur Paul Tétar van Elven.
- Vermeer Centrum Delft, abrite une partie des œuvres du peintre Johannes Vermeer, né à Delft.
- Volkenkundig Museum, musée ethnographique.
- Science Center Delft (anciennement Techniekmuseum), musée de la technique.
- Musée historique du tabac, concernant l'histoire de l'inductrie du tabac à Delft depuis le XVIIe siècle.
- Gereedschap Museum Mensert, musée de l'artisanat abritant des outils de charpentier, de maçon et de plombier.
- Musée médical et pharmaceutique Le Griffon (Medisch en Farmaceutisch Museum "De Griffioen"), collection d'instruments médicaux et de soins.

Plus en activité
- Faiencerie de Delft (De Delftse Pauw), production depuis 1651 (en faillite en 2020 à cause de la pandémie mondiale de Covid-19 [76]).
- Legermuseum, musée de l'Armée (jusqu'en 2013), collections déménagées à Soesterberg afin de rejoindre celles du musée militaire de l'armée de l'air néerlandaise.
- Museum Nusantara, musée de l'Indonésie et des anciennes Indes néerlandaises (jusqu'en janvier 2013).

## Personnalités

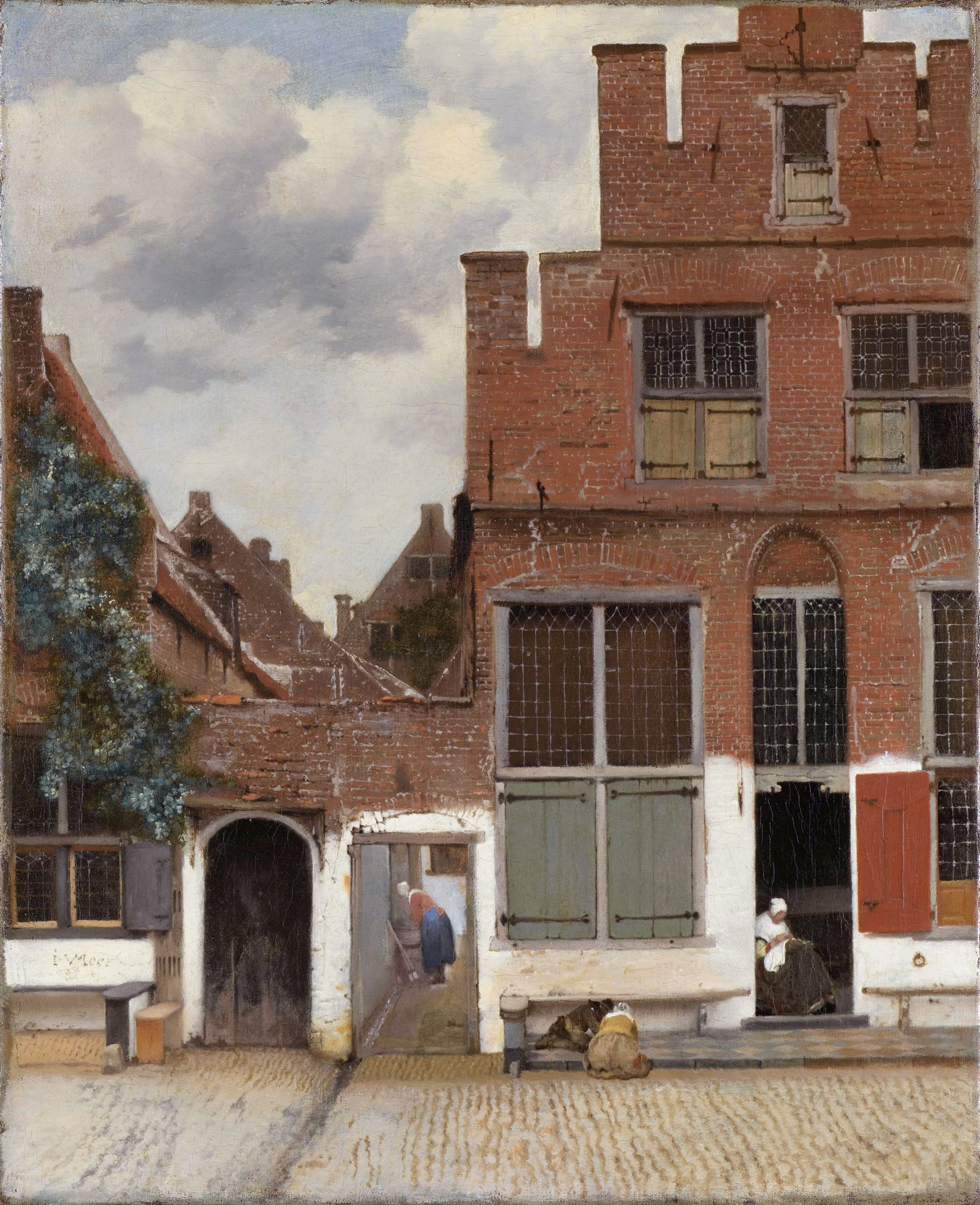
La Ruelle, de Johannes Vermeer, Rijksmuseum, Amsterdam.

### Nées à Delft
- Cornelis Musius (1503-1572), poète et martyr catholique flamand
- Hugo Grotius (1583-1645), théoricien du droit naturel
- Frédéric-Henri d'Orange-Nassau (1584-1647), stadhouder des Provinces-Unies
- Johannes Vermeer (1632-1675), artiste-peintre
- Antoni van Leeuwenhoek (1632-1723), savant
- Betsy Perk (1833-1906), écrivaine et féministe
- Jan Thomée (1886-1954), footballeur
- Jan Proot (1741-1800), homme politique
- Willem Hendrik Teding van Berkhout (1745-1809), homme politique
- Hendrik Quesnel (1752-1804), homme politique
- Stien Baas-Kaiser (1938-2022), patineuse de vitesse
- Dennis de Jong (1955-), homme politique
- Atzo Nicolaï (1960-2020), homme politique
- Alexander Pechtold (1965-), homme politique
- Vincent de Moor (1973-), compositeur de musique électronique
- Michaëlla Krajicek (1989-), joueuse de tennis
- Victoria Pelova (1999-), joueuse de football

### Ayant vécu à Delft
- Guillaume d'Orange (1533-1584), prince d'Orange, résidant à Delft de 1572 jusqu'à sa mort.
- Balthazar Gérard (1557-1584), assassin de Guillaume d'Orange, y est mort.
- Charles-Guillaume Naundorff (?-1845), prétendant au trône de France, y est mort.
- Jan Timman (1953-), grand-maître d'échecs, a grandi à Delft.
- Adrianus Eversen (1818-1897), artiste-peintre néerlandais, y est mort.
- Reinier de Graaf (1641-1673), médecin et anatomiste néerlandais, résidant de 1666 jusqu'à sa mort, il a donné son nom à l'hôpital de Delft.
- Max Le Grelle, comte (1881-1922), conseiller communal, fondateur de la banque M. Le Grelle et Co et de la Katholieke woningbouw Vereeniging Sint Hyppolytus.
- Louise de Coligny (1555-1620), femme de Guillaume d'Orange, elle y résida jusqu'en 1619.
- Palamedes Palamedesz (1607-1638), artiste-peintre de batailles et de portraits, a travaillé et est mort à Delft.Buste d'Agneta Matthes, dans le parc du même nom à Delft.

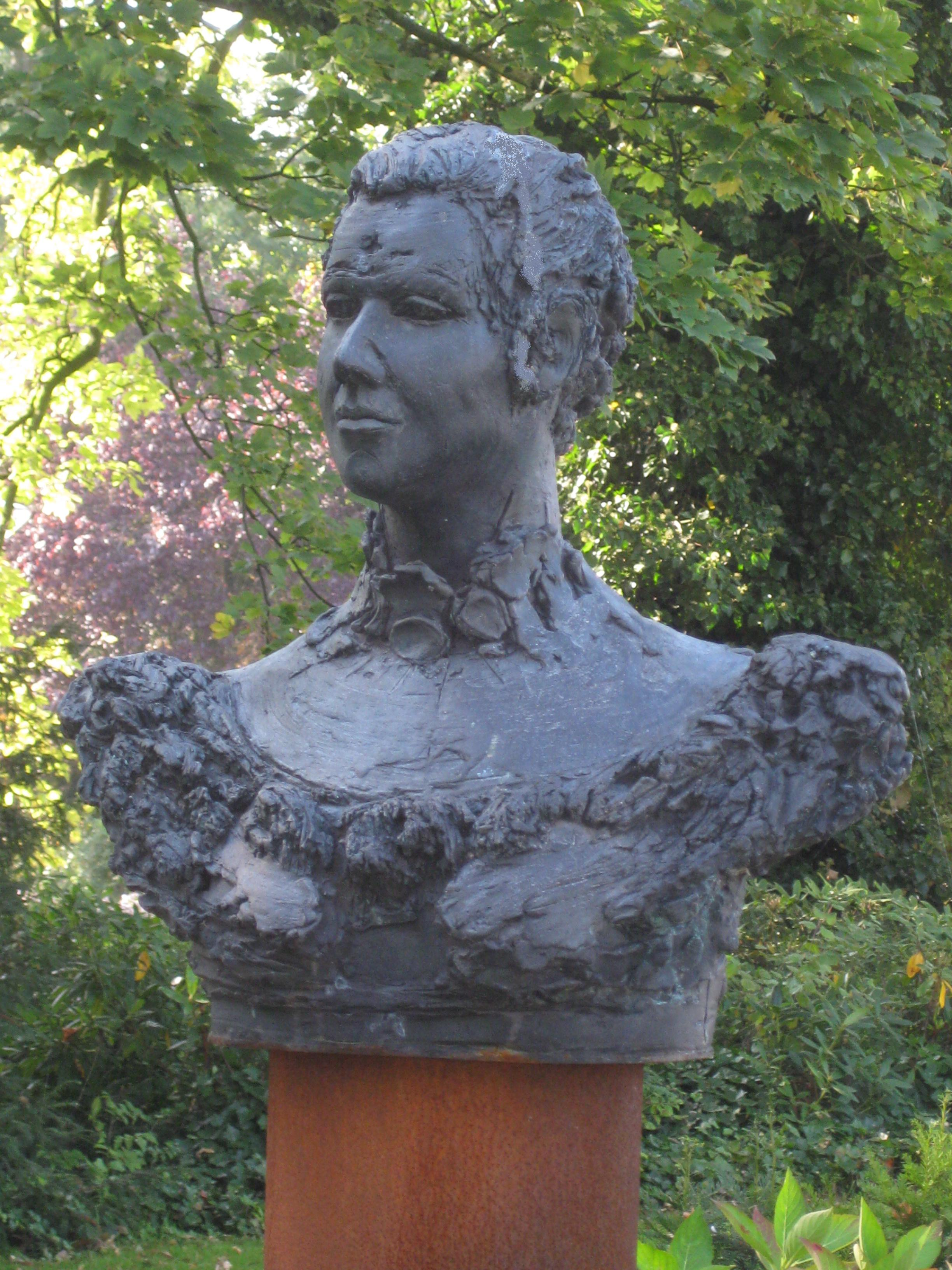
Buste d'Agneta Matthes, dans le parc du même nom à Delft.

- Carel Fabritius (1622-1654), peintre hollandais, a emmenagé en 1651 à Delft, après son mariage avec Agatha van Pruyssen.
- Balthasar van der Ast (1593 ou 1594-1657), peintre néerlandais, ayant vécu à partir de 1632 à Delft.
- Jan Steen (1626-1679), peintre néerlandais, ayant vécu de 1654 à 1657 à Delft, patron de l'auberge De Roscam dans la rue Oude Delft 74.
- Pieter de Hooch (1629-1684), peintre et dessinateur néerlandais, a vécu de nombreuses années à Delft, vraisemblablement de 1652 à 1661.
- Agneta Matthes (1847-1909), veuve de l'entrepreneur Jacob van Marken, gérante de l'Agnetaparks, un ensemble d'habitations ouvrières pionnier pour son époque, permettant le logement décent des ouvriers de la fabrique de levure de Delft et de leurs familles.
- Petrus Jacobus Kipp (1808-1864), pharmacien, chimiste et fabricant d'instruments de chimie (notamment l'appareil de Kipp), patron de la pharmacie de la rue Oude Delft 162.
- Pierre van Hauwe (1920-2009), musicien, a vécu de 1946 jusqu'à sa mort à Delft.

## Armoiries et drapeau de Delft

### Armoiries

Les armoiries de Delft durant l'annexion française au début du XIXe siècle.

Les armoiries de Delft consistent en un bouclier argenté avec au centre une barre noire verticale, souvent représentée avec des vagues, qui représente un fossé (« delft ») rempli d'eau. L'écu est sommé d'une couronne et tenu par deux lions rouges. En héraldique, les armoiries sont décrites comme suit :
| Blason de Delft | Blason  | D'argent au pal de sable, l'écu timbré d'une couronne de cinq fleurons d'or, avec pour support deux léopards lionnés affrontés de gueules. |
| Blason de Delft | Détails | Attribuées le 24 juillet 1816 par le Conseil suprême de la noblesse à la municipalité néerlandaise de Delft.                               |

Ce blason séculaire a été officiellement établi le 24 juillet 1816 par la Haute Cour de la Noblesse néerlandaise  alors qu'il était utilisé depuis des siècles selon différentes variantes.
On sait que le pal au centre des armoiries symbolise le canal le plus ancien de la ville: le Oude Delft. Le blason le plus ancien, datant de 1260, utilisé durant la période de 1299 à 1416, montre déjà une barre verticale; à la différence prêt que de chaque côté du pal figure une forteresse avec trois tours. Le blason suivant, de 1472 à 1600, avait une représentation similaire, mais les forteresses ont été remplacées par des tours avec des fanions ornant un mat à leur sommet. Sur une version datant de 1444 à 1758, les armoiries ont été réellement représentées sous la forme d'un blason. Il y a une porte gothique avec un lion à l'intérieur. Sous la porte se trouve un bouclier avec un pal. Ce qui est exactement représenté sur cette arme n'est encore pas tout à fait clair. Il s'agit probablement d'un poteau noir sur un champ d'argent, comme on peut le voir sur l'un des vitraux de l'hôtel de ville d'Edam (ci-contre).
Les armoiries de Delft accrochées sous la porte gothique contenant le lion peuvent également être un autre blason basé sur les petits sceaux que la ville portait. Le premier blason de la période allant de 1583 à 1654 montre un bouclier avec le pal central orné d'un ruban, accroché à une branche. Ce blason est tenu des deux côtés par un lion grimpant. Une deuxième armoirie de la période de 1658 à 1719 montre un blason sans branche, mais tenue par les deux lions. Sur la troisième version, utilisée de 1725 à 1810, le blason est recouvert d'une couronne à cinq feuilles tenue par les lions.
Pendant la période d'occupation française suivant la Révolution française, Delft a obtenu le droit d'ajouter un quartier au blason. Ce quartier libre consistait en un champ bleu avec un N doré surmonté d'une étoile, et qui faisait référence à Napoléon Ier. Le quartier libre était un symbole de puissance qui distinguait les villes de seconde classe des meilleures villes de l'empire. Le blason a également reçu une couronne en argent. On ne sait pas si ce quartier a jamais été utilisé.
Après la fin de l'ère française, la ville a reçu un nouveau blason qui ressemblait beaucoup à celui utilisé avant l'introduction des armoiries napoléoniennes. Le nouveau blason comporte un certain nombre d'adaptations par rapport à l'ancien : les deux lions porte-bouclier regardent le spectateur et la couronne est au-dessus du bouclier. L'ancien blason ne portait pas de couronne et le nouveau porte une couronne funéraire.

Toutes les versions des armoiries, sur les sceaux et autres, représentent les lions qui ne font pas face au spectateur. On ne sait pas très bien pourquoi, selon les archives de la Haute Cour de la Noblesse néerlandaise, le dessin montre effectivement des lions en train de regarder le spectateur. La Haute Cour de la Noblesse néerlandaise utilise le dessin comme document officiel et non sa description telle qu'adoptée en 1816. Le blason officiel est donc celui des lions regardant le spectateur. Une autre différence entre le dessin et la description est la couronne. Le dessin montre une couronne dorée de trois feuilles avec deux groupes de trois perles entre les deux. La description fait cependant référence à cinq feuilles avec quatre perles entre elles. 

Le drapeau de Delft.

### Drapeau
Le drapeau de la ville reprend le code couleur des armoiries, il est composé de trois bandes horizontales, dont la bande intérieure est noire et les bandes extérieures blanches. Le drapeau n'a été officiellement adopté par le conseil municipal qu'en 1996, mais il est utilisé depuis des siècles, par exemple sur les navires de la Compagnie néerlandaise des Indes orientales née à Delft, qui a pour port d'attache le Delfshaven, ou sur certains plans de Delft dès le XVIe siècle.

## Galerie

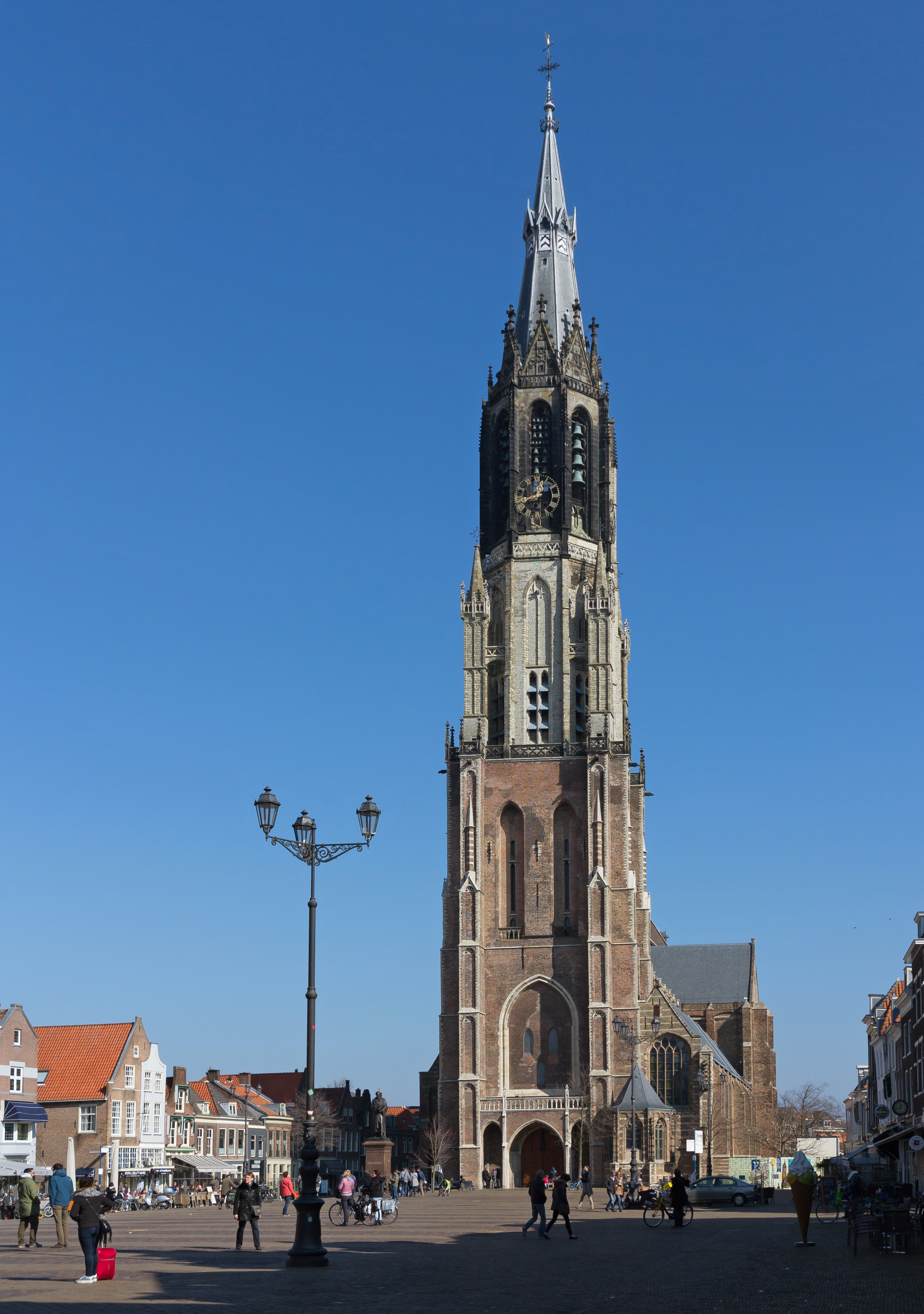
L'église : de Nieuwe Kerk.
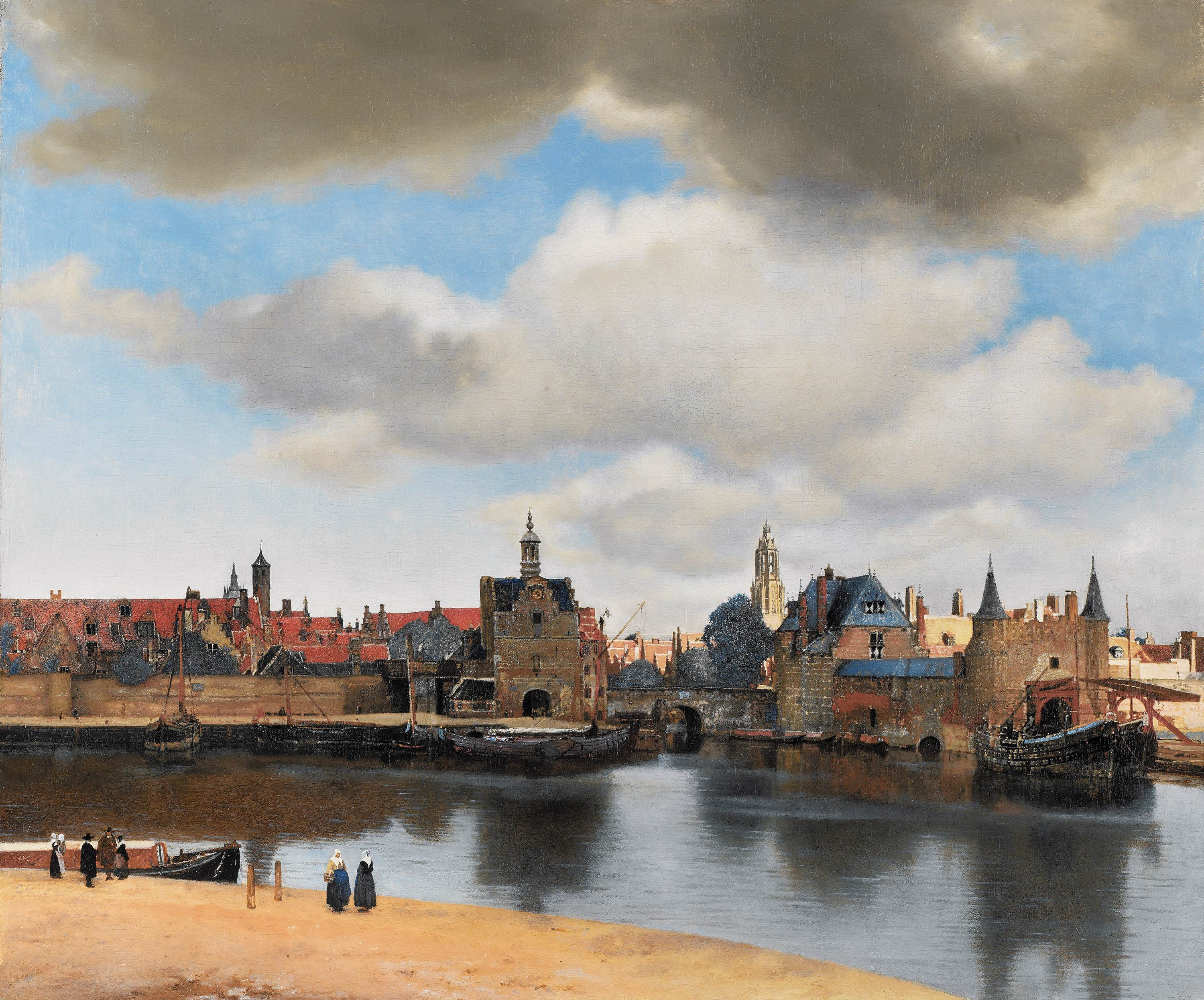
Vue de Delft par Vermeer.
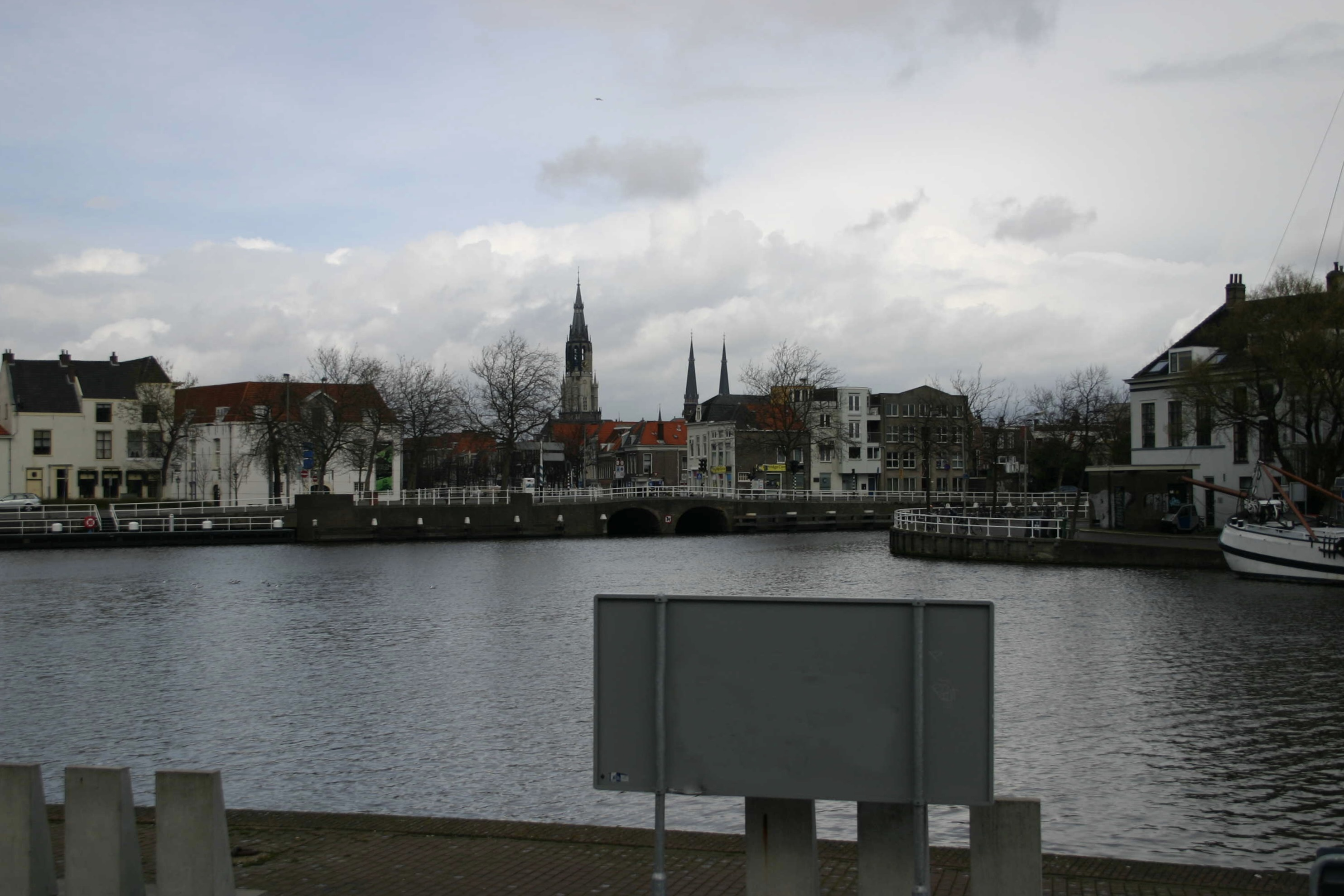
Vue de Delft de nos jours.
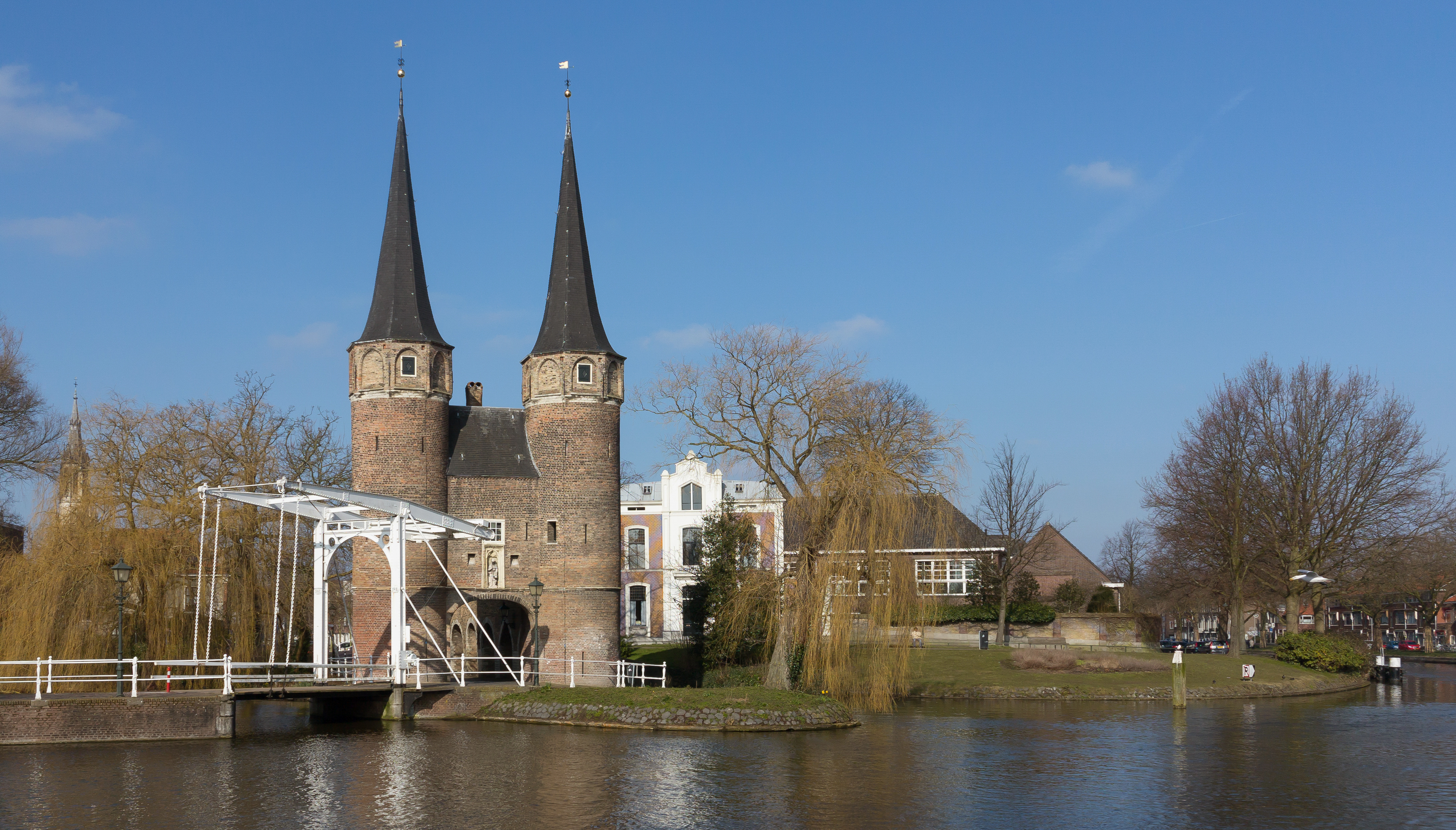
La porte de l'Est, Oostpoort (dernier vestige des remparts).